# さんまのお笑い向上委員会
『さんまのお笑い向上委員会』(英称：IMPROVEMENT COMMITTEE)はフジテレビ系列で2015年（平成27年）4月18日から毎週土曜23時10分（JST）に放送されるトークバラエティ。明石家さんまが司会を務める冠番組でありステレオ・字幕放送を実施している。

## 番組の概要
司会の明石家さんまが「工場長」ならぬ「向上長」と称し若手 向上委員会メンバーと共に日本のお笑い界の傾向と対策を探り出すのがテーマである。
委員会メンバーがゲスト向上芸人の欠点を挙げそこから向上するためのアイデアをメンバーで話し合うのが番組の基本である。
話が先に進まないためOPトークが長引く時もありゲスト向上芸人がなかなか呼んでもらえないままセット裏で待機させられ登場が2週目に延びることもある。
番組の大半を占めるのが先述のアドリブ合戦であり、中に入れず呆然と見ているだけのゲスト向上芸人を尻目に主役がどんどん入れ替わっていく。番組ではこれを「誰が（芸人として）殺るか殺られるかのサスペンスドラマ」と称している。1週分をドラマ風に「第〇話」とカウントされ(サブタイトルも付けられる)1回の収録で原則3話分(3週収録)→2話分(2週収録)である。
セット内の司会中央部やゲスト席、ひな壇等の通常のカメラでは映らないセット外にある出演者がカメラ確認のためのモニター横で芸人が見学者として収録を見学している珍しい番組である。時々さんまがネタを振りそれに応えて笑いを生んでいるが、見学者扱いのため「ノーギャラ」とされる。しかし笑いを取り続けたりオンエア率が高まると、同番組内でのひな壇（通称ドリームシート）へ格上げされ出演者扱いの委員会メンバーとなったり愛のクレーマー芸人としてゲスト席へ出演したり他の局や番組でも出演が増えたりなど芸人として売れるチャンスが高くなるため見学者扱いだとしても必死にネタを披露したりオンエア競争率も激しく「モニター横芸人」として番組の要素の一つとなっている。
開始当初はドラマ風の演出で放送され番組冒頭に出演者のミニドラマが放送されていた。番組内で使われる状況説明のテロップは第85話までタイプライターで打ち出されるような表示となっていたが次週の 第86話から雰囲気を変えテロップにスタジオ意匠同様、海の家をイメージした派手な演出で放送されるようになっている。
放送開始当初から出演者の発言をなぞるテロップは使われてない。(向上ゲストの出番前と後の会話と総集編は使われる)
2016年から番組内で『FNS27時間テレビ』の放送決定と当番組の参加が発表される。
『明石家サンタの史上最大のクリスマスプレゼントショー』の不幸話の募集も2016年以降当番組で行なわれている。2017年以降は当番組で「芸人不幸話GP」を開催し優勝した芸人は「明石家サンタ」に電話出演でき賞品パネルを1枚選択する事ができる権利が与えられる。
当番組も新型コロナの影響を受け2020年5月2日と16日(9日放送時は休止)はさんま向上長一人の新録パートを加えた総集編を放送。(2020/4/25収録)
そして2020年5月23日放送分からソーシャルディスタンスを十分に取った上で向上委員会メンバーを通常回より抑えモニター横芸人は"モニター中芸人"としてリモート出演し収録が再開された。(2020/5/8収録)その後モニター中はモニター横に戻っている。

## 構成
（2025年1月現在）
- オープニング - 収録1話目はさんまがスタジオ入りするところから始まる。また、放送前のジャンクションやオープニングでは、直前の「土曜プレミアム」で放送された番組や、場合によっては裏番組を意識した演出がされる場合がある。
- 本編 - ほぼフリートークで進行。テーマはあるが無視して進められることがほとんど。1話目は前回の収録から芸能界や向上委員会メンバーの周りで起きた出来事について話す。盛り上がった結果、向上芸人が登場せず終了することも多い。向上芸人登場後、クレームを入れるゲスト芸人が追加して登場する。
  - トーク中、さんまが特定の芸人にお決まりのギャグを言わせる「○○定食」という流れがある。 初期は「誰がドブ芸人や」「ほんまはあかんねんで」などのような「団体芸」があった。
- SURVIVAL TIME - 番組の締めくくりとして、毎回、芸人自らが自分の持ちギャグや寸劇などを披露するコーナー。挙手により参加者が決められ[注釈 9]、岡田圭右のギャグ「閉店ガラガラ〜」からはじまる[注釈 10] のが通例。番組では「SURVIVAL TIME」の表示とともに参加者全員が芸を披露する映像が出るものの、オンエアされない者はシャッターが降り放送されない[注釈 11]。
- 次週予告 - 最後に大きく「完」の下にその日のサブタイトルを背景にその日1番印象的なセリフが流れる。番組初期はドラマ風に収録したカットを入れていた。
- TVerでは、番組終了前に「配信限定インタビュー」が流れる。

## 出演者
向上長
- 明石家さんま

アシスタント
- 藤本万梨乃〈フジテレビアナウンサー〉（2022/4/2〜）[2][3]

主な向上委員会メンバー
レギュラー
- 飯尾和樹(ずん)：ピンで出演する時の座席は1段目の右端で固定されている。
- 陣内智則：2018年10月以降ほぼ毎週出演。堀内の隣に座る回数が多い。向上長との定食シリーズでは「わしやないか」がお馴染み。

準レギュラー
- 堀内健(ネプチューン)：「閉店ガラガラ」では今田と「バーミヤンズ」、蛍原と「新横浜H&H」名義でコントを披露している。直近は今田が番組卒業、蛍原と共演する頻度が減ったため、現在は堀内が向上委員会メンバーを直接指名した後、ユニットで「新横浜H&H」定番のネタ「〇〇シュール」を披露する。[注釈 12]
- 蛍原徹：2019年までは雨上がり決死隊として出演していた。今田と交互で出演する機会が多かったが、今田が降板した2023年10月以降は堀内と交互で出演する。[4]
- 藤本敏史(FUJIWARA)：2023年10月から2024年2月まで自身の不祥事のため活動を休止していた。初期や24年3月に復帰した際にはFUJIWARAとして出演していた。座席は2段目の右端の方でフジモン軍団の一因でもある関町知宏(ライス)やかつてはジョニ男の隣に座る回数が多い。
- マヂカルラブリー(野田クリスタル・村上)：座席は2段目の左端で固定されている。
- 井口浩之(ウエストランド)：当初は愛のクレーマー芸人として出演する機会が多かったが、現在は向上委員会メンバーとして出演。座席は1段目の右端に座る回数が多い。

愛のクレーマー芸人
- ザブングル加藤：「魔王」というあだ名で不定期で番組に出演している。[注釈 13]
- くっきー!(野性爆弾)・ハリウッドザコシショウ：番組の3週目に必ず出演するため、「Mr.3本目」と呼ばれていたが、番組の収録分が3週から2週に減ってからは出演していない。だが2025年5月31日放送に数ヶ月ぶりに出演。

27時間テレビSPのみ（2024年は除く）
- 関根勤：出演時は必ずキャプテン席に座っている。
- 間寛平・村上ショージ・松尾伴内・ジミー大西：「さんまスティック4」(スペシャルモニター横芸人)として出演。

過去の出演者（向上委員会メンバー）
- 宮迫博之(元 雨上がり決死隊)：闇営業騒動が判明して以降番組から降板。ただし現在もさんまや相方の蛍原は宮迫の名前を度々出し、笑いを取っている。
- 太田光(爆笑問題)[注釈 14]
- 土田晃之：番組当初から一度も欠席する事なく出演し続けたが、2021年1月を最後に降板。
- やす(ずん)：当初は中川家とずんが3週交代ペースで出演していたが、中川家の出演が徐々に減っていき(2023年10月の放送以降出演はしていない)次第にやすの出演も減り(2021年12月が最後)現在は飯尾だけで出演している。
- 岩井ジョニ男(イワイガワ)[注釈 15]
- 今田耕司：2023年10月より、『Google Pixel presents ANOTHERSKY』の放送枠が土曜23:00〜23:30に移動し2023/9/30放送をもって卒業した。その日は堀内とバーミヤンズとしてネタを披露した後メンバーからアンコールがかかり、ネタを再び披露し今田が「また来るからね〜！」という声で締めた。番組の卒業後2024年の27時間テレビSPで10か月ぶりにバーミヤンズとして再び出演した。
- 中川家(剛・礼二)：2023年10月以降出演なし。

過去の番組アシスタント(全員フジアナウンサー(出演当時))
- 久代萌美：(2015/4/18〜2021/3/27)
  - 井上清華：(2020/7/18〜8/1)※久代の代役
- 久慈暁子：(2021/4/3〜2022/3/26[5][6])

## 放送リスト

### 2015年
| 話数       | 放送日   | サブタイトル           | ゲスト向上芸人                 | 備考 |
| ---------- | -------- | ---------------------- | ------------------------------ | --- |
| 第一話     | 4月18日  | 流された星             | 流れ星                         | ＜愛のクレーマー芸人＞ キャイ〜ン（第三話） ＜モニター横・見学芸人＞ 岩井ジョニ男                                          |
| 第二話     | 4月25日  | 母に捧げる鎮魂歌       | 流れ星                         | ＜愛のクレーマー芸人＞ キャイ〜ン（第三話） ＜モニター横・見学芸人＞ 岩井ジョニ男                                          |
| 第三話     | 5月2日   | ドブに咲いたタンポポ   | 流れ星                         | ＜愛のクレーマー芸人＞ キャイ〜ン（第三話） ＜モニター横・見学芸人＞ 岩井ジョニ男                                          |
| 第四話     | 5月9日   | 招かれざる客           | 三村マサカズ（さまぁ〜ず）     | ＜モニター横・見学芸人＞ 岩井ジョニ男                                                                                      |
| 第五話     | 5月16日  | 牛を連れた開拓者       | 三村マサカズ（さまぁ〜ず）     | ＜モニター横・見学芸人＞ 岩井ジョニ男                                                                                      |
| 第六話     | 5月23日  | ダイヤル4400           | 三村マサカズ（さまぁ〜ず）     | ＜モニター横・見学芸人＞ 岩井ジョニ男                                                                                      |
| 第七話     | 5月30日  | 不都合な真実           | アンジャッシュ                 | ＜モニター横・見学芸人＞ 岩井ジョニ男 ＜その他＞ ビビる大木（第七話）                                                      |
| 第八話     | 6月13日  | 許されざる者           | アンジャッシュ                 | ＜モニター横・見学芸人＞ 岩井ジョニ男 ＜その他＞ ビビる大木（第七話）                                                      |
| 第九話     | 6月20日  | 交響曲”決闘”           | アンジャッシュ                 | ＜モニター横・見学芸人＞ 岩井ジョニ男 ＜その他＞ ビビる大木（第七話）                                                      |
| 第十話     | 6月27日  | 女たちの黙示録         | 山里亮太（南海キャンディーズ） | ＜モニター横・見学芸人＞ 岩井ジョニ男 ＜その他＞ ヒロミ（第十二話）                                                        |
| 第十一話   | 7月11日  | 賽は投げられた         | 山里亮太（南海キャンディーズ） | ＜モニター横・見学芸人＞ 岩井ジョニ男 ＜その他＞ ヒロミ（第十二話）                                                        |
| 第十二話   | 7月18日  | 真夜中の訪問者         | 山里亮太（南海キャンディーズ） | ＜モニター横・見学芸人＞ 岩井ジョニ男 ＜その他＞ ヒロミ（第十二話）                                                        |
| 第十三話   | 8月1日   | 湾岸下克上             | 雨上がり決死隊                 | ＜愛のクレーマー芸人＞ 三又又三（第十五話）                                                                                |
| 第十四話   | 8月8日   | ゼロからの略奪         | 雨上がり決死隊                 | ＜愛のクレーマー芸人＞ 三又又三（第十五話）                                                                                |
| 第十五話   | 8月15日  | 美しき総意             | 雨上がり決死隊                 | ＜愛のクレーマー芸人＞ 三又又三（第十五話）                                                                                |
| 第十六話   | 8月22日  | 竜と哲～狂った歯車～   | ダチョウ倶楽部                 | |
| 第十七話   | 8月29日  | 狙撃手の晃             | ダチョウ倶楽部                 | |
| 第十八話   | 9月5日   | 噛みついた狂健         | ダチョウ倶楽部                 | |
| 第十九話   | 9月12日  | 新大阪発のぞみ最終列車 | ケンドーコバヤシ               | |
| 第二十話   | 9月19日  | 剥がされた仮面         | ケンドーコバヤシ               | |
| 第二十一話 | 10月3日  | いつもより長い夜       | 小堺一機、関根勤               | 翌0:05までの拡大SP。 ＜愛のクレーマー芸人＞ どぶろっく                                                                     |
| 第二十二話 | 10月10日 | 千原炎上狙われた金塊   | 千原ジュニア（千原兄弟）       | ＜愛のクレーマー芸人＞ 千原せいじ（千原兄弟）（第二十三話、第二十四話） ＜モニター横・見学芸人＞ 佐藤大樹（クマムシ）      |
| 第二十三話 | 10月17日 | 千原空港0930便         | 千原ジュニア（千原兄弟）       | ＜愛のクレーマー芸人＞ 千原せいじ（千原兄弟）（第二十三話、第二十四話） ＜モニター横・見学芸人＞ 佐藤大樹（クマムシ）      |
| 第二十四話 | 10月24日 | 千原婚 決着のダンス    | 千原ジュニア（千原兄弟）       | ＜愛のクレーマー芸人＞ 千原せいじ（千原兄弟）（第二十三話、第二十四話） ＜モニター横・見学芸人＞ 佐藤大樹（クマムシ）      |
| 第二十五話 | 10月31日 | 第一次エピローグ戦争   | よゐこ                         | ＜愛のクレーマー芸人＞ クロちゃん（第二十七話） ＜モニター横・見学芸人＞ 篠宮暁（オジンオズボーン）                        |
| 第二十六話 | 11月7日  | 完全なるKO             | よゐこ                         | ＜愛のクレーマー芸人＞ クロちゃん（第二十七話） ＜モニター横・見学芸人＞ 篠宮暁（オジンオズボーン）                        |
| 第二十七話 | 11月14日 | 黒船と秀吉             | よゐこ                         | ＜愛のクレーマー芸人＞ クロちゃん（第二十七話） ＜モニター横・見学芸人＞ 篠宮暁（オジンオズボーン）                        |
| 第二十八話 | 11月21日 | 背水の陣               | 陣内智則                       | ＜愛のクレーマー芸人＞ COWCOW（第三十話） ＜モニター横・見学芸人＞ 篠宮暁（オジンオズボーン）                              |
| 第二十九話 | 11月28日 | 悪夢の10時10分         | 陣内智則                       | ＜愛のクレーマー芸人＞ COWCOW（第三十話） ＜モニター横・見学芸人＞ 篠宮暁（オジンオズボーン）                              |
| 第三十話   | 12月5日  | 沈黙のドラゴン         | 陣内智則                       | ＜愛のクレーマー芸人＞ COWCOW（第三十話） ＜モニター横・見学芸人＞ 篠宮暁（オジンオズボーン）                              |
| 第三十一話 | 12月12日 | 英孝への架け橋         | 狩野英孝                       | ＜愛のクレーマー芸人＞ ナイツ（第三十三話） ＜モニター横・見学芸人＞ 篠宮暁（オジンオズボーン） 久保田和靖（とろサーモン） |
| 第三十二話 | 12月19日 | A3-Iの覚醒             | 狩野英孝                       | ＜愛のクレーマー芸人＞ ナイツ（第三十三話） ＜モニター横・見学芸人＞ 篠宮暁（オジンオズボーン） 久保田和靖（とろサーモン） |
| 第三十三話 | 12月26日 | 黒革の手袋             | 狩野英孝                       | ＜愛のクレーマー芸人＞ ナイツ（第三十三話） ＜モニター横・見学芸人＞ 篠宮暁（オジンオズボーン） 久保田和靖（とろサーモン） |

### 2016年
| 話数                              | 放送日   | サブタイトル                                                        | ゲスト向上芸人                                                      | 備考 |
| --------------------------------- | -------- | ------------------------------------------------------------------- | ------------------------------------------------------------------- | --- |
| 第三十四話                        | 1月9日   | 2秒の導火線                                                         | NON STYLE                                                           | ＜愛のクレーマー芸人＞ FUJIWARA（第三十六話） ＜モニター横・見学芸人＞ かねきよ勝則（新宿カウボーイ） |
| 第三十五話                        | 1月16日  | 黒ひげ危機 五・六発                                                 | NON STYLE                                                           | ＜愛のクレーマー芸人＞ FUJIWARA（第三十六話） ＜モニター横・見学芸人＞ かねきよ勝則（新宿カウボーイ） |
| 第三十六話                        | 1月23日  | 下町ロケットパンチ                                                  | NON STYLE                                                           | ＜愛のクレーマー芸人＞ FUJIWARA（第三十六話） ＜モニター横・見学芸人＞ かねきよ勝則（新宿カウボーイ） |
| 第三十七話                        | 1月30日  | 赤い足の男                                                          | スピードワゴン                                                      | ＜愛のクレーマー芸人＞ 小島よしお（第三十九話） ＜モニター横・見学芸人＞ かねきよ勝則（新宿カウボーイ） 篠宮暁（オジンオズボーン）                                                                                             |
| 第三十八話                        | 2月6日   | 黒いシャワーの女                                                    | スピードワゴン                                                      | ＜愛のクレーマー芸人＞ 小島よしお（第三十九話） ＜モニター横・見学芸人＞ かねきよ勝則（新宿カウボーイ） 篠宮暁（オジンオズボーン）                                                                                             |
| 第三十九話                        | 2月13日  | ハンブルグの奇跡                                                    | スピードワゴン                                                      | ＜愛のクレーマー芸人＞ 小島よしお（第三十九話） ＜モニター横・見学芸人＞ かねきよ勝則（新宿カウボーイ） 篠宮暁（オジンオズボーン）                                                                                             |
| 第四十話                          | 2月20日  | コウジ現場の真実                                                    | ロッチ                                                              | ＜愛のクレーマー芸人＞ 村上健志（フルーツポンチ）（第四十二話） ＜モニター横・見学芸人＞ かねきよ勝則（新宿カウボーイ） 篠宮暁（オジンオズボーン） ハロー植田 サンシャイン池崎                                                 |
| 第四十一話                        | 2月27日  | 髪様もう少しだけ                                                    | ロッチ                                                              | ＜愛のクレーマー芸人＞ 村上健志（フルーツポンチ）（第四十二話） ＜モニター横・見学芸人＞ かねきよ勝則（新宿カウボーイ） 篠宮暁（オジンオズボーン） ハロー植田 サンシャイン池崎                                                 |
| 第四十二話                        | 3月5日   | 勇気・元気・洗濯機                                                  | ロッチ                                                              | ＜愛のクレーマー芸人＞ 村上健志（フルーツポンチ）（第四十二話） ＜モニター横・見学芸人＞ かねきよ勝則（新宿カウボーイ） 篠宮暁（オジンオズボーン） ハロー植田 サンシャイン池崎                                                 |
| 第四十三話                        | 3月12日  | 新たなる梅宮                                                        | ロバート                                                            | ＜モニター横・見学芸人＞ 岩井ジョニ男 |
| 第四十四話                        | 3月19日  | 鳩の恩返し                                                          | ロバート                                                            | ＜モニター横・見学芸人＞ 岩井ジョニ男 |
| 第四十五話                        | 4月9日   | Welcome to ハリウッド                                               | 千鳥                                                                | ＜愛のクレーマー芸人＞ 永野（第四十六話、第四十七話） レイザーラモンRG（第四十七話） ＜モニター横・見学芸人＞ かねきよ勝則（新宿カウボーイ） 篠宮暁（オジンオズボーン） ハロー植田 サンシャイン池崎                            |
| 第四十六話                        | 4月16日  | 永遠のドロー                                                        | 千鳥                                                                | ＜愛のクレーマー芸人＞ 永野（第四十六話、第四十七話） レイザーラモンRG（第四十七話） ＜モニター横・見学芸人＞ かねきよ勝則（新宿カウボーイ） 篠宮暁（オジンオズボーン） ハロー植田 サンシャイン池崎                            |
| 第四十七話                        | 4月23日  | 見たか、トランプ                                                    | 千鳥                                                                | ＜愛のクレーマー芸人＞ 永野（第四十六話、第四十七話） レイザーラモンRG（第四十七話） ＜モニター横・見学芸人＞ かねきよ勝則（新宿カウボーイ） 篠宮暁（オジンオズボーン） ハロー植田 サンシャイン池崎                            |
| 第四十八話                        | 4月30日  | 特別編「爆笑太田事変!!鍵を握る24人の兵士たち」（1年間の総ざらいSP） | 特別編「爆笑太田事変!!鍵を握る24人の兵士たち」（1年間の総ざらいSP） | 特別編「爆笑太田事変!!鍵を握る24人の兵士たち」（1年間の総ざらいSP） |
| 第四十九話                        | 5月7日   | 蘇る太田                                                            | 太田光（爆笑問題）                                                  | 翌0:10までの拡大SP ＜愛のクレーマー芸人＞ 田中裕二（爆笑問題） ＜モニター横・見学芸人＞ かねきよ勝則（新宿カウボーイ） 篠宮暁（オジンオズボーン） ハロー植田 サンシャイン池崎                                                  |
| 第五十話                          | 5月14日  | ドリームシート                                                      | 柴田英嗣（アンタッチャブル）                                        | ＜愛のクレーマー芸人＞ 太田光（爆笑問題）（第五十一話、第五十二話） じゅんいちダビッドソン（第五十二話） ＜モニター横・見学芸人＞ かねきよ勝則（新宿カウボーイ） 篠宮暁（オジンオズボーン） ハロー植田 サンシャイン池崎        |
| 第五十一話                        | 5月21日  | すぐ来た太田                                                        | 柴田英嗣（アンタッチャブル）                                        | ＜愛のクレーマー芸人＞ 太田光（爆笑問題）（第五十一話、第五十二話） じゅんいちダビッドソン（第五十二話） ＜モニター横・見学芸人＞ かねきよ勝則（新宿カウボーイ） 篠宮暁（オジンオズボーン） ハロー植田 サンシャイン池崎        |
| 第五十二話                        | 5月28日  | ブラックサタデー                                                    | 柴田英嗣（アンタッチャブル）                                        | ＜愛のクレーマー芸人＞ 太田光（爆笑問題）（第五十一話、第五十二話） じゅんいちダビッドソン（第五十二話） ＜モニター横・見学芸人＞ かねきよ勝則（新宿カウボーイ） 篠宮暁（オジンオズボーン） ハロー植田 サンシャイン池崎        |
| 第五十三話                        | 6月4日   | サンミュージック再生計画                                            | カンニング竹山                                                      | ＜愛のクレーマー芸人＞ ゴー☆ジャス（第五十四話、第五十五話） 上島竜兵・肥後克広（ダチョウ倶楽部）（第五十五話） ＜モニター横・見学芸人＞ かねきよ勝則（新宿カウボーイ） 篠宮暁（オジンオズボーン） ハロー植田 サンシャイン池崎 |
| 第五十四話                        | 6月11日  | サンミュージック革命                                                | カンニング竹山                                                      | ＜愛のクレーマー芸人＞ ゴー☆ジャス（第五十四話、第五十五話） 上島竜兵・肥後克広（ダチョウ倶楽部）（第五十五話） ＜モニター横・見学芸人＞ かねきよ勝則（新宿カウボーイ） 篠宮暁（オジンオズボーン） ハロー植田 サンシャイン池崎 |
| 第五十五話                        | 6月18日  | 翔べ！サンミュージック                                              | カンニング竹山                                                      | ＜愛のクレーマー芸人＞ ゴー☆ジャス（第五十四話、第五十五話） 上島竜兵・肥後克広（ダチョウ倶楽部）（第五十五話） ＜モニター横・見学芸人＞ かねきよ勝則（新宿カウボーイ） 篠宮暁（オジンオズボーン） ハロー植田 サンシャイン池崎 |
| 第五十六話                        | 6月25日  | 髪の毛神 降臨                                                       | トレンディエンジェル                                                | ＜愛のクレーマー芸人＞ 斉藤慎二（ジャングルポケット）（第五十七話） ＜モニター横・見学芸人＞ かねきよ勝則（新宿カウボーイ） 篠宮暁（オジンオズボーン） ハロー植田 サンシャイン池崎                                             |
| 第五十七話                        | 7月2日   | 内藤さんだぞ！                                                      | トレンディエンジェル                                                | ＜愛のクレーマー芸人＞ 斉藤慎二（ジャングルポケット）（第五十七話） ＜モニター横・見学芸人＞ かねきよ勝則（新宿カウボーイ） 篠宮暁（オジンオズボーン） ハロー植田 サンシャイン池崎                                             |
| 第五十八話                        | 7月9日   | Wの喜劇                                                             | ウーマンラッシュアワー                                              | ＜愛のクレーマー芸人＞ ジャルジャル（第五十九話） ＜モニター横・見学芸人＞ かねきよ勝則（新宿カウボーイ） 篠宮暁（オジンオズボーン） ハロー植田 サンシャイン池崎                                                               |
| 第五十九話                        | 7月16日  | 新BIG3誕生                                                          | ウーマンラッシュアワー                                              | ＜愛のクレーマー芸人＞ ジャルジャル（第五十九話） ＜モニター横・見学芸人＞ かねきよ勝則（新宿カウボーイ） 篠宮暁（オジンオズボーン） ハロー植田 サンシャイン池崎                                                               |
| 27時間生向上委員会 （スペシャル） | 7月23日  | 東をどげんかせんといかんSP                                          | 東国原英夫                                                          | 『FNS27時間テレビフェスティバル!』内での生放送 ＜モニター横・見学芸人＞ 間寛平 村上ショージ 松尾伴内 ジミー大西 |
| 第六十話                          | 7月30日  | 出川もどげんかせんといかん                                          | 出川哲朗                                                            | ＜愛のクレーマー芸人＞ よゐこ（第六十一話、第六十二話） ＜モニター横・見学芸人＞ ガリットチュウ さわやか五郎 平野ノラ |
| 第六十一話                        | 8月13日  | バブルの果てまでイッテQ                                             | 出川哲朗                                                            | ＜愛のクレーマー芸人＞ よゐこ（第六十一話、第六十二話） ＜モニター横・見学芸人＞ ガリットチュウ さわやか五郎 平野ノラ |
| 第六十二話                        | 8月20日  | 下着泥棒 現る                                                       | 出川哲朗                                                            | ＜愛のクレーマー芸人＞ よゐこ（第六十一話、第六十二話） ＜モニター横・見学芸人＞ ガリットチュウ さわやか五郎 平野ノラ |
| 第六十三話                        | 8月27日  | 世界に一つだけの真実                                                | あばれる君                                                          | ＜愛のクレーマー芸人＞ 田中卓志（アンガールズ）（第六十四話、第六十五話） ＜モニター横・見学芸人＞ 平野ノラ むらせ お侍ちゃん バッドナイス常田                                                                                 |
| 第六十四話                        | 9月3日   | あばれる 涙の夏休み                                                 | あばれる君                                                          | ＜愛のクレーマー芸人＞ 田中卓志（アンガールズ）（第六十四話、第六十五話） ＜モニター横・見学芸人＞ 平野ノラ むらせ お侍ちゃん バッドナイス常田                                                                                 |
| 第六十五話                        | 9月17日  | あばかれる君                                                        | あばれる君                                                          | ＜愛のクレーマー芸人＞ 田中卓志（アンガールズ）（第六十四話、第六十五話） ＜モニター横・見学芸人＞ 平野ノラ むらせ お侍ちゃん バッドナイス常田                                                                                 |
| 第六十六話                        | 9月24日  | 鶴瓶からの伝言                                                      | ナイツ                                                              | ＜愛のクレーマー芸人＞ ねづっち（第六十七話、第六十八話） 東京丸・京平（第六十八話） 新山ひでや・やすこ（第六十八話） ＜モニター横・見学芸人＞ 平野ノラ バッドナイス常田 みやぞん（ANZEN漫才）                                 |
| 第六十七話                        | 10月1日  | マイクスタンドの亡霊                                                | ナイツ                                                              | ＜愛のクレーマー芸人＞ ねづっち（第六十七話、第六十八話） 東京丸・京平（第六十八話） 新山ひでや・やすこ（第六十八話） ＜モニター横・見学芸人＞ 平野ノラ バッドナイス常田 みやぞん（ANZEN漫才）                                 |
| 第六十八話                        | 10月8日  | その男、狂丸につき                                                  | ナイツ                                                              | ＜愛のクレーマー芸人＞ ねづっち（第六十七話、第六十八話） 東京丸・京平（第六十八話） 新山ひでや・やすこ（第六十八話） ＜モニター横・見学芸人＞ 平野ノラ バッドナイス常田 みやぞん（ANZEN漫才）                                 |
| 第六十九話                        | 10月15日 | 萌美、言っちゃいます                                                | メイプル超合金                                                      | ＜愛のクレーマー芸人＞ レイザーラモンHG（第七十話、第七十一話） ダンディ坂野（第七十一話） ＜モニター横・見学芸人＞ 平野ノラ バッドナイス常田 みやぞん（ANZEN漫才）                                                            |
| 第七十話                          | 10月22日 | ソフトvsハード                                                      | メイプル超合金                                                      | ＜愛のクレーマー芸人＞ レイザーラモンHG（第七十話、第七十一話） ダンディ坂野（第七十一話） ＜モニター横・見学芸人＞ 平野ノラ バッドナイス常田 みやぞん（ANZEN漫才）                                                            |
| 第七十一話                        | 10月29日 | 可笑しいをください                                                  | メイプル超合金                                                      | ＜愛のクレーマー芸人＞ レイザーラモンHG（第七十話、第七十一話） ダンディ坂野（第七十一話） ＜モニター横・見学芸人＞ 平野ノラ バッドナイス常田 みやぞん（ANZEN漫才）                                                            |
| 第七十二話                        | 11月5日  | 石垣島で共同生活                                                    | バイきんぐ                                                          | ＜愛のクレーマー芸人＞ 加藤歩（ザブングル）（第七十三話、第七十四話） ヒロシ（第七十四話） ＜モニター横・見学芸人＞ バッドナイス常田 みやぞん（ANZEN漫才） 三福エンターテイメント                                              |
| 第七十三話                        | 11月12日 | ボケって何ですか？                                                  | バイきんぐ                                                          | ＜愛のクレーマー芸人＞ 加藤歩（ザブングル）（第七十三話、第七十四話） ヒロシ（第七十四話） ＜モニター横・見学芸人＞ バッドナイス常田 みやぞん（ANZEN漫才） 三福エンターテイメント                                              |
| 第七十四話                        | 11月19日 | そんなヒロシに騙されて                                              | バイきんぐ                                                          | ＜愛のクレーマー芸人＞ 加藤歩（ザブングル）（第七十三話、第七十四話） ヒロシ（第七十四話） ＜モニター横・見学芸人＞ バッドナイス常田 みやぞん（ANZEN漫才） 三福エンターテイメント                                              |
| 第七十五話                        | 11月26日 | 戦場のメリークリスマス                                              | ジャングルポケット                                                  | ＜愛のクレーマー芸人＞ シソンヌ（第七十七話） ＜モニター横・見学芸人＞ 平野ノラ バッドナイス常田 みやぞん（ANZEN漫才） |
| 第七十六話                        | 12月3日  | カリスマと寝た男                                                    | ジャングルポケット                                                  | ＜愛のクレーマー芸人＞ シソンヌ（第七十七話） ＜モニター横・見学芸人＞ 平野ノラ バッドナイス常田 みやぞん（ANZEN漫才） |
| 第七十七話                        | 12月10日 | 萌美にパックンチョ                                                  | ジャングルポケット                                                  | ＜愛のクレーマー芸人＞ シソンヌ（第七十七話） ＜モニター横・見学芸人＞ 平野ノラ バッドナイス常田 みやぞん（ANZEN漫才） |
| 第七十八話                        | 12月17日 | 黒豆争奪戦                                                          | 久本雅美                                                            | ＜モニター横・見学芸人＞ 平野ノラ バッドナイス常田 みやぞん（ANZEN漫才） |
| 第七十九話                        | 12月24日 | 恋人は明石家サンタ                                                  | 久本雅美                                                            | ＜モニター横・見学芸人＞ 平野ノラ バッドナイス常田 みやぞん（ANZEN漫才） |

### 2017年
| 話数                     | 放送日         | サブタイトル                                               | ゲスト向上芸人                                  | 備考 |                                                 |
| ------------------------ | -------------- | ---------------------------------------------------------- | ----------------------------------------------- | --- | ----------------------------------------------- |
| 第八十話                 | 1月7日         | しもしも、衛生兵？                                         | アンガールズ                                    | ＜愛のクレーマー芸人＞ あばれる君（第八十一話、第八十二話） クロちゃん（安田大サーカス）（第八十二話） ＜モニター横・見学芸人＞ 平野ノラ バッドナイス常田 みやぞん（ANZEN漫才）      |                                                 |
| 第八十一話               | 1月14日        | やっぱりノラが好き                                         | アンガールズ                                    | ＜愛のクレーマー芸人＞ あばれる君（第八十一話、第八十二話） クロちゃん（安田大サーカス）（第八十二話） ＜モニター横・見学芸人＞ 平野ノラ バッドナイス常田 みやぞん（ANZEN漫才）      |                                                 |
| 第八十二話               | 1月21日        | キャバを訪ねて32km                                         | アンガールズ                                    | ＜愛のクレーマー芸人＞ あばれる君（第八十一話、第八十二話） クロちゃん（安田大サーカス）（第八十二話） ＜モニター横・見学芸人＞ 平野ノラ バッドナイス常田 みやぞん（ANZEN漫才）      |                                                 |
| 第八十三話               | 1月28日        | カミナリ注意報                                             | 野性爆弾                                        | ＜愛のクレーマー芸人＞ 尼神インター（第八十四話、第八十五話） なかやまきんに君（第八十五話） ＜モニター横・見学芸人＞ 平野ノラ バッドナイス常田 みやぞん（ANZEN漫才）                |                                                 |
| 第八十四話               | 2月4日         | 萌美 二股疑惑                                              | 野性爆弾                                        | ＜愛のクレーマー芸人＞ 尼神インター（第八十四話、第八十五話） なかやまきんに君（第八十五話） ＜モニター横・見学芸人＞ 平野ノラ バッドナイス常田 みやぞん（ANZEN漫才）                |                                                 |
| 第八十五話               | 2月11日        | アメリカからの刺客                                         | 野性爆弾                                        | ＜愛のクレーマー芸人＞ 尼神インター（第八十四話、第八十五話） なかやまきんに君（第八十五話） ＜モニター横・見学芸人＞ 平野ノラ バッドナイス常田 みやぞん（ANZEN漫才）                |                                                 |
| 第八十六話               | 2月18日        | NEWスター誕生                                              | コロコロチキチキペッパーズ                      | ＜愛のクレーマー芸人＞ トレンディエンジェル（第八十七話、第八十八話） サンシャイン池崎（第八十八話） ＜モニター横・見学芸人＞ 平野ノラ バッドナイス常田 みやぞん（ANZEN漫才） あかつ |                                                 |
| 第八十七話               | 2月25日        | ローラを本気で狙う男                                       | コロコロチキチキペッパーズ                      | ＜愛のクレーマー芸人＞ トレンディエンジェル（第八十七話、第八十八話） サンシャイン池崎（第八十八話） ＜モニター横・見学芸人＞ 平野ノラ バッドナイス常田 みやぞん（ANZEN漫才） あかつ |                                                 |
| 第八十八話               | 3月4日         | サンシャイン成長したのか問題                               | コロコロチキチキペッパーズ                      | ＜愛のクレーマー芸人＞ トレンディエンジェル（第八十七話、第八十八話） サンシャイン池崎（第八十八話） ＜モニター横・見学芸人＞ 平野ノラ バッドナイス常田 みやぞん（ANZEN漫才） あかつ |                                                 |
| 第八十九話               | 3月11日        | 芸人 破滅的な金銭感覚問題                                  | 平成ノブシコブシ                                | ＜愛のクレーマー芸人＞ ウーマンラッシュアワー（第九十話、第九十一話） ＜モニター横・見学芸人＞ 平野ノラ バッドナイス常田 みやぞん（ANZEN漫才） あかつ                                |                                                 |
| 第九十話                 | 3月18日        | 同期芸人 共演NG問題                                        | 平成ノブシコブシ                                | ＜愛のクレーマー芸人＞ ウーマンラッシュアワー（第九十話、第九十一話） ＜モニター横・見学芸人＞ 平野ノラ バッドナイス常田 みやぞん（ANZEN漫才） あかつ                                |                                                 |
| 第九十一話               | 3月25日        | 同期芸人 共演NG問題 決着編                                 | 平成ノブシコブシ                                | ＜愛のクレーマー芸人＞ ウーマンラッシュアワー（第九十話、第九十一話） ＜モニター横・見学芸人＞ 平野ノラ バッドナイス常田 みやぞん（ANZEN漫才） あかつ                                |                                                 |
| 第九十二話               | 4月1日         | 特別編「ドブ芸人 死闘の名クレーム集」（総集編）            | 特別編「ドブ芸人 死闘の名クレーム集」（総集編） | 特別編「ドブ芸人 死闘の名クレーム集」（総集編） | 特別編「ドブ芸人 死闘の名クレーム集」（総集編） |
| 第九十三話               | 4月15日        | 3年目突入でさんまちゃん はしゃぎっぱなし問題               | 三四郎                                          | ＜愛のクレーマー芸人＞ ナイツ（第九十五話） ＜モニター横・見学芸人＞ 平野ノラ むらせ みやぞん（ANZEN漫才） あかつ                                                                    |                                                 |
| 第九十四話               | 4月22日        | 芸人美意識問題                                             | 三四郎                                          | ＜愛のクレーマー芸人＞ ナイツ（第九十五話） ＜モニター横・見学芸人＞ 平野ノラ むらせ みやぞん（ANZEN漫才） あかつ                                                                    |                                                 |
| 第九十五話               | 4月29日        | 世にも奇妙な三四郎相田くん問題                             | 三四郎                                          | ＜愛のクレーマー芸人＞ ナイツ（第九十五話） ＜モニター横・見学芸人＞ 平野ノラ むらせ みやぞん（ANZEN漫才） あかつ                                                                    |                                                 |
| 第九十六話               | 5月6日         | 古坂大魔王とピコ太郎 別人問題                              | 古坂大魔王                                      | ＜愛のクレーマー芸人＞ 児嶋一哉（アンジャッシュ）（第九十七話、第九十八話） ＜モニター横・見学芸人＞ かねきよ勝則（新宿カウボーイ） バッドナイス常田 みやぞん（ANZEN漫才） あかつ    |                                                 |
| 第九十七話               | 5月13日        | 芸人 YouTube進出問題                                       | 古坂大魔王                                      | ＜愛のクレーマー芸人＞ 児嶋一哉（アンジャッシュ）（第九十七話、第九十八話） ＜モニター横・見学芸人＞ かねきよ勝則（新宿カウボーイ） バッドナイス常田 みやぞん（ANZEN漫才） あかつ    |                                                 |
| 第九十八話               | 5月20日        | 古坂がおびえた今田東野問題                                 | 古坂大魔王                                      | ＜愛のクレーマー芸人＞ 児嶋一哉（アンジャッシュ）（第九十七話、第九十八話） ＜モニター横・見学芸人＞ かねきよ勝則（新宿カウボーイ） バッドナイス常田 みやぞん（ANZEN漫才） あかつ    |                                                 |
| 第九十九話               | 5月27日        | さんまさん お魚どこで買うの？問題                          | 森三中                                          | ＜愛のクレーマー芸人＞ 出川哲朗（第百一話） ＜モニター横・見学芸人＞ おばたのお兄さん きょどり親方 みやぞん（ANZEN漫才） あかつ                                                      |                                                 |
| 第百話                   | 6月3日         | 母性に目覚めたら、女芸人やめろ問題                         | 森三中                                          | ＜愛のクレーマー芸人＞ 出川哲朗（第百一話） ＜モニター横・見学芸人＞ おばたのお兄さん きょどり親方 みやぞん（ANZEN漫才） あかつ                                                      |                                                 |
| 第百一話                 | 6月10日        | さんまさんは押さえた方がいいのか押さえない方がいいのか問題 | 森三中                                          | ＜愛のクレーマー芸人＞ 出川哲朗（第百一話） ＜モニター横・見学芸人＞ おばたのお兄さん きょどり親方 みやぞん（ANZEN漫才） あかつ                                                      |                                                 |
| 第百二話                 | 6月17日        | 初キッスの場所はどこですか？追及はノンストップ問題         | 麒麟                                            | ＜愛のクレーマー芸人＞ 次長課長（第百四話） ＜モニター横・見学芸人＞ おばたのお兄さん ギフト☆矢野 みやぞん（ANZEN漫才） あかつ                                                       |                                                 |
| 第百三話                 | 6月24日        | 麒麟田村はホームレスに戻った方がいいんじゃないか問題       | 麒麟                                            | ＜愛のクレーマー芸人＞ 次長課長（第百四話） ＜モニター横・見学芸人＞ おばたのお兄さん ギフト☆矢野 みやぞん（ANZEN漫才） あかつ                                                       |                                                 |
| 第百四話                 | 7月8日         | ヒゲグリアのヒゲとれちゃった問題                           | 麒麟                                            | ＜愛のクレーマー芸人＞ 次長課長（第百四話） ＜モニター横・見学芸人＞ おばたのお兄さん ギフト☆矢野 みやぞん（ANZEN漫才） あかつ                                                       |                                                 |
| 第百五話                 | 7月15日        | 大竹しのぶさんのライブに行くべきかどうか問題               | 劇団ひとり                                      | ＜愛のクレーマー芸人＞ 平野ノラ（第百七話） ＜モニター横・見学芸人＞ マリン お見送り芸人しんいち あかつ                                                                              |                                                 |
| 第百六話                 | 7月22日        | 大沢あかねのおにぎりは全部高菜問題                         | 劇団ひとり                                      | ＜愛のクレーマー芸人＞ 平野ノラ（第百七話） ＜モニター横・見学芸人＞ マリン お見送り芸人しんいち あかつ                                                                              |                                                 |
| 第百七話                 | 7月29日        | 劇団とノラはどうして出会ってしまったのか問題               | 劇団ひとり                                      | ＜愛のクレーマー芸人＞ 平野ノラ（第百七話） ＜モニター横・見学芸人＞ マリン お見送り芸人しんいち あかつ                                                                              |                                                 |
| 第百八話                 | 8月5日         | ほいでほいでマン現る                                       | 銀シャリ                                        | ＜愛のクレーマー芸人＞ ハマカーン（第百九話、第百十話） さらば青春の光（第百十話） ＜モニター横・見学芸人＞ おばたのお兄さん お見送り芸人しんいち サツマカワRPG                      |                                                 |
| 第百九話                 | 8月12日        | ヒゲグリア容疑者45歳 逮捕                                  | 銀シャリ                                        | ＜愛のクレーマー芸人＞ ハマカーン（第百九話、第百十話） さらば青春の光（第百十話） ＜モニター横・見学芸人＞ おばたのお兄さん お見送り芸人しんいち サツマカワRPG                      |                                                 |
| 第百十話                 | 8月19日        | 前半13分 今田からのキラーパス                              | 銀シャリ                                        | ＜愛のクレーマー芸人＞ ハマカーン（第百九話、第百十話） さらば青春の光（第百十話） ＜モニター横・見学芸人＞ おばたのお兄さん お見送り芸人しんいち サツマカワRPG                      |                                                 |
| 第百十一話               | 8月26日        | あかつ初めて服を着る                                       | 原口あきまさ                                    | ＜愛のクレーマー芸人＞ ほいけんた（第百十二話） ＜モニター横・見学芸人＞ お見送り芸人しんいち サツマカワRPG あしべ あかつ                                                            |                                                 |
| 第百十二話               | 9月2日         | 前半14分 フジモン今年最高の出来                            | 原口あきまさ                                    | ＜愛のクレーマー芸人＞ ほいけんた（第百十二話） ＜モニター横・見学芸人＞ お見送り芸人しんいち サツマカワRPG あしべ あかつ                                                            |                                                 |
| さんまの現代人向上委員会 | 9月9日         | 平成日本改造計画                                           | 村上信五（関ジャニ∞）                           | ＜モニター横・見学芸人＞ 間寛平 村上ショージ 松尾伴内 ジミー大西 |                                                 |
| 第百十三話               | 9月16日        | 鼻唄泥棒 現る                                              | ハリセンボン                                    | ＜愛のクレーマー芸人＞ 片岡鶴太郎（第百十四話、第百十五話） ＜モニター横・見学芸人＞ お見送り芸人しんいち サツマカワRPG あかつ                                                       |                                                 |
| 第百十四話               | 9月23日        | オプションで鶴太郎とヨガマットプレイ                       | ハリセンボン                                    | ＜愛のクレーマー芸人＞ 片岡鶴太郎（第百十四話、第百十五話） ＜モニター横・見学芸人＞ お見送り芸人しんいち サツマカワRPG あかつ                                                       |                                                 |
| 第百十五話               | 9月30日        | 第一回パンスト女王決定戦                                   | ハリセンボン                                    | ＜愛のクレーマー芸人＞ 片岡鶴太郎（第百十四話、第百十五話） ＜モニター横・見学芸人＞ お見送り芸人しんいち サツマカワRPG あかつ                                                       |                                                 |
| 第百十六話               | 10月7日        | 37歳クイコMEN                                              | スリムクラブ                                    | ＜愛のクレーマー芸人＞ ハイヒール（第百十七話、第百十八話） 大自然（第百十八話） ＜モニター横・見学芸人＞ お見送り芸人しんいち サツマカワRPG けんじる あかつ                         |                                                 |
| 第百十七話               | 10月14日       | 世にも奇妙な真栄田夫妻                                     | スリムクラブ                                    | ＜愛のクレーマー芸人＞ ハイヒール（第百十七話、第百十八話） 大自然（第百十八話） ＜モニター横・見学芸人＞ お見送り芸人しんいち サツマカワRPG けんじる あかつ                         |                                                 |
| 第百十八話               | 10月21日       | 内間の母 ゴリの父                                          | スリムクラブ                                    | ＜愛のクレーマー芸人＞ ハイヒール（第百十七話、第百十八話） 大自然（第百十八話） ＜モニター横・見学芸人＞ お見送り芸人しんいち サツマカワRPG けんじる あかつ                         |                                                 |
| 第百十九話               | 10月28日       | 永野より普通ににゃんこスターが好き                         | ANZEN漫才                                       | ＜愛のクレーマー芸人＞ どぶろっく（第百二十一話） ＜モニター横・見学芸人＞ お見送り芸人しんいち サツマカワRPG けんじる あかつ                                                        |                                                 |
| 第百二十話               | 11月4日        | みやぞんは何派なのか問題                                   | ANZEN漫才                                       | ＜愛のクレーマー芸人＞ どぶろっく（第百二十一話） ＜モニター横・見学芸人＞ お見送り芸人しんいち サツマカワRPG けんじる あかつ                                                        |                                                 |
| 第百二十一話             | 11月11日       | 僕の最悪な一日が始まる                                     | ANZEN漫才                                       | ＜愛のクレーマー芸人＞ どぶろっく（第百二十一話） ＜モニター横・見学芸人＞ お見送り芸人しんいち サツマカワRPG けんじる あかつ                                                        |                                                 |
| 第百二十二話             | 11月19日（日） | 年に一度の特別企画 芸人不幸話グランプリ                    | FUJIWARA                                        | ＜愛のクレーマー芸人＞ くっきー（第百二十四話） ＜モニター横・見学芸人＞ TOKU お見送り芸人しんいち サツマカワRPG あかつ                                                              |                                                 |
| 第百二十三話             | 11月25日       | 月々5万円のお小遣いで芸人はやっていけるのか問題            | FUJIWARA                                        | ＜愛のクレーマー芸人＞ くっきー（第百二十四話） ＜モニター横・見学芸人＞ TOKU お見送り芸人しんいち サツマカワRPG あかつ                                                              |                                                 |
| 第百二十四話             | 12月2日        | なぜ、くっきーは原宿の個展を満員に出来たのか？             | FUJIWARA                                        | ＜愛のクレーマー芸人＞ くっきー（第百二十四話） ＜モニター横・見学芸人＞ TOKU お見送り芸人しんいち サツマカワRPG あかつ                                                              |                                                 |
| 第百二十五話             | 12月9日        | 世界7位のキンタロー。とナナナナ七億円の男                  | かまいたち                                      | ＜愛のクレーマー芸人＞ 島田秀平（第百二十六話、第百二十七話） ニッチェ（第百二十七話） ＜モニター横・見学芸人＞ お見送り芸人しんいち サツマカワRPG あかつ                            |                                                 |
| 第百二十六話             | 12月16日       | あなたの左手にますかけ線はありますか？                     | かまいたち                                      | ＜愛のクレーマー芸人＞ 島田秀平（第百二十六話、第百二十七話） ニッチェ（第百二十七話） ＜モニター横・見学芸人＞ お見送り芸人しんいち サツマカワRPG あかつ                            |                                                 |
| 第百二十七話             | 12月23日       | 発表!来年運が悪い芸人ベスト3                               | かまいたち                                      | ＜愛のクレーマー芸人＞ 島田秀平（第百二十六話、第百二十七話） ニッチェ（第百二十七話） ＜モニター横・見学芸人＞ お見送り芸人しんいち サツマカワRPG あかつ                            |                                                 |

### 2018年
| 話数         | 放送日   | サブタイトル                                                       | ゲスト向上芸人            | 備考 |
| ------------ | -------- | ------------------------------------------------------------------ | ------------------------- | --- |
| 第百二十八話 | 1月13日  | JSの皆さん それでもあなたは芸人になりますか？                      | 尼神インター              | ＜愛のクレーマー芸人＞ とろサーモン（第百二十九話、第百三十話） ＜モニター横・見学芸人＞ お見送り芸人しんいち サツマカワRPG あかつ                                                                                 |
| 第百二十九話 | 1月20日  | とろサーモンにM-1不正疑惑が発覚                                    | 尼神インター              | ＜愛のクレーマー芸人＞ とろサーモン（第百二十九話、第百三十話） ＜モニター横・見学芸人＞ お見送り芸人しんいち サツマカワRPG あかつ                                                                                 |
| 第百三十話   | 1月27日  | ゆりやん まさかの番組内恋愛発覚!                                   | 尼神インター              | ＜愛のクレーマー芸人＞ とろサーモン（第百二十九話、第百三十話） ＜モニター横・見学芸人＞ お見送り芸人しんいち サツマカワRPG あかつ                                                                                 |
| 第百三十一話 | 2月3日   | モニター横 みやぞん級の新種現る                                    | サンシャイン池崎          | ＜愛のクレーマー芸人＞ アキラ100%（第百三十三話） ＜モニター横・見学芸人＞ ひょっこりはん ワタリ119 |
| 第百三十二話 | 2月10日  | 実家に風呂とトイレがない芸人 かなりいる問題                        | サンシャイン池崎          | ＜愛のクレーマー芸人＞ アキラ100%（第百三十三話） ＜モニター横・見学芸人＞ ひょっこりはん ワタリ119 |
| 第百三十三話 | 2月17日  | 初登場 ゆりやん100% サンシャイン川島                               | サンシャイン池崎          | ＜愛のクレーマー芸人＞ アキラ100%（第百三十三話） ＜モニター横・見学芸人＞ ひょっこりはん ワタリ119 |
| 第百三十四話 | 2月24日  | 好感度芸人 昔はストリート系だった問題                              | カミナリ                  | ＜愛のクレーマー芸人＞ あばれる君（第百三十五話） 板倉俊之（第百三十六話） ＜モニター横・見学芸人＞ ひょっこりはん ワタリ119 国崎和也                                                                              |
| 第百三十五話 | 3月3日   | 芸人ラップバトルSP                                                 | カミナリ                  | ＜愛のクレーマー芸人＞ あばれる君（第百三十五話） 板倉俊之（第百三十六話） ＜モニター横・見学芸人＞ ひょっこりはん ワタリ119 国崎和也                                                                              |
| 第百三十六話 | 3月10日  | インパルス板倉 今日が最後のお笑い番組かもしれない                  | カミナリ                  | ＜愛のクレーマー芸人＞ あばれる君（第百三十五話） 板倉俊之（第百三十六話） ＜モニター横・見学芸人＞ ひょっこりはん ワタリ119 国崎和也                                                                              |
| 第百三十七話 | 3月17日  | 「みなさん」「めちゃイケ」終了被害問題                             | ゆりやんレトリィバァ      | ＜愛のクレーマー芸人＞ 加藤歩（第百三十八話、第百三十九話） チャド・マレーン（第百三十九話） ＜モニター横・見学芸人＞ ひょっこりはん ワタリ119                                                                     |
| 第百三十八話 | 3月24日  | ゆりやん 誠子 恋の桜が満開問題                                     | ゆりやんレトリィバァ      | ＜愛のクレーマー芸人＞ 加藤歩（第百三十八話、第百三十九話） チャド・マレーン（第百三十九話） ＜モニター横・見学芸人＞ ひょっこりはん ワタリ119                                                                     |
| 第百三十九話 | 4月7日   | つまらない方 即引退SP                                              | ゆりやんレトリィバァ      | ＜愛のクレーマー芸人＞ 加藤歩（第百三十八話、第百三十九話） チャド・マレーン（第百三十九話） ＜モニター横・見学芸人＞ ひょっこりはん ワタリ119                                                                     |
| 第百四十話   | 4月14日  | おばた結婚報告 岡田離婚報告                                        | TKO                       | ＜愛のクレーマー芸人＞ 安田大サーカス（第百四十一話、第百四十二話） 高田紗千子（同上） なすなかにし（同上） ＜モニター横・見学芸人＞ ひょっこりはん ワタリ119 おばたのお兄さん                                     |
| 第百四十一話 | 4月21日  | 嘘つきクロちゃんよりもタチが悪く HIROよりもデブな男                | TKO                       | ＜愛のクレーマー芸人＞ 安田大サーカス（第百四十一話、第百四十二話） 高田紗千子（同上） なすなかにし（同上） ＜モニター横・見学芸人＞ ひょっこりはん ワタリ119 おばたのお兄さん                                     |
| 第百四十二話 | 4月28日  | クロちゃんは嫌われているのに何故フォロワーが36万人いるのか？       | TKO                       | ＜愛のクレーマー芸人＞ 安田大サーカス（第百四十一話、第百四十二話） 高田紗千子（同上） なすなかにし（同上） ＜モニター横・見学芸人＞ ひょっこりはん ワタリ119 おばたのお兄さん                                     |
| 第百四十三話 | 5月5日   | さんまT.Nゴンに移籍希望？                                          | 品川庄司                  | ＜愛のクレーマー芸人＞ 板倉俊之（第百四十四話、第百四十五話） ワッキー（第百四十五話） ＜モニター横・見学芸人＞ ひょっこりはん ワタリ119                                                                           |
| 第百四十四話 | 5月12日  | 新ユニット うなずきカルテット現る                                  | 品川庄司                  | ＜愛のクレーマー芸人＞ 板倉俊之（第百四十四話、第百四十五話） ワッキー（第百四十五話） ＜モニター横・見学芸人＞ ひょっこりはん ワタリ119                                                                           |
| 第百四十五話 | 5月19日  | 二度と来るな! ヒゲグリア                                           | 品川庄司                  | ＜愛のクレーマー芸人＞ 板倉俊之（第百四十四話、第百四十五話） ワッキー（第百四十五話） ＜モニター横・見学芸人＞ ひょっこりはん ワタリ119                                                                           |
| 第百四十六話 | 6月2日   | よゐこ濱口 飛び入り結婚報告                                        | ミキ                      | ＜愛のクレーマー芸人＞ 霜降り明星（第百四十七話、第百四十八話） 加藤歩（第百四十八話） ＜モニター横・見学芸人＞ ひょっこりはん ワタリ119 たーにー 濱口優                                                           |
| 第百四十七話 | 6月9日   | 山﨑アナ ウェディングドレス決定                                    | ミキ                      | ＜愛のクレーマー芸人＞ 霜降り明星（第百四十七話、第百四十八話） 加藤歩（第百四十八話） ＜モニター横・見学芸人＞ ひょっこりはん ワタリ119 たーにー 濱口優                                                           |
| 第百四十八話 | 6月16日  | ミキ 本気で嫌がった夜                                              | ミキ                      | ＜愛のクレーマー芸人＞ 霜降り明星（第百四十七話、第百四十八話） 加藤歩（第百四十八話） ＜モニター横・見学芸人＞ ひょっこりはん ワタリ119 たーにー 濱口優                                                           |
| 第百四十九話 | 6月23日  | 山﨑アナよ 芸人の浮気の1、2回はしょうがない!                       | おばたのお兄さん 山﨑夕貴 | ＜愛のクレーマー芸人＞ 板倉俊之（第百五十一話） ＜モニター横・見学芸人＞ かねきよ勝則 篠宮暁 平野ノラ ひょっこりはん ワタリ119 あかつ                                                                              |
| 第百五十話   | 6月30日  | 山﨑アナ 夫に体洗ってもらってるんだって!!                          | おばたのお兄さん 山﨑夕貴 | ＜愛のクレーマー芸人＞ 板倉俊之（第百五十一話） ＜モニター横・見学芸人＞ かねきよ勝則 篠宮暁 平野ノラ ひょっこりはん ワタリ119 あかつ                                                                              |
| 第百五十一話 | 7月7日   | この二人 新婚ベッド とくダネ!の小倉さんから買ってもらったんだって! | おばたのお兄さん 山﨑夕貴 | ＜愛のクレーマー芸人＞ 板倉俊之（第百五十一話） ＜モニター横・見学芸人＞ かねきよ勝則 篠宮暁 平野ノラ ひょっこりはん ワタリ119 あかつ                                                                              |
| 第百五十二話 | 7月14日  | テレビ界初! お笑いVAR導入                                          | 和牛                      | ＜愛のクレーマー芸人＞ とろサーモン（第百五十四話） ＜モニター横・見学芸人＞ ワタリ119 しゅんしゅんクリニックP |
| 第百五十三話 | 7月21日  | 向上長を本気にさせた 現役医師芸人                                  | 和牛                      | ＜愛のクレーマー芸人＞ とろサーモン（第百五十四話） ＜モニター横・見学芸人＞ ワタリ119 しゅんしゅんクリニックP |
| 第百五十四話 | 7月28日  | 芸人コード・ブルー続出 山Pは来れないからしゅんP出動                | 和牛                      | ＜愛のクレーマー芸人＞ とろサーモン（第百五十四話） ＜モニター横・見学芸人＞ ワタリ119 しゅんしゅんクリニックP |
| 第百五十五話 | 8月4日   | 印税5000万男が大家さんにあげたプレゼントとは？                     | カラテカ                  | ＜愛のクレーマー芸人＞ せんだみつお（第百五十七話） 木村卓寛（同上） あかつ（同上） ＜モニター横・見学芸人＞ ワタリ119 しゅんしゅんクリニックP タツキ・マイアミ                                                    |
| 第百五十六話 | 8月11日  | 話題のへイドクター芸人 医者の稼ぎは先月いくら？                    | カラテカ                  | ＜愛のクレーマー芸人＞ せんだみつお（第百五十七話） 木村卓寛（同上） あかつ（同上） ＜モニター横・見学芸人＞ ワタリ119 しゅんしゅんクリニックP タツキ・マイアミ                                                    |
| 第百五十七話 | 8月18日  | ウケない金ない仕事がない 住まいはニコタマ                          | カラテカ                  | ＜愛のクレーマー芸人＞ せんだみつお（第百五十七話） 木村卓寛（同上） あかつ（同上） ＜モニター横・見学芸人＞ ワタリ119 しゅんしゅんクリニックP タツキ・マイアミ                                                    |
| 第百五十八話 | 8月25日  | 向上長の楽屋で芸人が本気で泣いた夜                                 | アジアン                  | ＜愛のクレーマー芸人＞ （なし） ＜モニター横・見学芸人＞ ワタリ119 しゅんしゅんクリニックP タツキ・マイアミ |
| 第百五十九話 | 9月1日   | 女芸人が必死にあみ出したモテ技術                                   | アジアン                  | ＜愛のクレーマー芸人＞ （なし） ＜モニター横・見学芸人＞ ワタリ119 しゅんしゅんクリニックP タツキ・マイアミ |
| スペシャル   | 9月8日   | 日本の食向上27時間スペシャル                                       | 村上信五                  | ＜愛のクレーマー芸人＞ 加藤歩 ＜モニター横・見学芸人＞ 間寛平 村上ショージ 松尾伴内 ジミー大西 しゅんしゅんクリニックP                                                                                             |
| 第百六十話   | 9月15日  | 27時間テレビから5日後の収録 地獄                                   | パンサー                  | ＜愛のクレーマー芸人＞ チョコレートプラネット（第百六十一話、第百六十二話） ひょっこりはん（同上） 加藤歩（第百六十二話） ＜モニター横・見学芸人＞ ワタリ119 しゅんしゅんクリニックP タツキ・マイアミ マッキー牧原 |
| 第百六十一話 | 9月22日  | チョコプラ 初めての向上長に大変なんだからぁ〜                      | パンサー                  | ＜愛のクレーマー芸人＞ チョコレートプラネット（第百六十一話、第百六十二話） ひょっこりはん（同上） 加藤歩（第百六十二話） ＜モニター横・見学芸人＞ ワタリ119 しゅんしゅんクリニックP タツキ・マイアミ マッキー牧原 |
| 第百六十二話 | 9月29日  | 魔王に翼をもがれたチョコレートプラネット                           | パンサー                  | ＜愛のクレーマー芸人＞ チョコレートプラネット（第百六十一話、第百六十二話） ひょっこりはん（同上） 加藤歩（第百六十二話） ＜モニター横・見学芸人＞ ワタリ119 しゅんしゅんクリニックP タツキ・マイアミ マッキー牧原 |
| 第百六十三話 | 10月6日  | 今夜パパ頑張るよ                                                   | 板倉俊之                  | ＜愛のクレーマー芸人＞ とにかく明るい安村（第百六十五話） 金ちゃん（同上） ＜モニター横・見学芸人＞ ワタリ119 しゅんしゅんクリニックP わっしょい中村                                                               |
| 第百六十四話 | 10月13日 | 売れない中高年芸人に朗報!半日で1万円の収入                         | 板倉俊之                  | ＜愛のクレーマー芸人＞ とにかく明るい安村（第百六十五話） 金ちゃん（同上） ＜モニター横・見学芸人＞ ワタリ119 しゅんしゅんクリニックP わっしょい中村                                                               |
| 第百六十五話 | 10月20日 | 新学園祭キング ドクターに嫉妬するレスキュー                        | 板倉俊之                  | ＜愛のクレーマー芸人＞ とにかく明るい安村（第百六十五話） 金ちゃん（同上） ＜モニター横・見学芸人＞ ワタリ119 しゅんしゅんクリニックP わっしょい中村                                                               |
| 第百六十六話 | 10月27日 | 最近めっきり寒くなってきましたね。芸人たち、秋の夜長に男女の乱れ…  | クワバタオハラ            | ＜愛のクレーマー芸人＞ （なし） ＜モニター横・見学芸人＞ ワタリ119 しゅんしゅんクリニックP わっしょい中村 永野 |
| 第百六十七話 | 11月3日  | 「追い込み漁法」「猫踏んじゃったゲーム」「魂の祈り」               | クワバタオハラ            | ＜愛のクレーマー芸人＞ （なし） ＜モニター横・見学芸人＞ ワタリ119 しゅんしゅんクリニックP わっしょい中村 永野 |
| 第百六十八話 | 11月10日 | 恐怖のLINEハラスメント地獄 さんまにIDを教えたら終わり…             | クワバタオハラ            | ＜愛のクレーマー芸人＞ （なし） ＜モニター横・見学芸人＞ ワタリ119 しゅんしゅんクリニックP わっしょい中村 永野 |
| 第百六十九話 | 11月17日 | ねぇ、カジサックって何なん？                                       | ガンバレルーヤ            | ＜愛のクレーマー芸人＞ 加藤歩（第百七十話） ＜モニター横・見学芸人＞ ワタリ119 しゅんしゅんクリニックP わっしょい中村                                                                                              |
| 第百七十話   | 11月24日 | 魔王との戦闘 生存率1%                                              | ガンバレルーヤ            | ＜愛のクレーマー芸人＞ 加藤歩（第百七十話） ＜モニター横・見学芸人＞ ワタリ119 しゅんしゅんクリニックP わっしょい中村                                                                                              |
| 第百七十一話 | 12月8日  | 変人ナダル 東尋坊でプロポーズ大作戦                                | ザブングル                | ＜愛のクレーマー芸人＞ 昴生（第百七十二話、第百七十三話） 村田秀亮（同上） オラキオ（同上） 木下隆行（同上） 島田秀平（第百七十三話） ＜モニター横・見学芸人＞ ワタリ119 しゅんしゅんクリニックP わっしょい中村    |
| 第百七十二話 | 12月15日 | 被害者達は何を思うのか？                                           | ザブングル                | ＜愛のクレーマー芸人＞ 昴生（第百七十二話、第百七十三話） 村田秀亮（同上） オラキオ（同上） 木下隆行（同上） 島田秀平（第百七十三話） ＜モニター横・見学芸人＞ ワタリ119 しゅんしゅんクリニックP わっしょい中村    |
| 第百七十三話 | 12月22日 | 2018年 最大の問題 今年の恨みは今年のうちに                         | ザブングル                | ＜愛のクレーマー芸人＞ 昴生（第百七十二話、第百七十三話） 村田秀亮（同上） オラキオ（同上） 木下隆行（同上） 島田秀平（第百七十三話） ＜モニター横・見学芸人＞ ワタリ119 しゅんしゅんクリニックP わっしょい中村    |

### 2019年
| 話数         | 放送日   | サブタイトル                                                                 | ゲスト向上芸人                                                                           | 備考 |                                                         |
| ------------ | -------- | ---------------------------------------------------------------------------- | ---------------------------------------------------------------------------------------- | --- | ------------------------------------------------------- |
| 第百七十四話 | 1月12日  | 恐怖…M-1優勝に水を差すもう一つの事件発生                                     | ダイアン                                                                                 | ＜愛のクレーマー芸人＞ さらば青春の光（第百七十六話） レギュラー（同上） クールポコ。（同上） ＜モニター横・見学芸人＞ ワタリ119 しゅんしゅんクリニックP のり                                                                       |                                                         |
| 第百七十五話 | 1月19日  | 恥ずかしい芸人ランキング第1位 ダイアン                                       | ダイアン                                                                                 | ＜愛のクレーマー芸人＞ さらば青春の光（第百七十六話） レギュラー（同上） クールポコ。（同上） ＜モニター横・見学芸人＞ ワタリ119 しゅんしゅんクリニックP のり                                                                       |                                                         |
| 第百七十六話 | 1月26日  | やっちまったお正月芸人                                                       | ダイアン                                                                                 | ＜愛のクレーマー芸人＞ さらば青春の光（第百七十六話） レギュラー（同上） クールポコ。（同上） ＜モニター横・見学芸人＞ ワタリ119 しゅんしゅんクリニックP のり                                                                       |                                                         |
| 第百七十七話 | 2月2日   | 堤下 カムバックあり？なし？を考えてみる会                                    | フォーリンラブ                                                                           | ＜愛のクレーマー芸人＞ コカドケンタロウ（第百七十九話） 近藤くみこ（同上） ＜モニター横・見学芸人＞ ワタリ119 しゅんしゅんクリニックP のり 堤下敦                                                                                   |                                                         |
| 第百七十八話 | 2月16日  | 二人の正体はラップ釣りおじさんとDMラリーガール                               | フォーリンラブ                                                                           | ＜愛のクレーマー芸人＞ コカドケンタロウ（第百七十九話） 近藤くみこ（同上） ＜モニター横・見学芸人＞ ワタリ119 しゅんしゅんクリニックP のり 堤下敦                                                                                   |                                                         |
| 第百七十九話 | 2月23日  | 冬の陣「明石屋大返し」                                                       | フォーリンラブ                                                                           | ＜愛のクレーマー芸人＞ コカドケンタロウ（第百七十九話） 近藤くみこ（同上） ＜モニター横・見学芸人＞ ワタリ119 しゅんしゅんクリニックP のり 堤下敦                                                                                   |                                                         |
| 第百八十話   | 3月2日   | 放送後、さんまが娘に100%怒られる回                                           | ニッチェ                                                                                 | ＜愛のクレーマー芸人＞ 白鳥久美子（第百八十一話、第百八十二話） チェリー吉武（同上） ハリウッドザコシショウ（第百八十二話） 福島善成（同上） くっきー（同上） ＜モニター横・見学芸人＞ ワタリ119 しゅんしゅんクリニックP のり       |                                                         |
| 第百八十一話 | 3月9日   | 湯けむりチェリー連続撮影事件                                                 | ニッチェ                                                                                 | ＜愛のクレーマー芸人＞ 白鳥久美子（第百八十一話、第百八十二話） チェリー吉武（同上） ハリウッドザコシショウ（第百八十二話） 福島善成（同上） くっきー（同上） ＜モニター横・見学芸人＞ ワタリ119 しゅんしゅんクリニックP のり       |                                                         |
| 第百八十二話 | 3月16日  | 似てる？似てない？ アウトローいっぱいものまね大騒動                          | ニッチェ                                                                                 | ＜愛のクレーマー芸人＞ 白鳥久美子（第百八十一話、第百八十二話） チェリー吉武（同上） ハリウッドザコシショウ（第百八十二話） 福島善成（同上） くっきー（同上） ＜モニター横・見学芸人＞ ワタリ119 しゅんしゅんクリニックP のり       |                                                         |
| 第百八十三話 | 3月23日  | 若いイケメンドクターに翻弄される女たち……愛                                   | 2丁拳銃                                                                                  | ＜愛のクレーマー芸人＞ 加藤歩（第百八十五話） ＜モニター横・見学芸人＞ ワタリ119 しゅんしゅんクリニックP のり |                                                         |
| 第百八十四話 | 4月6日   | 小堀の流儀                                                                   | 2丁拳銃                                                                                  | ＜愛のクレーマー芸人＞ 加藤歩（第百八十五話） ＜モニター横・見学芸人＞ ワタリ119 しゅんしゅんクリニックP のり |                                                         |
| 第百八十五話 | 4月13日  | 魔王加藤HP満タンで復活                                                       | 2丁拳銃                                                                                  | ＜愛のクレーマー芸人＞ 加藤歩（第百八十五話） ＜モニター横・見学芸人＞ ワタリ119 しゅんしゅんクリニックP のり |                                                         |
| 第百八十六話 | 4月20日  | あと11日ぐらいで令和来ちゃうぞー！“過去の者になりたくない大作戦”             | スギちゃん いつもここから クールポコ。 8.6秒バズーカー 木村卓寛 ナダル ワッキー オラキオ | ＜愛のクレーマー芸人＞ 加藤歩（第百八十八話） ＜モニター横・見学芸人＞ ワタリ119 しゅんしゅんクリニックP のり |                                                         |
| 第百八十七話 | 4月27日  | たぐり寄せろ！令和への架橋大作戦                                             | スギちゃん いつもここから クールポコ。 8.6秒バズーカー 木村卓寛 ナダル ワッキー オラキオ | ＜愛のクレーマー芸人＞ 加藤歩（第百八十八話） ＜モニター横・見学芸人＞ ワタリ119 しゅんしゅんクリニックP のり |                                                         |
| 第百八十八話 | 5月4日   | 魔王的新時代の迎え方“ミスったら即モザイクSP”                                 | スギちゃん いつもここから クールポコ。 8.6秒バズーカー 木村卓寛 ナダル ワッキー オラキオ | ＜愛のクレーマー芸人＞ 加藤歩（第百八十八話） ＜モニター横・見学芸人＞ ワタリ119 しゅんしゅんクリニックP のり |                                                         |
| 第百八十九話 | 5月11日  | NEO令和芸人 勇気を出してポンポンいこうぜな夜                                 | トータルテンボス                                                                         | ＜愛のクレーマー芸人＞ ハリウッドザコシショウ（第百九十一話） 西村瑞樹（同上） ＜モニター横・見学芸人＞ ワタリ119 しゅんしゅんクリニックP のり                                                                                      |                                                         |
| 第百九十話   | 5月18日  | 内もも叩きおじさん 若返り改造計画                                            | トータルテンボス                                                                         | ＜愛のクレーマー芸人＞ ハリウッドザコシショウ（第百九十一話） 西村瑞樹（同上） ＜モニター横・見学芸人＞ ワタリ119 しゅんしゅんクリニックP のり                                                                                      |                                                         |
| 第百九十一話 | 5月25日  | 新時代向けNEO食リポオーディションにご招待                                    | トータルテンボス                                                                         | ＜愛のクレーマー芸人＞ ハリウッドザコシショウ（第百九十一話） 西村瑞樹（同上） ＜モニター横・見学芸人＞ ワタリ119 しゅんしゅんクリニックP のり                                                                                      |                                                         |
| 第百九十二話 | 6月1日   | 村上先輩が若干弱いことが分かってしまった夜                                   | チョコレートプラネット                                                                   | ＜愛のクレーマー芸人＞ モンキッキー（第百九十三話、第百九十四話） バイク川崎バイク（同上） ハリウッドザコシショウ（第百九十三話） くっきー（同上） 福島善成（同上） ＜モニター横・見学芸人＞ ワタリ119 しゅんしゅんクリニックP のり |                                                         |
| 第百九十三話 | 6月8日   | 世にも奇妙な体操選手物語'19 “ちょっと手が出らんけん”な夜                     | チョコレートプラネット                                                                   | ＜愛のクレーマー芸人＞ モンキッキー（第百九十三話、第百九十四話） バイク川崎バイク（同上） ハリウッドザコシショウ（第百九十三話） くっきー（同上） 福島善成（同上） ＜モニター横・見学芸人＞ ワタリ119 しゅんしゅんクリニックP のり |                                                         |
| 第百九十四話 | 6月15日  | 意味を考えたらそこで試合終了な放送                                           | チョコレートプラネット                                                                   | ＜愛のクレーマー芸人＞ モンキッキー（第百九十三話、第百九十四話） バイク川崎バイク（同上） ハリウッドザコシショウ（第百九十三話） くっきー（同上） 福島善成（同上） ＜モニター横・見学芸人＞ ワタリ119 しゅんしゅんクリニックP のり |                                                         |
| 第百九十五話 | 6月22日  | ※今夜の放送は6月7日に収録されたものです                                      | U字工事                                                                                  | ＜愛のクレーマー芸人＞ 西野創人（第百九十六話、第百九十七話） 井上裕介（同上） ダンディ坂野（第百九十七話） レギュラー（同上） 夢屋まさる（同上） ＜モニター横・見学芸人＞ ワタリ119 しゅんしゅんクリニックP のり                   |                                                         |
| 第百九十六話 | 6月29日  | 翔んで翔んで栃木vs回って回って回る茨城論争                                   | U字工事                                                                                  | ＜愛のクレーマー芸人＞ 西野創人（第百九十六話、第百九十七話） 井上裕介（同上） ダンディ坂野（第百九十七話） レギュラー（同上） 夢屋まさる（同上） ＜モニター横・見学芸人＞ ワタリ119 しゅんしゅんクリニックP のり                   |                                                         |
| 第百九十七話 | 7月6日   | チャラチャラ探検隊でパンケーキをゲッツすっぺよ作戦                           | U字工事                                                                                  | ＜愛のクレーマー芸人＞ 西野創人（第百九十六話、第百九十七話） 井上裕介（同上） ダンディ坂野（第百九十七話） レギュラー（同上） 夢屋まさる（同上） ＜モニター横・見学芸人＞ ワタリ119 しゅんしゅんクリニックP のり                   |                                                         |
| 第百九十八話 | 7月13日  | いろいろ話すけど、安心してください とにかく明るいですよ                      | 相席スタート                                                                             | ＜愛のクレーマー芸人＞ 阿佐ヶ谷姉妹（第百九十九話、第二百話） かつみ♥さゆり（第二百話） まんぷくフーフー（同上） ＜モニター横・見学芸人＞ 荒木誠也 アイドル鳥越                                                                     |                                                         |
| 第百九十九話 | 7月20日  | 同期がボロボロで、怪人ナダルのびのび漫遊記                                   | 相席スタート                                                                             | ＜愛のクレーマー芸人＞ 阿佐ヶ谷姉妹（第百九十九話、第二百話） かつみ♥さゆり（第二百話） まんぷくフーフー（同上） ＜モニター横・見学芸人＞ 荒木誠也 アイドル鳥越                                                                     |                                                         |
| 第二百話     | 7月27日  | お待ちかねホトシュールの前に先送りにできなかったガチシュールかつみの乱       | 相席スタート                                                                             | ＜愛のクレーマー芸人＞ 阿佐ヶ谷姉妹（第百九十九話、第二百話） かつみ♥さゆり（第二百話） まんぷくフーフー（同上） ＜モニター横・見学芸人＞ 荒木誠也 アイドル鳥越                                                                     |                                                         |
| 第二百一話   | 8月3日   | お笑い界にも梅雨明けを…明石屋てるてる坊主大作戦                              | アインシュタイン                                                                         | ＜愛のクレーマー芸人＞ かまいたち（第二百二話、第二百三話） レイザーラモンRG（第二百三話） ＜モニター横・見学芸人＞ 荒木誠也 アイドル鳥越 オヤカタくん                                                                              |                                                         |
| 第二百二話   | 8月10日  | ウソみたいな顔を持つその男、凶暴につき                                       | アインシュタイン                                                                         | ＜愛のクレーマー芸人＞ かまいたち（第二百二話、第二百三話） レイザーラモンRG（第二百三話） ＜モニター横・見学芸人＞ 荒木誠也 アイドル鳥越 オヤカタくん                                                                              |                                                         |
| 第二百三話   | 8月17日  | ちょうどひと月前にTHE蛍舞竜な夜                                              | アインシュタイン                                                                         | ＜愛のクレーマー芸人＞ かまいたち（第二百二話、第二百三話） レイザーラモンRG（第二百三話） ＜モニター横・見学芸人＞ 荒木誠也 アイドル鳥越 オヤカタくん                                                                              |                                                         |
| 第二百四話   | 8月24日  | 問題 EXITが巨人師匠につけたあだ名とは？ ヒントはさんまはおしゃべりシーフード | EXIT                                                                                     | ＜愛のクレーマー芸人＞ 河本準一（第二百五話、第二百六話） 大自然（同上） あかつ（第二百六話） 長州小力（同上） ワタリ119（同上） ＜モニター横・見学芸人＞ 荒木誠也 アイドル鳥越                                                     |                                                         |
| 第二百五話   | 8月31日  | M-1についてまじめに考えナイトプールSP                                        | EXIT                                                                                     | ＜愛のクレーマー芸人＞ 河本準一（第二百五話、第二百六話） 大自然（同上） あかつ（第二百六話） 長州小力（同上） ワタリ119（同上） ＜モニター横・見学芸人＞ 荒木誠也 アイドル鳥越                                                     |                                                         |
| 第二百六話   | 9月7日   | オール巨人のサタデーナイトフィーバー                                         | EXIT                                                                                     | ＜愛のクレーマー芸人＞ 河本準一（第二百五話、第二百六話） 大自然（同上） あかつ（第二百六話） 長州小力（同上） ワタリ119（同上） ＜モニター横・見学芸人＞ 荒木誠也 アイドル鳥越                                                     |                                                         |
| 第二百七話   | 9月15日  | ナダル感情がこみ上げてきてほとんど言葉にならない                             | ペナルティ                                                                               | ＜愛のクレーマー芸人＞ ニッチェ（第二百八話、第二百九話） 紺野ぶるま（同上） くっきー（第二百九話） ハリウッドザコシショウ（同上） ＜モニター横・見学芸人＞ 荒木誠也 アイドル鳥越                                                   |                                                         |
| 第二百八話   | 9月21日  | 堕ちたサッカーエリートの極楽トライアングル大作戦                             | ペナルティ                                                                               | ＜愛のクレーマー芸人＞ ニッチェ（第二百八話、第二百九話） 紺野ぶるま（同上） くっきー（第二百九話） ハリウッドザコシショウ（同上） ＜モニター横・見学芸人＞ 荒木誠也 アイドル鳥越                                                   |                                                         |
| 第二百九話   | 9月28日  | 急募！たった2人のものまね三銃士…興味ある人この指とまれ計画                   | ペナルティ                                                                               | ＜愛のクレーマー芸人＞ ニッチェ（第二百八話、第二百九話） 紺野ぶるま（同上） くっきー（第二百九話） ハリウッドザコシショウ（同上） ＜モニター横・見学芸人＞ 荒木誠也 アイドル鳥越                                                   |                                                         |
| 第二百十話   | 10月5日  | そうだ、魔王を復活させよう                                                   | 千原せいじ                                                                               | ＜愛のクレーマー芸人＞ チャンス大城（第二百十一話、第二百十二話） ロッシー（同上） 原西孝幸（同上） 永野（第二百十二話） ＜モニター横・見学芸人＞ 荒井誠也 アイドル鳥越 加藤歩                                                      |                                                         |
| 第二百十一話 | 10月12日 | 魔王復活祭3DAYS 〜第二夜 濱家が悪いですよね？〜                              | 千原せいじ                                                                               | ＜愛のクレーマー芸人＞ チャンス大城（第二百十一話、第二百十二話） ロッシー（同上） 原西孝幸（同上） 永野（第二百十二話） ＜モニター横・見学芸人＞ 荒井誠也 アイドル鳥越 加藤歩                                                      |                                                         |
| 第二百十二話 | 10月26日 | 次週の27時間テレビ合同トライアウト                                           | 千原せいじ                                                                               | ＜愛のクレーマー芸人＞ チャンス大城（第二百十一話、第二百十二話） ロッシー（同上） 原西孝幸（同上） 永野（第二百十二話） ＜モニター横・見学芸人＞ 荒井誠也 アイドル鳥越 加藤歩                                                      |                                                         |
| スペシャル   | 11月2日  | FNS27時間テレビ にほんのスポーツは強いっ!×さんまのお笑い向上委員会スペシャル | 村上信五 松岡茉優                                                                        | ＜愛のクレーマー芸人＞ くっきー! 加藤歩 板倉俊之 ＜モニター横・見学芸人＞ 間寛平 村上ショージ 松尾伴内 ジミー大西 |                                                         |
| 第二百十三話 | 11月9日  | 27時間テレビ生放送をアレコレ反省してみる会                                   | フルーツポンチ                                                                           | ＜愛のクレーマー芸人＞ ワタリ119（第二百十五話） あばれる君（同上） アキラ100%（同上） ＜モニター横・見学芸人＞ 荒井誠也 アイドル鳥越 盛田シンプルイズベスト                                                                        |                                                         |
| 第二百十四話 | 11月16日 | 30過ぎてのおっさんが仲悪いならコンビ辞めちまえな夜                           | フルーツポンチ                                                                           | ＜愛のクレーマー芸人＞ ワタリ119（第二百十五話） あばれる君（同上） アキラ100%（同上） ＜モニター横・見学芸人＞ 荒井誠也 アイドル鳥越 盛田シンプルイズベスト                                                                        |                                                         |
| 第二百十五話 | 11月30日 | 芸能界の村上について考える夜                                                 | フルーツポンチ                                                                           | ＜愛のクレーマー芸人＞ ワタリ119（第二百十五話） あばれる君（同上） アキラ100%（同上） ＜モニター横・見学芸人＞ 荒井誠也 アイドル鳥越 盛田シンプルイズベスト                                                                        |                                                         |
| 第二百十六話 | 12月7日  | 宮迫を囲む会の色々を聞くため明石家さんまを囲む会                             | プラス・マイナス                                                                         | ＜愛のクレーマー芸人＞ ガンバレルーヤ（第二百十八話） ハリウッドザコシショウ（同上） ダンディ坂野（同上） くまだまさし（同上） ＜モニター横・見学芸人＞ 盛田シンプルイズベスト Yes!アキト 小川のブンちゃん                          |                                                         |
| 第二百十七話 | 12月14日 | 脱がされすぎて朝青龍になってしまった夜                                       | プラス・マイナス                                                                         | ＜愛のクレーマー芸人＞ ガンバレルーヤ（第二百十八話） ハリウッドザコシショウ（同上） ダンディ坂野（同上） くまだまさし（同上） ＜モニター横・見学芸人＞ 盛田シンプルイズベスト Yes!アキト 小川のブンちゃん                          |                                                         |
| 第二百十八話 | 12月21日 | …とは言っても、X‘masとはほとんど関係ない夜                                   | プラス・マイナス                                                                         | ＜愛のクレーマー芸人＞ ガンバレルーヤ（第二百十八話） ハリウッドザコシショウ（同上） ダンディ坂野（同上） くまだまさし（同上） ＜モニター横・見学芸人＞ 盛田シンプルイズベスト Yes!アキト 小川のブンちゃん                          |                                                         |
| 第二百十九話 | 12月28日 | 総集編「明石家病院24時 〜施設送りの患者 5年間の記録〜」                      | 総集編「明石家病院24時 〜施設送りの患者 5年間の記録〜」                                  | 総集編「明石家病院24時 〜施設送りの患者 5年間の記録〜」 | 総集編「明石家病院24時 〜施設送りの患者 5年間の記録〜」 |

### 2020年
| 話数           | 放送日   | サブタイトル                                                                   | ゲスト向上芸人                                                 | 備考 |                                                                |
| -------------- | -------- | ------------------------------------------------------------------------------ | -------------------------------------------------------------- | --- | -------------------------------------------------------------- |
| 第二百二十話   | 1月4日   | ダークサイド芸人の夜明けを目指せ 光営業2020                                    | レイザーラモン                                                 | ＜愛のクレーマー芸人＞ チェリー吉武（第二百二十一話、第二百二十二話） 鈴木Q太郎（同上） 加藤歩（同上） ＜モニター横・見学芸人＞ 盛田シンプルイズベスト Yes!アキト 小川のブンちゃん                                                   |                                                                |
| 第二百二十一話 | 1月11日  | 年に1回は必ず見ておきたいネンイチ演芸な夜…                                     | レイザーラモン                                                 | ＜愛のクレーマー芸人＞ チェリー吉武（第二百二十一話、第二百二十二話） 鈴木Q太郎（同上） 加藤歩（同上） ＜モニター横・見学芸人＞ 盛田シンプルイズベスト Yes!アキト 小川のブンちゃん                                                   |                                                                |
| 第二百二十二話 | 1月18日  | 魔王のアンテナ 先取り5Gな夜                                                    | レイザーラモン                                                 | ＜愛のクレーマー芸人＞ チェリー吉武（第二百二十一話、第二百二十二話） 鈴木Q太郎（同上） 加藤歩（同上） ＜モニター横・見学芸人＞ 盛田シンプルイズベスト Yes!アキト 小川のブンちゃん                                                   |                                                                |
| 第二百二十三話 | 1月25日  | 願いがもしも叶うなら… No more ヒール, One more チャンス                        | とろサーモン                                                   | ＜愛のクレーマー芸人＞ オラキオ（第二百二十四話、第二百二十五話） ゾフィー（同上） 原口あきまさ（同上） 山本高広（同上） ミラクルひかる（同上） ＜モニター横・見学芸人＞ ヤジマリー。 Yes!アキト 小川のブンちゃん                    |                                                                |
| 第二百二十四話 | 2月1日   | 最近バッディ気味なコンビをグッディに計画                                       | とろサーモン                                                   | ＜愛のクレーマー芸人＞ オラキオ（第二百二十四話、第二百二十五話） ゾフィー（同上） 原口あきまさ（同上） 山本高広（同上） ミラクルひかる（同上） ＜モニター横・見学芸人＞ ヤジマリー。 Yes!アキト 小川のブンちゃん                    |                                                                |
| 第二百二十五話 | 2月8日   | 翔んで明石家 二刀流-1グランプリ                                                | とろサーモン                                                   | ＜愛のクレーマー芸人＞ オラキオ（第二百二十四話、第二百二十五話） ゾフィー（同上） 原口あきまさ（同上） 山本高広（同上） ミラクルひかる（同上） ＜モニター横・見学芸人＞ ヤジマリー。 Yes!アキト 小川のブンちゃん                    |                                                                |
| 第二百二十六話 | 2月15日  | 今田はつらいよ 靴下純情篇                                                      | トム・ブラウン                                                 | ＜愛のクレーマー芸人＞ ぺこぱ（第二百二十八話） ＜モニター横・見学芸人＞ ヤジマリー。 Yes!アキト 小川のブンちゃん |                                                                |
| 第二百二十七話 | 2月22日  | 角刈りー ヤジマリー。そしてなっちゃんのアレが始まりー…な夜                     | トム・ブラウン                                                 | ＜愛のクレーマー芸人＞ ぺこぱ（第二百二十八話） ＜モニター横・見学芸人＞ ヤジマリー。 Yes!アキト 小川のブンちゃん |                                                                |
| 第二百二十八話 | 2月29日  | 目指せ 優しいだけの30分                                                        | トム・ブラウン                                                 | ＜愛のクレーマー芸人＞ ぺこぱ（第二百二十八話） ＜モニター横・見学芸人＞ ヤジマリー。 Yes!アキト 小川のブンちゃん |                                                                |
| 第二百二十九話 | 3月7日   | さんまが真実を色々突きつけたり 突きつけられたりする夜                          | 阿佐ヶ谷姉妹                                                   | ＜愛のクレーマー芸人＞ チャンス大城（第二百三十話、第二百三十一話） くわばたりえ（同上） ワタリ119（同上） アキラ100%（第二百三十一話） ハリウッドザコシショウ（同上） ＜モニター横・見学芸人＞ ヤジマリー。 Yes!アキト 三戸キャップ |                                                                |
| 第二百三十話   | 3月14日  | ヘヴリスギョン岩月さんはR-1に出たのかな?な夜                                   | 阿佐ヶ谷姉妹                                                   | ＜愛のクレーマー芸人＞ チャンス大城（第二百三十話、第二百三十一話） くわばたりえ（同上） ワタリ119（同上） アキラ100%（第二百三十一話） ハリウッドザコシショウ（同上） ＜モニター横・見学芸人＞ ヤジマリー。 Yes!アキト 三戸キャップ |                                                                |
| 第二百三十一話 | 3月28日  | 阿佐ヶ谷姉妹に大人気地下芸人獲得大チャンスな夜                                 | 阿佐ヶ谷姉妹                                                   | ＜愛のクレーマー芸人＞ チャンス大城（第二百三十話、第二百三十一話） くわばたりえ（同上） ワタリ119（同上） アキラ100%（第二百三十一話） ハリウッドザコシショウ（同上） ＜モニター横・見学芸人＞ ヤジマリー。 Yes!アキト 三戸キャップ |                                                                |
| 第二百三十二話 | 4月4日   | 離婚・敗退・かしわ餅…色々エール三昧な夜                                        | 空気階段                                                       | ＜愛のクレーマー芸人＞ 鬼越トマホーク（第二百三十四話） 加藤歩（同上） ＜モニター横・見学芸人＞ ヤジマリー。 Yes!アキト 三戸キャップ しゅんしゅんクリニックP（第二百三十二話）                                                       |                                                                |
| 第二百三十三話 | 4月11日  | へぇ〜そうだったのか!!TKO騒動が100倍面白くなるニュース                         | 空気階段                                                       | ＜愛のクレーマー芸人＞ 鬼越トマホーク（第二百三十四話） 加藤歩（同上） ＜モニター横・見学芸人＞ ヤジマリー。 Yes!アキト 三戸キャップ しゅんしゅんクリニックP（第二百三十二話）                                                       |                                                                |
| 第二百三十四話 | 4月25日  | 急募!2代目かしわ餅 未経験者大歓迎 まずはお気軽にお問い合わせください…な夜      | 空気階段                                                       | ＜愛のクレーマー芸人＞ 鬼越トマホーク（第二百三十四話） 加藤歩（同上） ＜モニター横・見学芸人＞ ヤジマリー。 Yes!アキト 三戸キャップ しゅんしゅんクリニックP（第二百三十二話）                                                       |                                                                |
| 第二百三十五話 | 5月2日   | 総集編「さんま向上長 緊急スクランブル発進な夜」                                | 総集編「さんま向上長 緊急スクランブル発進な夜」                | 総集編「さんま向上長 緊急スクランブル発進な夜」 | 総集編「さんま向上長 緊急スクランブル発進な夜」                |
| 第二百三十六話 | 5月16日  | 総集編「次週は通常運転 今夜で見納め さんま向上長一人喋りな夜」                 | 総集編「次週は通常運転 今夜で見納め さんま向上長一人喋りな夜」 | 総集編「次週は通常運転 今夜で見納め さんま向上長一人喋りな夜」 | 総集編「次週は通常運転 今夜で見納め さんま向上長一人喋りな夜」 |
| 第二百三十七話 | 5月23日  | あつまれ明石家の森 無人部屋ではじまる自粛新生活報告会                          | ぺこぱ                                                         | ＜愛のクレーマー芸人＞ オラキオ（第二百三十八話） ＜モニター中・見学芸人＞ ヤジマリー。 Yes!アキト |                                                                |
| 第二百三十八話 | 5月30日  | 人数制限のある中、血迷って体操おじさんを呼んでしまった夜                       | ぺこぱ                                                         | ＜愛のクレーマー芸人＞ オラキオ（第二百三十八話） ＜モニター中・見学芸人＞ ヤジマリー。 Yes!アキト |                                                                |
| 第二百三十九話 | 6月6日   | アレから1年…1人長めのステイホーム ロンブー亮のお久しぶりです さんまさん…な夜   | ミルクボーイ                                                   | ＜愛のクレーマー芸人＞ ナダル（第二百四十話、第二百四十一話） あかつ（第二百四十一話） チャンス大城（同上） ＜モニター中・見学芸人＞ ヤジマリー。 Yes!アキト                                                                         |                                                                |
| 第二百四十話   | 6月13日  | ダイアン津田 Hello,Good bye こんにちは、そしてサヨウナラ                       | ミルクボーイ                                                   | ＜愛のクレーマー芸人＞ ナダル（第二百四十話、第二百四十一話） あかつ（第二百四十一話） チャンス大城（同上） ＜モニター中・見学芸人＞ ヤジマリー。 Yes!アキト                                                                         |                                                                |
| 第二百四十一話 | 6月20日  | 芸人アラートおもくそ発生中 フィクションみたいなノンフィクションな話            | ミルクボーイ                                                   | ＜愛のクレーマー芸人＞ ナダル（第二百四十話、第二百四十一話） あかつ（第二百四十一話） チャンス大城（同上） ＜モニター中・見学芸人＞ ヤジマリー。 Yes!アキト                                                                         |                                                                |
| 第二百四十二話 | 6月27日  | 明石家式ひな壇で増員もすれ違いで仲間がちょっぴり減った夜                       | ニューヨーク                                                   | ＜愛のクレーマー芸人＞ 鬼越トマホーク（第二百四十三話、第二百四十四話） 加藤歩（第二百四十四話） ＜モニター中・見学芸人＞ ヤジマリー。 Yes!アキト                                                                                    |                                                                |
| 第二百四十三話 | 7月4日   | 乱世を生きる第7世代難民 彼らの生涯に一片の悔いなし大作戦                       | ニューヨーク                                                   | ＜愛のクレーマー芸人＞ 鬼越トマホーク（第二百四十三話、第二百四十四話） 加藤歩（第二百四十四話） ＜モニター中・見学芸人＞ ヤジマリー。 Yes!アキト                                                                                    |                                                                |
| 第二百四十四話 | 7月11日  | ソーシャル魔王君臨! 第7世代難民 救出プロジェクト                               | ニューヨーク                                                   | ＜愛のクレーマー芸人＞ 鬼越トマホーク（第二百四十三話、第二百四十四話） 加藤歩（第二百四十四話） ＜モニター中・見学芸人＞ ヤジマリー。 Yes!アキト                                                                                    |                                                                |
| 第二百四十五話 | 7月18日  | さんまの最期は 笑顔のまんまで…大作戦                                           | 我が家                                                         | ＜緊急代打アシスタント＞ 井上清華 ＜愛のクレーマー芸人＞ 田中卓志（第二百四十六話、第二百四十七話） ワタリ119（同上） オラキオ（第二百四十七話） ＜モニター中・見学芸人＞ ヤジマリー。 Yes!アキト ＜乱入者＞ 中村玉緒                |                                                                |
| 第二百四十六話 | 7月25日  | 好感度ゼロ男のあえての逆襲 嫌われ王に俺はなる!                                 | 我が家                                                         | ＜緊急代打アシスタント＞ 井上清華 ＜愛のクレーマー芸人＞ 田中卓志（第二百四十六話、第二百四十七話） ワタリ119（同上） オラキオ（第二百四十七話） ＜モニター中・見学芸人＞ ヤジマリー。 Yes!アキト ＜乱入者＞ 中村玉緒                |                                                                |
| 第二百四十七話 | 8月1日   | 元ルーキーズが躍動!嫌われKINGの夢にときめけ!明日にきらめけ!大作戦              | 我が家                                                         | ＜緊急代打アシスタント＞ 井上清華 ＜愛のクレーマー芸人＞ 田中卓志（第二百四十六話、第二百四十七話） ワタリ119（同上） オラキオ（第二百四十七話） ＜モニター中・見学芸人＞ ヤジマリー。 Yes!アキト ＜乱入者＞ 中村玉緒                |                                                                |
| 第二百四十八話 | 8月8日   | 初公開の旦那も来てるのにラストに壮絶馴れ初めのバツイチ子持ちが出現な夜         | 安藤なつ                                                       | ＜乱入者＞ しゅんしゅんクリニックP（第二百五十話） 三秋里歩（同上） ＜しゅんP・りほ夫妻への祝福の言葉＞ ニッチェ（同上） ＜生き霊チェック＞ シークエンスはやとも（同上）                                                             |                                                                |
| 第二百四十九話 | 8月15日  | アンタらアホなん?浮気チケット3枚まで論争な夜                                   | 安藤なつ                                                       | ＜乱入者＞ しゅんしゅんクリニックP（第二百五十話） 三秋里歩（同上） ＜しゅんP・りほ夫妻への祝福の言葉＞ ニッチェ（同上） ＜生き霊チェック＞ シークエンスはやとも（同上）                                                             |                                                                |
| 第二百五十話   | 8月22日  | 前例なきねじ込み型結婚式で第2ラウンド突入な夜                                  | 安藤なつ                                                       | ＜乱入者＞ しゅんしゅんクリニックP（第二百五十話） 三秋里歩（同上） ＜しゅんP・りほ夫妻への祝福の言葉＞ ニッチェ（同上） ＜生き霊チェック＞ シークエンスはやとも（同上）                                                             |                                                                |
| 第二百五十一話 | 8月29日  | 夏を取り戻せ 全国27時間TV独自大会〜大会 1日目 キャラ紹介〜                     |                                                                | |                                                                |
| 第二百五十二話 | 9月5日   | 夏を取り戻せ 全国27時間TV独自大会 〜大会2日目 逆転のあばれる学園〜             |                                                                | |                                                                |
| 第二百五十三話 | 9月12日  | キャラ祭り最終日は勝利の方程式 ピッチャー板倉に代わりまして…魔王               |                                                                | |                                                                |
| 第二百五十四話 | 9月19日  | 白状ポリス流れから雨上がり密会M-1秘話まで色々白状三昧な夜                      | ぼる塾                                                         | ＜愛のクレーマー芸人＞ チェリー吉武（第二百五十四話、第二百五十五話） 村上健志（第二百五十五話） オラキオ（同上） ＜モニター横・見学芸人＞ Yes!アキト                                                                                |                                                                |
| 第二百五十五話 | 9月26日  | はじめてのカメレオンチャレンジ                                                 | ぼる塾                                                         | ＜愛のクレーマー芸人＞ チェリー吉武（第二百五十四話、第二百五十五話） 村上健志（第二百五十五話） オラキオ（同上） ＜モニター横・見学芸人＞ Yes!アキト                                                                                |                                                                |
| 第二百五十六話 | 10月3日  | 強さとは負けることを恐れないこと大作戦                                         | ぼる塾                                                         | ＜愛のクレーマー芸人＞ チェリー吉武（第二百五十四話、第二百五十五話） 村上健志（第二百五十五話） オラキオ（同上） ＜モニター横・見学芸人＞ Yes!アキト                                                                                |                                                                |
| 第二百五十七話 | 10月10日 | その刃で悪童の暴走を断ち斬れ お笑い無限列車編                                  | すゑひろがりず                                                 | ＜愛のクレーマー芸人＞ ななまがり（第二百五十八話） 野田クリスタル（同上） くっきー!（第二百五十九話） ハリウッドザコシショウ（同上） ＜モニター横・見学芸人＞ ヤジマリー。                                                          |                                                                |
| 第二百五十八話 | 10月24日 | 明日は鬼滅を見に行きますか? それとも大宮の劇場へ行きますか?な夜                | すゑひろがりず                                                 | ＜愛のクレーマー芸人＞ ななまがり（第二百五十八話） 野田クリスタル（同上） くっきー!（第二百五十九話） ハリウッドザコシショウ（同上） ＜モニター横・見学芸人＞ ヤジマリー。                                                          |                                                                |
| 第二百五十九話 | 10月31日 | 大宮のスーパースター恐怖の鼻ピーピーに呪われた夜                               | すゑひろがりず                                                 | ＜愛のクレーマー芸人＞ ななまがり（第二百五十八話） 野田クリスタル（同上） くっきー!（第二百五十九話） ハリウッドザコシショウ（同上） ＜モニター横・見学芸人＞ ヤジマリー。                                                          |                                                                |
| 第二百六十話   | 11月14日 | やっぱりスーパースターには勝てなかった VS嵐での戦犯探し…な夜                   | しずる                                                         | ＜愛のクレーマー芸人＞ あかつ（第二百六十二話） チャンス大城（同上） 杉山裕之（同上） ＜モニター横・見学芸人＞ Yes!アキト |                                                                |
| 第二百六十一話 | 11月21日 | 過去のつぶやきを回収大作戦 デジタルタトゥータモっつぁんプロジェクト            | しずる                                                         | ＜愛のクレーマー芸人＞ あかつ（第二百六十二話） チャンス大城（同上） 杉山裕之（同上） ＜モニター横・見学芸人＞ Yes!アキト |                                                                |
| 第二百六十二話 | 11月28日 | 第一回地下芸人ドラフト会議 1巡目選択希望選手『しずる』                         | しずる                                                         | ＜愛のクレーマー芸人＞ あかつ（第二百六十二話） チャンス大城（同上） 杉山裕之（同上） ＜モニター横・見学芸人＞ Yes!アキト |                                                                |
| 第二百六十三話 | 12月5日  | 令和3年1月2日の生放送に参加する芸人を考えたらそこそこ揉めてしまった夜          | 鬼越トマホーク                                                 | ＜愛のクレーマー芸人＞ 中川パラダイス（第二百六十五話） 加藤歩（同上） ＜モニター横・見学芸人＞ 本多スイミングスクール まいあんつ ＜その他＞ 蛍原徹（第二百六十四話） ニューヨーク（第二百六十五話）                                 |                                                                |
| 第二百六十四話 | 12月12日 | 令和3年型鬼越改造計画…の前に1月2日の生放送に関してまた揉め事が起こっちゃった夜 | 鬼越トマホーク                                                 | ＜愛のクレーマー芸人＞ 中川パラダイス（第二百六十五話） 加藤歩（同上） ＜モニター横・見学芸人＞ 本多スイミングスクール まいあんつ ＜その他＞ 蛍原徹（第二百六十四話） ニューヨーク（第二百六十五話）                                 |                                                                |
| 第二百六十五話 | 12月19日 | 生放送に一切呼ばれてない魔王の仕事納めSPな夜                                   | 鬼越トマホーク                                                 | ＜愛のクレーマー芸人＞ 中川パラダイス（第二百六十五話） 加藤歩（同上） ＜モニター横・見学芸人＞ 本多スイミングスクール まいあんつ ＜その他＞ 蛍原徹（第二百六十四話） ニューヨーク（第二百六十五話）                                 |                                                                |
| 第二百六十六話 | 12月26日 | 総集編「年末最後に愛する芸人のことを語り尽くす夜」                             | 総集編「年末最後に愛する芸人のことを語り尽くす夜」             | 総集編「年末最後に愛する芸人のことを語り尽くす夜」 | 総集編「年末最後に愛する芸人のことを語り尽くす夜」             |

### 2021年
| 話数           | 放送日         | サブタイトル                                                                          | ゲスト向上芸人                                                         | 備考 |                                                                        |
| -------------- | -------------- | ------------------------------------------------------------------------------------- | ---------------------------------------------------------------------- | --- | ---------------------------------------------------------------------- |
| 第二百六十七話 | 1月2日         | さんま向上長30年ぶりに日本でお正月…なので新春!生であつまれ明石家の森SP                | 今田耕司                                                               | ＜音声＞ 野田クリスタル ＜プロデューサー付き添い＞ 近藤くみこ ＜プロデューサー＞ 土田晃之 ＜飯尾中継＞ ずん、レギュラー、クールポコ。 オラキオ、岩井ジョニ男、木下隆行                                   |                                                                        |
| 第二百六十八話 | 1月16日        | 生放送の反省会をしながらかしわ餅木下の反省生活を聞いてみる夜                          | 今田耕司                                                               | ＜音声＞ 野田クリスタル ＜プロデューサー付き添い＞ 近藤くみこ ＜プロデューサー＞ 土田晃之 ＜飯尾中継＞ ずん、レギュラー、クールポコ。 オラキオ、岩井ジョニ男、木下隆行                                   |                                                                        |
| 第二百六十九話 | 1月23日        | M-1の話だけで白米を食べ尽くす夜                                                       | マヂカルラブリー                                                       | ＜愛のクレーマー芸人＞ 渡邊孝平（第二百七十一話） 原いい日（同上） |                                                                        |
| 第二百七十話   | 1月30日        | そうです。村上は変なおじさんです…な夜                                                 | マヂカルラブリー                                                       | ＜愛のクレーマー芸人＞ 渡邊孝平（第二百七十一話） 原いい日（同上） |                                                                        |
| 第二百七十一話 | 2月6日         | 地獄のパイレーツ-1グランプリな夜                                                      | マヂカルラブリー                                                       | ＜愛のクレーマー芸人＞ 渡邊孝平（第二百七十一話） 原いい日（同上） |                                                                        |
| 第二百七十二話 | 2月14日（日）  | 女子サイドからの戦力外通告 相方よ、お宅に笑いは難しい…な夜                            | 納言                                                                   | ＜愛のクレーマー芸人＞ パーパー（第二百七十三話） オラキオ（第二百七十四話） チャンス大城（同上） |                                                                        |
| 第二百七十三話 | 2月20日        | 鬱陶しいことは全部後回しにして素直な自分をさらけ出せ…な夜                             | 納言                                                                   | ＜愛のクレーマー芸人＞ パーパー（第二百七十三話） オラキオ（第二百七十四話） チャンス大城（同上） |                                                                        |
| 第二百七十四話 | 2月27日        | 丸々と肉がついたオジサンが光り輝く第7の顔面にバツ作戦                                 | 納言                                                                   | ＜愛のクレーマー芸人＞ パーパー（第二百七十三話） オラキオ（第二百七十四話） チャンス大城（同上） |                                                                        |
| 第二百七十五話 | 3月13日        | さんま向上長に隠れてコソコソ恋してた悪徳新郎新婦を思いっきり祝う会                    | 近藤くみこ 藤本大介                                                    | ＜愛のクレーマー芸人＞ チェリー吉武（第二百七十六話、第二百七十七話） 白鳥久美子（同上） 加藤歩（第二百七十七話） ＜余興＞ AMEMIYA（第二百七十七話）                                                     |                                                                        |
| 第二百七十六話 | 3月20日        | coolbeauty&stupid夫婦 胸のどこかがズキズキshakin'な夜                                 | 近藤くみこ 藤本大介                                                    | ＜愛のクレーマー芸人＞ チェリー吉武（第二百七十六話、第二百七十七話） 白鳥久美子（同上） 加藤歩（第二百七十七話） ＜余興＞ AMEMIYA（第二百七十七話）                                                     |                                                                        |
| 第二百七十七話 | 3月27日        | 久々の魔王アンテナ5G状態で重大発表が乱れ飛びまくりな夜                                | 近藤くみこ 藤本大介                                                    | ＜愛のクレーマー芸人＞ チェリー吉武（第二百七十六話、第二百七十七話） 白鳥久美子（同上） 加藤歩（第二百七十七話） ＜余興＞ AMEMIYA（第二百七十七話）                                                     |                                                                        |
| 第二百七十八話 | 4月3日         | 初委員会総勢7名ワクワク要素てんこもりで吐くな飲め大作戦                               | 錦鯉                                                                   | ＜愛のクレーマー芸人＞ バイきんぐ（第二百七十九話、第二百八十話） アキラ100%（第二百八十話） コウメ太夫（同上） ハリウッドザコシショウ（同上）                                                           |                                                                        |
| 第二百七十九話 | 4月10日        | 同郷坊主と同期坊主が遅咲き坊主を上手にイジって丈夫に育つかな…な夜                     | 錦鯉                                                                   | ＜愛のクレーマー芸人＞ バイきんぐ（第二百七十九話、第二百八十話） アキラ100%（第二百八十話） コウメ太夫（同上） ハリウッドザコシショウ（同上）                                                           |                                                                        |
| 第二百八十話   | 4月17日        | 謎お笑いに謎オーディション開幕!お笑い法廷ミステリーな夜                               | 錦鯉                                                                   | ＜愛のクレーマー芸人＞ バイきんぐ（第二百七十九話、第二百八十話） アキラ100%（第二百八十話） コウメ太夫（同上） ハリウッドザコシショウ（同上）                                                           |                                                                        |
| 第二百八十一話 | 4月24日        | 消えかけ天才鼠をさんまと鼬と蛙が徹底解剖する夜                                        | 天竺鼠                                                                 | ＜愛のクレーマー芸人＞ ダイアン（第二百八十二話、第二百八十三話） くっきー!（第二百八十三話） あいなぷぅ（同上） 酒井貴士（同上） ＜モニター横・見学芸人＞ 本多スイミングスクール                        |                                                                        |
| 第二百八十二話 | 5月1日         | 全力セシタマン改造計画も“やらかしグランドスラム先輩”出現な夜                          | 天竺鼠                                                                 | ＜愛のクレーマー芸人＞ ダイアン（第二百八十二話、第二百八十三話） くっきー!（第二百八十三話） あいなぷぅ（同上） 酒井貴士（同上） ＜モニター横・見学芸人＞ 本多スイミングスクール                        |                                                                        |
| 第二百八十三話 | 5月15日        | マジ緊急事態発生くっきー!先生、ここで諦めなきゃ番組終了だよ…な夜                      | 天竺鼠                                                                 | ＜愛のクレーマー芸人＞ ダイアン（第二百八十二話、第二百八十三話） くっきー!（第二百八十三話） あいなぷぅ（同上） 酒井貴士（同上） ＜モニター横・見学芸人＞ 本多スイミングスクール                        |                                                                        |
| 第二百八十四話 | 5月22日        | 5月病を吹き飛ばせ…けどやる気スイッチがハードモード過ぎた夜                            | 3時のヒロイン                                                          | ＜愛のクレーマー芸人＞ ヒコロヒー（第二百八十四話、第二百八十五話、第二百八十六話） 岡野陽一（同上） 山添寛（同上） 薄幸（第二百八十六話） あぁ〜しらき（同上） 牧野ステテコ（同上）                     |                                                                        |
| 第二百八十五話 | 6月5日         | 借金で深まる絆のお話 でも、ご利用は計画的に大作戦                                     | 3時のヒロイン                                                          | ＜愛のクレーマー芸人＞ ヒコロヒー（第二百八十四話、第二百八十五話、第二百八十六話） 岡野陽一（同上） 山添寛（同上） 薄幸（第二百八十六話） あぁ〜しらき（同上） 牧野ステテコ（同上）                     |                                                                        |
| 第二百八十六話 | 6月12日        | 見てる途中に『あぁ〜あぁ〜あぁ〜』って独り言に要注意な3時のヒロインバスターズの話     | 3時のヒロイン                                                          | ＜愛のクレーマー芸人＞ ヒコロヒー（第二百八十四話、第二百八十五話、第二百八十六話） 岡野陽一（同上） 山添寛（同上） 薄幸（第二百八十六話） あぁ〜しらき（同上） 牧野ステテコ（同上）                     |                                                                        |
| 第二百八十七話 | 6月19日        | 変な術式使いが集合したら変なOAができたよーな夜                                        | おいでやすこが                                                         | ＜愛のクレーマー芸人＞ ななまがり（第二百八十八話、第二百八十九話） 守谷日和（同上） あかつ（第二百八十九話） チャンス大城（同上） ヤジマリー。（同上）                                                  |                                                                        |
| 第二百八十八話 | 6月26日        | 大声が奇妙でも周りの仲間が奇妙でもとにかく小田の元へおいでやすな夜                    | おいでやすこが                                                         | ＜愛のクレーマー芸人＞ ななまがり（第二百八十八話、第二百八十九話） 守谷日和（同上） あかつ（第二百八十九話） チャンス大城（同上） ヤジマリー。（同上）                                                  |                                                                        |
| 第二百八十九話 | 7月3日         | 賞レースファイナル無縁の漂流芸人が小田を使って儲けたいのだプロジェクト                | おいでやすこが                                                         | ＜愛のクレーマー芸人＞ ななまがり（第二百八十八話、第二百八十九話） 守谷日和（同上） あかつ（第二百八十九話） チャンス大城（同上） ヤジマリー。（同上）                                                  |                                                                        |
| 第二百九十話   | 7月10日        | 細かいテクから大振りまでハードパンチャー勢揃いでただ今、トーク中。な夜                | パーパー                                                               | ＜愛のクレーマー芸人＞ オラキオ（第二百九十一話、第二百九十二話） 井口浩之（同上） バービー（同上） 近藤くみこ（同上） あぁ〜しらき（同上） ＜モニター横・見学芸人＞ 本多スイミングスクール              |                                                                        |
| 第二百九十一話 | 7月17日        | あつまれ暴走野郎たち お笑いワイルドスピード選手権                                     | パーパー                                                               | ＜愛のクレーマー芸人＞ オラキオ（第二百九十一話、第二百九十二話） 井口浩之（同上） バービー（同上） 近藤くみこ（同上） あぁ〜しらき（同上） ＜モニター横・見学芸人＞ 本多スイミングスクール              |                                                                        |
| 第二百九十二話 | 7月24日        | 逃れられない劇薬と定食の魔の手 土曜の夜に駆ける芸人たちのダメ。ゼッタイ。に迫る夜     | パーパー                                                               | ＜愛のクレーマー芸人＞ オラキオ（第二百九十一話、第二百九十二話） 井口浩之（同上） バービー（同上） 近藤くみこ（同上） あぁ〜しらき（同上） ＜モニター横・見学芸人＞ 本多スイミングスクール              |                                                                        |
| 第二百九十三話 | 7月31日        | 毎日がワクワクDon't Stop日本 ゆーて、スポーツ祭典開幕前の収録ですけど…な夜            | 蛙亭                                                                   | ＜愛のクレーマー芸人＞ コロコロチキチキペッパーズ（第二百九十四話、第二百九十五話） 永野（第二百九十五話） とにかく明るい安村（同上） コウメ太夫（同上） ＜モニター横・見学芸人＞ 本多スイミングスクール |                                                                        |
| 第二百九十四話 | 8月7日         | 夏休みの自由研究にどうぞ イタチとカエルと怪人の新たな生態発見な夜                     | 蛙亭                                                                   | ＜愛のクレーマー芸人＞ コロコロチキチキペッパーズ（第二百九十四話、第二百九十五話） 永野（第二百九十五話） とにかく明るい安村（同上） コウメ太夫（同上） ＜モニター横・見学芸人＞ 本多スイミングスクール |                                                                        |
| 第二百九十五話 | 8月14日        | ハモネプ終わりなので若めの蛙亭呼んだら主役はコウメでしたー                            | 蛙亭                                                                   | ＜愛のクレーマー芸人＞ コロコロチキチキペッパーズ（第二百九十四話、第二百九十五話） 永野（第二百九十五話） とにかく明るい安村（同上） コウメ太夫（同上） ＜モニター横・見学芸人＞ 本多スイミングスクール |                                                                        |
| 第二百九十六話 | 8月21日        | もう中 真夏の大冒険 思いついたら即ラップチャレンジな夜                                | もう中学生                                                             | ＜愛のクレーマー芸人＞ くっきー!（第二百九十七話、第二百九十八話） ハリウッドザコシショウ（同上） ガリットチュウ福島（同上） 加藤歩（第二百九十八話） ＜モニター横・見学芸人＞ 本多スイミングスクール    |                                                                        |
| 第二百九十七話 | 8月28日        | さぁ、歌って踊りましょ Boys&Girls達のものまね舞踏会                                   | もう中学生                                                             | ＜愛のクレーマー芸人＞ くっきー!（第二百九十七話、第二百九十八話） ハリウッドザコシショウ（同上） ガリットチュウ福島（同上） 加藤歩（第二百九十八話） ＜モニター横・見学芸人＞ 本多スイミングスクール    |                                                                        |
| 第二百九十八話 | 9月4日         | 運命を殴り変えろ 魔王1人だけの委員会リベンジャーズ…な夜                               | もう中学生                                                             | ＜愛のクレーマー芸人＞ くっきー!（第二百九十七話、第二百九十八話） ハリウッドザコシショウ（同上） ガリットチュウ福島（同上） 加藤歩（第二百九十八話） ＜モニター横・見学芸人＞ 本多スイミングスクール    |                                                                        |
| 第二百九十九話 | 9月11日        | どうでもいいっちゃどうでもいいけど 明石家組を愛してる。愛して欲しい…な夜              | ザ・マミィ                                                             | ＜愛のクレーマー芸人＞ 岡野陽一（第三百話、第三百一話） 山添寛（同上） 鈴木もぐら（第三百一話） 井口浩之（同上） ＜モニター横・見学芸人＞ 本多スイミングスクール                                         |                                                                        |
| 第三百話       | 9月18日        | 愛すべきスネかじりドラ息子物語 小悪党VS医者の息子編                                   | ザ・マミィ                                                             | ＜愛のクレーマー芸人＞ 岡野陽一（第三百話、第三百一話） 山添寛（同上） 鈴木もぐら（第三百一話） 井口浩之（同上） ＜モニター横・見学芸人＞ 本多スイミングスクール                                         |                                                                        |
| 第三百一話     | 10月2日        | 愛すべきクズやばい奴らがもう一丁やってきた 医者の息子と小悪党バトルロイヤル編         | ザ・マミィ                                                             | ＜愛のクレーマー芸人＞ 岡野陽一（第三百話、第三百一話） 山添寛（同上） 鈴木もぐら（第三百一話） 井口浩之（同上） ＜モニター横・見学芸人＞ 本多スイミングスクール                                         |                                                                        |
| 第三百二話     | 10月9日        | キングオブコントを真剣に話したり 妄想で話したり、来年の作戦を立てたり…な夜            | インディアンス                                                         | ＜愛のクレーマー芸人＞ コロコロチキチキペッパーズ（第三百三話、第三百四話） あぁ〜しらき（第三百四話） ななまがり（同上） ＜モニター横・見学芸人＞ 本多スイミングスクール                                |                                                                        |
| 第三百三話     | 10月16日       | 陽気とうっせーを考えたら仲悪同期が顔面にバツをつけ合った夜                            | インディアンス                                                         | ＜愛のクレーマー芸人＞ コロコロチキチキペッパーズ（第三百三話、第三百四話） あぁ〜しらき（第三百四話） ななまがり（同上） ＜モニター横・見学芸人＞ 本多スイミングスクール                                |                                                                        |
| 第三百四話     | 10月23日       | リアルラフ&ホラーエンターテインメント 悪魔ってほんとにいるんだね…な夜                 | インディアンス                                                         | ＜愛のクレーマー芸人＞ コロコロチキチキペッパーズ（第三百三話、第三百四話） あぁ〜しらき（第三百四話） ななまがり（同上） ＜モニター横・見学芸人＞ 本多スイミングスクール                                |                                                                        |
| 第三百五話     | 10月30日       | 松竹のアウトローガールにみんながみんなAh Forever Your Love…な夜                       | ヒコロヒー                                                             | ＜愛のクレーマー芸人＞ なすなかにし（第三百六話、第三百七話） みなみかわ（同上） チャンス大城（第三百七話） やす子（同上） ＜モニター横・見学芸人＞ 山口いく さとう                                      |                                                                        |
| 第三百六話     | 11月6日        | まさに世にも奇妙…チーム松竹がなぜか千葉県から脱出できない話                           | ヒコロヒー                                                             | ＜愛のクレーマー芸人＞ なすなかにし（第三百六話、第三百七話） みなみかわ（同上） チャンス大城（第三百七話） やす子（同上） ＜モニター横・見学芸人＞ 山口いく さとう                                      |                                                                        |
| 第三百七話     | 11月13日       | 地下から出てきて潜入捜査 憧れのヒコロヒーにモグラ大作戦…な夜                          | ヒコロヒー                                                             | ＜愛のクレーマー芸人＞ なすなかにし（第三百六話、第三百七話） みなみかわ（同上） チャンス大城（第三百七話） やす子（同上） ＜モニター横・見学芸人＞ 山口いく さとう                                      |                                                                        |
| 第三百八話     | 11月21日（日） | トップクズマーヴェリック鈴木もぐらのアメリカンミッションTAKE OFF…な夜                 | 空気階段                                                               | ＜愛のクレーマー芸人＞ ニューヨーク（第三百九話、第三百十話） オラキオ（第三百十話） しゅんしゅんクリニックP（同上） ワッキー（同上） ＜モニター横・見学芸人＞ 山口いく さとう                           |                                                                        |
| 第三百九話     | 11月27日       | お台場リベンジャーズ KOCの頃にタイムリープしねぇかな…な夜                             | 空気階段                                                               | ＜愛のクレーマー芸人＞ ニューヨーク（第三百九話、第三百十話） オラキオ（第三百十話） しゅんしゅんクリニックP（同上） ワッキー（同上） ＜モニター横・見学芸人＞ 山口いく さとう                           |                                                                        |
| 第三百十話     | 12月4日        | 仕切り直して空気階段最終章 マジ医者からのマジ余命宣告にちょっと待ってくださいよ!…な夜 | 空気階段                                                               | ＜愛のクレーマー芸人＞ ニューヨーク（第三百九話、第三百十話） オラキオ（第三百十話） しゅんしゅんクリニックP（同上） ワッキー（同上） ＜モニター横・見学芸人＞ 山口いく さとう                           |                                                                        |
| 第三百十一話   | 12月11日       | 今年1年委員会に溜まった鬱憤をさんま向上長へリベンジャーズ大作戦                       |                                                                        | |                                                                        |
| 第三百十二話   | 12月18日       | 今年も最後まで明石家お笑いスタイル なーるほど・ザ・コウメワールドにてんてこ舞い…な夜  |                                                                        | |                                                                        |
| 第三百十三話   | 12月25日       | 総集編「年末恒例…1年闘った愛する芸人たちをさんま向上長が勝手に労う夜」                | 総集編「年末恒例…1年闘った愛する芸人たちをさんま向上長が勝手に労う夜」 | 総集編「年末恒例…1年闘った愛する芸人たちをさんま向上長が勝手に労う夜」 | 総集編「年末恒例…1年闘った愛する芸人たちをさんま向上長が勝手に労う夜」 |

### 2022年
| 話数           | 放送日   | サブタイトル                                                                                         | ゲスト向上芸人                                                           | 備考 |                                                                          |
| -------------- | -------- | --- | ------------------------------------------------------------------------ | --- | ------------------------------------------------------------------------ |
| 第三百十四話   | 1月8日   | ハイスペック独身 今田耕司 お笑いコンフィデンスガールに振り回される夜                                 | 今田耕司                                                                 | ＜イリュージョン占い＞ 鈴木Q太郎（第三百十四話） けんじる（第三百十五話） レギュラー（第三百十六話） ＜愛のクレーマー芸人＞ ナダル（第三百十五話、第三百十六話） 井口浩之（同上） 加藤歩（同上） ＜今田の結婚相手候補＞ やす子（第三百十六話） |                                                                          |
| 第三百十五話   | 1月15日  | こじらせプロ独身 今田の元へ 逆コンフィデンスマンたちが群がっちゃった夜                               | 今田耕司                                                                 | ＜イリュージョン占い＞ 鈴木Q太郎（第三百十四話） けんじる（第三百十五話） レギュラー（第三百十六話） ＜愛のクレーマー芸人＞ ナダル（第三百十五話、第三百十六話） 井口浩之（同上） 加藤歩（同上） ＜今田の結婚相手候補＞ やす子（第三百十六話） |                                                                          |
| 第三百十六話   | 1月23日  | ただ今、コンカツ中。流れからの年男魔王の駄々こねタイガーチャージ…な夜                                | 今田耕司                                                                 | ＜イリュージョン占い＞ 鈴木Q太郎（第三百十四話） けんじる（第三百十五話） レギュラー（第三百十六話） ＜愛のクレーマー芸人＞ ナダル（第三百十五話、第三百十六話） 井口浩之（同上） 加藤歩（同上） ＜今田の結婚相手候補＞ やす子（第三百十六話） |                                                                          |
| 第三百十七話   | 1月29日  | 今年もあつまれM-1ファイナリストの森 優勝したならそろそろ借金返さんかい!…な夜                         | オズワルド                                                               | ＜愛のクレーマー芸人＞ ニューヨーク（第三百十八話、第三百十九話） 西野創人（第三百十九話） たかし（同上） ＜モニター横・見学芸人＞ くぼたダッシュ アユチャンネル                                                                               |                                                                          |
| 第三百十八話   | 2月5日   | M-1戦士に品格を…真骨頂!明石家お笑いバーリトゥード封鎖大作戦                                          | オズワルド                                                               | ＜愛のクレーマー芸人＞ ニューヨーク（第三百十八話、第三百十九話） 西野創人（第三百十九話） たかし（同上） ＜モニター横・見学芸人＞ くぼたダッシュ アユチャンネル                                                                               |                                                                          |
| 第三百十九話   | 2月12日  | 水風呂なしで10分延長 喋りまくって整えろ明石家サウナ大作戦                                            | オズワルド                                                               | ＜愛のクレーマー芸人＞ ニューヨーク（第三百十八話、第三百十九話） 西野創人（第三百十九話） たかし（同上） ＜モニター横・見学芸人＞ くぼたダッシュ アユチャンネル                                                                               |                                                                          |
| 第三百二十話   | 2月19日  | ただただ楽しくしたいだけなのに…相性悪いが浮き彫りだらけになっちゃった夜                              | とにかく明るい安村                                                       | ＜愛のクレーマー芸人＞ なかやまきんに君（第三百二十二話） あぁ〜しらき（同上） あかつ（同上） ＜モニター横・見学芸人＞ くぼたダッシュ アユチャンネル                                                                                           |                                                                          |
| 第三百二十一話 | 2月26日  | めちゃくちゃ焦る展開になっちゃったけど 誰も悪くないから割とそのままOAできちゃった夜                  | とにかく明るい安村                                                       | ＜愛のクレーマー芸人＞ なかやまきんに君（第三百二十二話） あぁ〜しらき（同上） あかつ（同上） ＜モニター横・見学芸人＞ くぼたダッシュ アユチャンネル                                                                                           |                                                                          |
| 第三百二十二話 | 3月5日   | ハダカとハダカのぶつかり稽古 不安な時間はとにかくパワーで乗りこえろ…な夜                             | とにかく明るい安村                                                       | ＜愛のクレーマー芸人＞ なかやまきんに君（第三百二十二話） あぁ〜しらき（同上） あかつ（同上） ＜モニター横・見学芸人＞ くぼたダッシュ アユチャンネル                                                                                           |                                                                          |
| 第三百二十三話 | 3月12日  | フレッシュが勢揃い…だけど結局明石家さんの周りには変な人が集まってきちゃう夜                          | オダウエダ                                                               | ＜愛のクレーマー芸人＞ 流れ星☆（第三百二十四話・第三百二十五話） チャンス大城（第三百二十五話） 岡野陽一（同上） ＜モニター横・見学芸人＞ 都留拓也                                                                                             |                                                                          |
| 第三百二十四話 | 3月19日  | SNSでケンカしたりコンビでケンカしたり でも最後は、クイズをすればオールオッケーな夜                   | オダウエダ                                                               | ＜愛のクレーマー芸人＞ 流れ星☆（第三百二十四話・第三百二十五話） チャンス大城（第三百二十五話） 岡野陽一（同上） ＜モニター横・見学芸人＞ 都留拓也                                                                                             |                                                                          |
| 第三百二十五話 | 3月26日  | ようこそ地下芸人の世界へ選手権 男子も女子もショート・フリーで入り乱れ…な夜                           | オダウエダ                                                               | ＜愛のクレーマー芸人＞ 流れ星☆（第三百二十四話・第三百二十五話） チャンス大城（第三百二十五話） 岡野陽一（同上） ＜モニター横・見学芸人＞ 都留拓也                                                                                             |                                                                          |
| 第三百二十六話 | 4月2日   | This is ピン芸 PRIDE ギター金髪 vs 桃金髪 どつきあいグランプリ                                       | アルコ&ピース                                                            | ＜緊急招集＞ ZAZY（第三百二十六話） ＜愛のクレーマー芸人＞ 納言（第三百二十七話、第三百二十八話） はっしーはっぴー（同上） アキラ100%（第三百二十八話） TOKYO COOL（同上） ハリウッドザコシショウ（同上） ＜モニター横・見学芸人＞ 都留拓也    |                                                                          |
| 第三百二十七話 | 4月9日   | 4月で8年目に突入も やり口変わらずガチャガチャ話すけど 4U…な夜                                        | アルコ&ピース                                                            | ＜緊急招集＞ ZAZY（第三百二十六話） ＜愛のクレーマー芸人＞ 納言（第三百二十七話、第三百二十八話） はっしーはっぴー（同上） アキラ100%（第三百二十八話） TOKYO COOL（同上） ハリウッドザコシショウ（同上） ＜モニター横・見学芸人＞ 都留拓也    |                                                                          |
| 第三百二十八話 | 4月16日  | この世はでっかいカオス島 ひょうきん者が多すぎてアドベンチャー感がすごい夜                            | アルコ&ピース                                                            | ＜緊急招集＞ ZAZY（第三百二十六話） ＜愛のクレーマー芸人＞ 納言（第三百二十七話、第三百二十八話） はっしーはっぴー（同上） アキラ100%（第三百二十八話） TOKYO COOL（同上） ハリウッドザコシショウ（同上） ＜モニター横・見学芸人＞ 都留拓也    |                                                                          |
| 第三百二十九話 | 4月23日  | 銀河系パーティー吉本軍、そして伝説の裏側へ…からの若手の反抗期な夜                                    | モグライダー                                                             | ＜愛のクレーマー芸人＞ 狩野英孝（第三百二十九話、第三百三十話、第三百三十一話） パーパー（同上） コロコロチキチキペッパーズ（第三百三十一話） ＜モニター横・見学芸人＞ 都留拓也                                                                |                                                                          |
| 第三百三十話   | 4月30日  | 伝説を求めて旅するライダー 赤ジャケ坊主に下された有罪判決…な夜                                       | モグライダー                                                             | ＜愛のクレーマー芸人＞ 狩野英孝（第三百二十九話、第三百三十話、第三百三十一話） パーパー（同上） コロコロチキチキペッパーズ（第三百三十一話） ＜モニター横・見学芸人＞ 都留拓也                                                                |                                                                          |
| 第三百三十一話 | 5月14日  | 白タートル坊主と赤ジャケ坊主が未知との遭遇 そして、パトロールの報告言いまぁ〜す…な夜                 | モグライダー                                                             | ＜愛のクレーマー芸人＞ 狩野英孝（第三百二十九話、第三百三十話、第三百三十一話） パーパー（同上） コロコロチキチキペッパーズ（第三百三十一話） ＜モニター横・見学芸人＞ 都留拓也                                                                |                                                                          |
| 第三百三十二話 | 5月21日  | お金がザクザク株式会社ザ・森東 場合によってはトロットロボーナスも…な夜                               | さらば青春の光                                                           | ＜愛のクレーマー芸人＞ ザ・マミィ（第三百三十三話、第三百三十四話） お見送り芸人しんいち（同上） みなみかわ（第三百三十四話） ＜モニター横・見学芸人＞ 都留拓也                                                                                |                                                                          |
| 第三百三十三話 | 5月28日  | 好感度なんか全部後回しにしてギリギリ放送・失言グランドスラムでいっちゃえ…な夜                        | さらば青春の光                                                           | ＜愛のクレーマー芸人＞ ザ・マミィ（第三百三十三話、第三百三十四話） お見送り芸人しんいち（同上） みなみかわ（第三百三十四話） ＜モニター横・見学芸人＞ 都留拓也                                                                                |                                                                          |
| 第三百三十四話 | 6月4日   | さらばを愛した男の旅 辿り着いた先は金髪たちへのまさかの大イタズラ…な夜                               | さらば青春の光                                                           | ＜愛のクレーマー芸人＞ ザ・マミィ（第三百三十三話、第三百三十四話） お見送り芸人しんいち（同上） みなみかわ（第三百三十四話） ＜モニター横・見学芸人＞ 都留拓也                                                                                |                                                                          |
| 第三百三十五話 | 6月11日  | 我が道を行くマイウェイ芸人の素顔 隠れ正統派ランジャタイを改めて味見する…夜                           | ランジャタイ                                                             | ＜愛のクレーマー芸人＞ モグライダー（第三百三十五話、第三百三十六話、第三百三十七話） 永野（第三百三十七話） JP（同上） あしべ（同上） ＜モニター横・見学芸人＞ 都留拓也                                                                       |                                                                          |
| 第三百三十六話 | 6月18日  | 世にも奇妙なランジャタイ物語 陣ちゃんとホッピングしたりフィーフィー言ったりする夜                    | ランジャタイ                                                             | ＜愛のクレーマー芸人＞ モグライダー（第三百三十五話、第三百三十六話、第三百三十七話） 永野（第三百三十七話） JP（同上） あしべ（同上） ＜モニター横・見学芸人＞ 都留拓也                                                                       |                                                                          |
| 第三百三十七話 | 6月25日  | 年に1度のラッセンボーイプロジェクト 耳を澄まして聞いてごらん…令和のBIG3大作戦                        | ランジャタイ                                                             | ＜愛のクレーマー芸人＞ モグライダー（第三百三十五話、第三百三十六話、第三百三十七話） 永野（第三百三十七話） JP（同上） あしべ（同上） ＜モニター横・見学芸人＞ 都留拓也                                                                       |                                                                          |
| 第三百三十八話 | 7月2日   | 前番組のバック・トゥ・ザ・フューチャーと全く関係ないけど強引にのっかって師匠とか呼んじゃった夜       | おぼん・こぼん                                                           | ＜占い芸人＞ くっきー! |                                                                          |
| 第三百三十九話 | 7月9日   | 今週ももちろんバック・トゥ・ザ・フューチャーと全く関係ないけどなつかし芸人がタイムスリップしてきた夜 | 中島知子 アンゴラ村長 まちゃまちゃ                                       | ＜占い芸人＞ くっきー! |                                                                          |
| 第三百四十話   | 7月16日  | バック・トゥ企画最終日に超絶赤信号 カレー屋さんのルールルルーあたりから過去に戻りたい夜              | 槙尾ユウスケ 三浦マイルド 中川パラダイス                                 | ＜占い芸人＞ くっきー! |                                                                          |
| 第三百四十一話 | 7月30日  | 楽しいバースデー集会はどこへやら…台場の怪獣が赤坂の兎を食い荒らそうとしちゃう夜                      | 見取り図                                                                 | ＜愛のクレーマー芸人＞ コロコロチキチキペッパーズ（第三百四十二話、第三百四十三話） チャンス大城（第三百四十三話） ヤジマリー。（同上） とにかく明るい安村（同上） ＜モニター横・見学芸人＞ ベーグル吉村 都留拓也                              |                                                                          |
| 第三百四十二話 | 8月6日   | ウィーアー!明石家海賊団、辿り着いたのは最悪の世代が巣食う島…な夜                                     | 見取り図                                                                 | ＜愛のクレーマー芸人＞ コロコロチキチキペッパーズ（第三百四十二話、第三百四十三話） チャンス大城（第三百四十三話） ヤジマリー。（同上） とにかく明るい安村（同上） ＜モニター横・見学芸人＞ ベーグル吉村 都留拓也                              |                                                                          |
| 第三百四十三話 | 8月13日  | キャラKING三銃士の見取り図無敵化計画でも結局あたおか一芸を授けられただけの夜                         | 見取り図                                                                 | ＜愛のクレーマー芸人＞ コロコロチキチキペッパーズ（第三百四十二話、第三百四十三話） チャンス大城（第三百四十三話） ヤジマリー。（同上） とにかく明るい安村（同上） ＜モニター横・見学芸人＞ ベーグル吉村 都留拓也                              |                                                                          |
| 第三百四十四話 | 8月20日  | ほんとにあった笑獣が怖い芸人の話 真夏の宮下草薙編                                                    | 宮下草薙                                                                 | ＜愛のクレーマー芸人＞ トム・ブラウン（第三百四十五話、第三百四十六話） 村上健志（同上） 小梅太夫（第三百四十六話） チェリー吉武（同上） とにかく明るい安村（同上） ＜モニター横見学芸人＞ ベーグル吉村 都留拓也                               |                                                                          |
| 第三百四十五話 | 8月27日  | アルプスにやってきた地獄の応援団 かっせかっせ草薙かっせかっせ草薙大作戦                              | 宮下草薙                                                                 | ＜愛のクレーマー芸人＞ トム・ブラウン（第三百四十五話、第三百四十六話） 村上健志（同上） 小梅太夫（第三百四十六話） チェリー吉武（同上） とにかく明るい安村（同上） ＜モニター横見学芸人＞ ベーグル吉村 都留拓也                               |                                                                          |
| 第三百四十六話 | 9月3日   | 「別に興味ない」「特に関係ない」って塞ぎ込んでたらそのうちK.O.されちゃうぞ…な夜                      | 宮下草薙                                                                 | ＜愛のクレーマー芸人＞ トム・ブラウン（第三百四十五話、第三百四十六話） 村上健志（同上） 小梅太夫（第三百四十六話） チェリー吉武（同上） とにかく明るい安村（同上） ＜モニター横見学芸人＞ ベーグル吉村 都留拓也                               |                                                                          |
| 第三百四十七話 | 9月10日  | This is ピン芸PRIDE ギター金髪vs桃金髪 どつきあいグランプリ第2章                                     | ZAZY                                                                     | ＜愛のクレーマー芸人＞ コロコロチキチキペッパーズ（第三百四十八話、第三百四十九話） くっきー!（第三百四十九話） ハリウッドザコシショウ（同上） 槙尾ユウスケ（同上） ＜モニター横見学芸人＞ 都留拓也 長谷部                                     |                                                                          |
| 第三百四十八話 | 9月17日  | 桃金髪の生態を解析プロジェクト でも結局、悪童同期がズィーしちゃう夜                                  | ZAZY                                                                     | ＜愛のクレーマー芸人＞ コロコロチキチキペッパーズ（第三百四十八話、第三百四十九話） くっきー!（第三百四十九話） ハリウッドザコシショウ（同上） 槙尾ユウスケ（同上） ＜モニター横見学芸人＞ 都留拓也 長谷部                                     |                                                                          |
| 第三百四十九話 | 9月24日  | クレイジー不足の桃金へ地獄のカレーをデリバリー でもって、ZAZY王になればええやーん！…な夜             | ZAZY                                                                     | ＜愛のクレーマー芸人＞ コロコロチキチキペッパーズ（第三百四十八話、第三百四十九話） くっきー!（第三百四十九話） ハリウッドザコシショウ（同上） 槙尾ユウスケ（同上） ＜モニター横見学芸人＞ 都留拓也 長谷部                                     |                                                                          |
| 第三百五十話   | 10月1日  | 最近お騒がせプロダクションに照らされた光 もっと翔んでけ…松竹大作戦                                   | なすなかにし                                                             | ＜愛のクレーマー芸人＞ キンタロー。（第三百五十話） 紺野ぶるま（同上） あぁ〜しらき（同上） 怪奇!YesどんぐりRPG（第三百五十一話） とにかく明るい安村（同上） ヤジマリー。（同上） ＜モニター横見学芸人＞ 都留拓也 長谷部                       |                                                                          |
| 第三百五十一話 | 10月8日  | 世紀の大事件続きのトラブル事務所 超攻撃型芸風にコンバート大作戦                                      | なすなかにし                                                             | ＜愛のクレーマー芸人＞ キンタロー。（第三百五十話） 紺野ぶるま（同上） あぁ〜しらき（同上） 怪奇!YesどんぐりRPG（第三百五十一話） とにかく明るい安村（同上） ヤジマリー。（同上） ＜モニター横見学芸人＞ 都留拓也 長谷部                       |                                                                          |
| 第三百五十二話 | 10月15日 | さぁ、何度も繰り返せ その意味のない行為 大きく見せてたら色々聞きづらくなった夜                       | なすなかにし                                                             | ＜愛のクレーマー芸人＞ キンタロー。（第三百五十話） 紺野ぶるま（同上） あぁ〜しらき（同上） 怪奇!YesどんぐりRPG（第三百五十一話） とにかく明るい安村（同上） ヤジマリー。（同上） ＜モニター横見学芸人＞ 都留拓也 長谷部                       |                                                                          |
| 第三百五十三話 | 10月23日 | 決勝前夜の荒療治 推しのネルソンズ猛プッシュ計画からのまんじゅう離婚にほいでほいで…な夜               | ジャングルポケット                                                       | ＜愛のクレーマー芸人＞ アントニー（第三百五十四話） 井口浩之（同上） なかやまきんに君（第三百五十五話） とにかく明るい安村（同上） チャンス大城（同上） ＜モニター横見学芸人＞ 都留拓也 鳥谷尾だいき                                           |                                                                          |
| 第三百五十四話 | 10月30日 | 離婚ショックもなんのその…まんじゅう切り替えラブストーリー そして、ジャンポケもんじゃショックな夜     | ジャングルポケット                                                       | ＜愛のクレーマー芸人＞ アントニー（第三百五十四話） 井口浩之（同上） なかやまきんに君（第三百五十五話） とにかく明るい安村（同上） チャンス大城（同上） ＜モニター横見学芸人＞ 都留拓也 鳥谷尾だいき                                           |                                                                          |
| 第三百五十五話 | 11月5日  | 司令塔太田のワクワクボーイ化計画 ハダカの30ヶ条を心得れば、体にみなぎるパワー…な夜                   | ジャングルポケット                                                       | ＜愛のクレーマー芸人＞ アントニー（第三百五十四話） 井口浩之（同上） なかやまきんに君（第三百五十五話） とにかく明るい安村（同上） チャンス大城（同上） ＜モニター横見学芸人＞ 都留拓也 鳥谷尾だいき                                           |                                                                          |
| 第三百五十六話 | 11月12日 | 満足させるまで終わらない… 世にも奇妙なMCが濃い話や新コントを欲しがる夜                               | ネルソンズ                                                               | ＜愛のクレーマー芸人＞ すゑひろがりず（第三百五十七話） 太田博久（同上） やす子（第三百五十八話） お見送り芸人しんいち（同上） ＜モニター横見学芸人＞ 都留拓也 鳥谷尾だいき                                                                    |                                                                          |
| 第三百五十七話 | 11月19日 | 勃発バトルコント師ロワイヤル 離婚まんじゅうへ密告の嵐…ドラフト1位はお母さん…な夜                     | ネルソンズ                                                               | ＜愛のクレーマー芸人＞ すゑひろがりず（第三百五十七話） 太田博久（同上） やす子（第三百五十八話） お見送り芸人しんいち（同上） ＜モニター横見学芸人＞ 都留拓也 鳥谷尾だいき                                                                    |                                                                          |
| 第三百五十八話 | 11月26日 | ファイナリストを襲う薄味パンデミックが地獄へとエスコート 年一行事 明石家サンタでお口直しな夜         | ネルソンズ                                                               | ＜愛のクレーマー芸人＞ すゑひろがりず（第三百五十七話） 太田博久（同上） やす子（第三百五十八話） お見送り芸人しんいち（同上） ＜モニター横見学芸人＞ 都留拓也 鳥谷尾だいき                                                                    |                                                                          |
| 第三百五十九話 | 12月3日  | M-1予選も魔王の復活も 良い意味でも悪い意味でもNO逆転スクープ…な夜                                    | みなみかわ                                                               | ＜愛のクレーマー芸人＞ 加藤歩（第三百五十九話、第三百六十話） 木下隆行（第三百六十話） ＜モニター横見学芸人＞ 西田さおり |                                                                          |
| 第三百六十話   | 12月10日 | 今年の恨みは今年のうちに 年イチ行事 魔王の厄払い2022…な夜                                            | みなみかわ                                                               | ＜愛のクレーマー芸人＞ 加藤歩（第三百五十九話、第三百六十話） 木下隆行（第三百六十話） ＜モニター横見学芸人＞ 西田さおり |                                                                          |
| 第三百六十一話 | 12月24日 | 総集編「年末恒例…1年闘った愛する芸人たちをさんま向上長が勝手に讃える夜」                             | 総集編「年末恒例…1年闘った愛する芸人たちをさんま向上長が勝手に讃える夜」 | 総集編「年末恒例…1年闘った愛する芸人たちをさんま向上長が勝手に讃える夜」 | 総集編「年末恒例…1年闘った愛する芸人たちをさんま向上長が勝手に讃える夜」 |

### 2023年
| 話数           | 放送日   | サブタイトル                                                                                  | ゲスト向上芸人                                                               | 備考 |                                                                              |
| -------------- | -------- | --------------------------------------------------------------------------------------------- | ---------------------------------------------------------------------------- | --- | ---------------------------------------------------------------------------- |
| 第三百六十二話 | 1月7日   | ゆく年くる年もフォーエバー独身 決定力不足解消にもうファンいったれ…な夜                        | 酒井貴士 鈴木もぐら 山添寛 岡野陽一                                          | ＜愛のクレーマー芸人＞ チェリー吉武（第三百六十四話） あばれる君（同上） とにかく明るい安村（同上） ＜モニター横見学芸人＞ 西田さおり                                                                                 |                                                                              |
| 第三百六十三話 | 1月14日  | 愛すべきクズやばい奴ら2023 もうさすがに色々無理ある金借りスクワッド報告会                     | 酒井貴士 鈴木もぐら 山添寛 岡野陽一                                          | ＜愛のクレーマー芸人＞ チェリー吉武（第三百六十四話） あばれる君（同上） とにかく明るい安村（同上） ＜モニター横見学芸人＞ 西田さおり                                                                                 |                                                                              |
| 第三百六十四話 | 1月21日  | よい子はマネしないで系おじさんを救え テレビのパパはいい汗かいてる男だぜ大作戦                 | 酒井貴士 鈴木もぐら 山添寛 岡野陽一                                          | ＜愛のクレーマー芸人＞ チェリー吉武（第三百六十四話） あばれる君（同上） とにかく明るい安村（同上） ＜モニター横見学芸人＞ 西田さおり                                                                                 |                                                                              |
| 第三百六十五話 | 1月28日  | M-1の集い2023 悪口王者が炎上凱旋…この1年は色んな重圧がある〜な夜                              | ウエストランド                                                               | ＜愛のクレーマー芸人＞ Aマッソ（第三百六十六話、第三百六十七話） みなみかわ（同上） ヤジマリー。（第三百六十七話） チャンス大城（同上） とにかく明るい安村（同上） ＜モニター横見学芸人＞ 西田さおり                  |                                                                              |
| 第三百六十六話 | 2月4日   | 悪口キングの隣にいる無口キングがおしゃべり解禁 たぶん1年分くらい声を発しちゃった夜            | ウエストランド                                                               | ＜愛のクレーマー芸人＞ Aマッソ（第三百六十六話、第三百六十七話） みなみかわ（同上） ヤジマリー。（第三百六十七話） チャンス大城（同上） とにかく明るい安村（同上） ＜モニター横見学芸人＞ 西田さおり                  |                                                                              |
| 第三百六十七話 | 2月11日  | 3週に1回のお楽しみ明石家サーカス団 M-1王者にこじつけ忠告音楽祭…な夜                           | ウエストランド                                                               | ＜愛のクレーマー芸人＞ Aマッソ（第三百六十六話、第三百六十七話） みなみかわ（同上） ヤジマリー。（第三百六十七話） チャンス大城（同上） とにかく明るい安村（同上） ＜モニター横見学芸人＞ 西田さおり                  |                                                                              |
| 第三百六十八話 | 2月18日  | こってり系若者をちょっぴり味見…のつもりが それで結構満腹になっちゃってまーごめな夜            | タイムマシーン3号                                                            | ＜愛のクレーマー芸人＞ 宮下草薙（第三百六十八話） はっしーはっぴー（同上） レイザーラモンHG（第三百六十九話） ハリウッドザコシショウ（同上） スーパー3助（同上） ＜モニター横見学芸人＞ かごしま太郎                  |                                                                              |
| 第三百六十九話 | 2月25日  | 芸歴をタイムマシーン詐欺するお笑い製造コンビに色々余罪ではしたないっすよーな夜                | タイムマシーン3号                                                            | ＜愛のクレーマー芸人＞ 宮下草薙（第三百六十八話） はっしーはっぴー（同上） レイザーラモンHG（第三百六十九話） ハリウッドザコシショウ（同上） スーパー3助（同上） ＜モニター横見学芸人＞ かごしま太郎                  |                                                                              |
| 第三百七十話   | 3月4日   | ウソデブ1号とはしたな2号に俺ら3号を加えて 誇張したタイムマシーンでやってけばええやん…な夜     | タイムマシーン3号                                                            | ＜愛のクレーマー芸人＞ 宮下草薙（第三百六十八話） はっしーはっぴー（同上） レイザーラモンHG（第三百六十九話） ハリウッドザコシショウ（同上） スーパー3助（同上） ＜モニター横見学芸人＞ かごしま太郎                  |                                                                              |
| 第三百七十一話 | 3月11日  | ちょいダサさや香あの感動を返納せぇや… M-1ワンツーにギャル風味トッピング大作戦                 | さや香                                                                       | ＜愛のクレーマー芸人＞ 今井らいぱち（第三百七十二話） 真べぇ（同上） とにかく明るい安村（同上） コロコロチキチキペッパーズ（第三百七十三話） レイザーラモンHG（同上） ＜モニター横見学芸人＞ かごしま太郎             |                                                                              |
| 第三百七十二話 | 3月18日  | 響く不協和音…不仲コンビの称号返納せぇ〜や とにかく悪いほうが謝りゃいいじゃん大作戦            | さや香                                                                       | ＜愛のクレーマー芸人＞ 今井らいぱち（第三百七十二話） 真べぇ（同上） とにかく明るい安村（同上） コロコロチキチキペッパーズ（第三百七十三話） レイザーラモンHG（同上） ＜モニター横見学芸人＞ かごしま太郎             |                                                                              |
| 第三百七十三話 | 3月25日  | 相方嫌いの向こう側へ… ネタ一筋のサムライ漫才師に東京ドーピング大作戦                          | さや香                                                                       | ＜愛のクレーマー芸人＞ 今井らいぱち（第三百七十二話） 真べぇ（同上） とにかく明るい安村（同上） コロコロチキチキペッパーズ（第三百七十三話） レイザーラモンHG（同上） ＜モニター横見学芸人＞ かごしま太郎             |                                                                              |
| 第三百七十四話 | 4月1日   | 70手前の全集中に若手の刃が… 笑いの鬼を攻略せよ 恐怖の明石家遊郭編                             | 四千頭身                                                                     | ＜愛のクレーマー芸人＞ ドンココ（第三百七十五話） 井口浩之（同上） ななまがり（第三百七十六話） 村上健志（同上） とにかく明るい安村（同上） ＜モニター横見学芸人＞ かごしま太郎 梅田元気よく                          |                                                                              |
| 第三百七十五話 | 4月15日  | NO下積みNO芸人 一気にスターになって警察に捕まり始めてる世代へ忠告大作戦                       | 四千頭身                                                                     | ＜愛のクレーマー芸人＞ ドンココ（第三百七十五話） 井口浩之（同上） ななまがり（第三百七十六話） 村上健志（同上） とにかく明るい安村（同上） ＜モニター横見学芸人＞ かごしま太郎 梅田元気よく                          |                                                                              |
| 第三百七十六話 | 4月29日  | あきらめたらそこで第7世代は終了だよ 俺たちが引き継ぐからしょげずにいこうぜBABYな夜            | 四千頭身                                                                     | ＜愛のクレーマー芸人＞ ドンココ（第三百七十五話） 井口浩之（同上） ななまがり（第三百七十六話） 村上健志（同上） とにかく明るい安村（同上） ＜モニター横見学芸人＞ かごしま太郎 梅田元気よく                          |                                                                              |
| 第三百七十七話 | 5月6日   | 触ってみたらめちゃくちゃゴワゴワ 同期が語る裏側コットン100%…な夜                              | コットン                                                                     | ＜愛のクレーマー芸人＞ インディアンス（第三百七十八話） あばれる君（第三百七十九話） ザブングル加藤（同上） ＜モニター横見学芸人＞ かごしま太郎 梅田元気よく                                                          |                                                                              |
| 第三百七十八話 | 5月13日  | コットンの裏生地ゴワゴワ発表会第2章 ダーティー西村を解放しちゃって色々ゴメンな…な夜           | コットン                                                                     | ＜愛のクレーマー芸人＞ インディアンス（第三百七十八話） あばれる君（第三百七十九話） ザブングル加藤（同上） ＜モニター横見学芸人＞ かごしま太郎 梅田元気よく                                                          |                                                                              |
| 第三百七十九話 | 5月20日  | 魔王が遂に完全体へ 最終形態ゼロ式でTHE SECONDライフへ突入…な夜                                | コットン                                                                     | ＜愛のクレーマー芸人＞ インディアンス（第三百七十八話） あばれる君（第三百七十九話） ザブングル加藤（同上） ＜モニター横見学芸人＞ かごしま太郎 梅田元気よく                                                          |                                                                              |
| 第三百八十話   | 5月27日  | 昔の彼もそうだった… 失われた怪奇芸 ちょい前野田クリ復活懇願祭                                 | マヂカルラブリー                                                             | ＜愛のクレーマー芸人＞ すゑひろがりず（第三百八十一話） タモンズ（同上） とにかく明るい安村（第三百八十二話） チェリー吉武（同上） ヤジマリー。（同上） ＜モニター横見学芸人＞ 梅田元気よく しんや                    |                                                                              |
| 第三百八十一話 | 6月3日   | クレイジー野田クリ復活大作戦 大宮ジョーカー投入も向かった先はただの絶望…な夜                  | マヂカルラブリー                                                             | ＜愛のクレーマー芸人＞ すゑひろがりず（第三百八十一話） タモンズ（同上） とにかく明るい安村（第三百八十二話） チェリー吉武（同上） ヤジマリー。（同上） ＜モニター横見学芸人＞ 梅田元気よく しんや                    |                                                                              |
| 第三百八十二話 | 6月10日  | うるせぇ声で世界へチェリーGO I'mトニーとマヂラブたんぽぽ殴り込み大作戦                        | マヂカルラブリー                                                             | ＜愛のクレーマー芸人＞ すゑひろがりず（第三百八十一話） タモンズ（同上） とにかく明るい安村（第三百八十二話） チェリー吉武（同上） ヤジマリー。（同上） ＜モニター横見学芸人＞ 梅田元気よく しんや                    |                                                                              |
| 第三百八十三話 | 6月17日  | 世にも奇妙な明石家周辺物語 アレコレ全部教えて質問会…な夜                                      | ぱーてぃーちゃん                                                             | ＜愛のクレーマー芸人＞ 薄幸（第三百八十四話） Aマッソ（同上） ジャッキーちゃん（第三百八十五話） あかつ（同上） 荒川（同上） みなみかわ（同上） ＜モニター横見学芸人＞ 梅田元気よく しんや                            |                                                                              |
| 第三百八十四話 | 6月24日  | ぱーてぃー系ギャルにワンチャンアタック… 辿り着いた先はまさかの師匠帝国な夜                    | ぱーてぃーちゃん                                                             | ＜愛のクレーマー芸人＞ 薄幸（第三百八十四話） Aマッソ（同上） ジャッキーちゃん（第三百八十五話） あかつ（同上） 荒川（同上） みなみかわ（同上） ＜モニター横見学芸人＞ 梅田元気よく しんや                            |                                                                              |
| 第三百八十五話 | 7月1日   | ギャルが踏み入れた台場の聖域 その土俵に立ち塞がる卑劣な兄弟子と香港スター…な夜                | ぱーてぃーちゃん                                                             | ＜愛のクレーマー芸人＞ 薄幸（第三百八十四話） Aマッソ（同上） ジャッキーちゃん（第三百八十五話） あかつ（同上） 荒川（同上） みなみかわ（同上） ＜モニター横見学芸人＞ 梅田元気よく しんや                            |                                                                              |
| 第三百八十六話 | 7月8日   | アクセル全開でGO!GO! さんまへのハイビーム攻撃でポリスに疑われちゃいそうな夜                   | アインシュタイン                                                             | ＜愛のクレーマー芸人＞ 熊元プロレス（第三百八十七話） ダブルアート（同上） くっきー!（第三百八十八話） ハリウッドザコシショウ（同上） 槙尾ユウスケ（同上） ＜モニター横見学芸人＞ 梅田元気よく しんや                 |                                                                              |
| 第三百八十七話 | 7月15日  | 芸人アインシュタイン ナゾの相対性理論 ゆずるのスパルタンXと孤独のスケベでエスケープ…な夜      | アインシュタイン                                                             | ＜愛のクレーマー芸人＞ 熊元プロレス（第三百八十七話） ダブルアート（同上） くっきー!（第三百八十八話） ハリウッドザコシショウ（同上） 槙尾ユウスケ（同上） ＜モニター横見学芸人＞ 梅田元気よく しんや                 |                                                                              |
| 第三百八十八話 | 7月29日  | 結成12年人気コンビを安定感から脱却作戦 ドキドキの向こう側が絶望でもええやーん…な夜            | アインシュタイン                                                             | ＜愛のクレーマー芸人＞ 熊元プロレス（第三百八十七話） ダブルアート（同上） くっきー!（第三百八十八話） ハリウッドザコシショウ（同上） 槙尾ユウスケ（同上） ＜モニター横見学芸人＞ 梅田元気よく しんや                 |                                                                              |
| 第三百八十九話 | 8月5日   | 無情な芸能界戦力外通告 旬という名の賞味期限と闘った男たちを追いかけた夜                       | ビスケットブラザーズ                                                         | ＜愛のクレーマー芸人＞ さや香（第三百九十話） 今井らいぱち（同上） 永野（第三百九十一話） ななまがり（同上） ＜モニター横見学芸人＞ 梅田元気よく しんや                                                               |                                                                              |
| 第三百九十話   | 8月12日  | 人気も人望もない…だが、情熱と異臭はある そんな王者は、大阪おっても東京いってもしんどいぞ…な夜 | ビスケットブラザーズ                                                         | ＜愛のクレーマー芸人＞ さや香（第三百九十話） 今井らいぱち（同上） 永野（第三百九十一話） ななまがり（同上） ＜モニター横見学芸人＞ 梅田元気よく しんや                                                               |                                                                              |
| 第三百九十一話 | 8月19日  | 王者なのに人望不足…ホントにあったビスブラの怖い話 そして原田、月へ行く…な夜                   | ビスケットブラザーズ                                                         | ＜愛のクレーマー芸人＞ さや香（第三百九十話） 今井らいぱち（同上） 永野（第三百九十一話） ななまがり（同上） ＜モニター横見学芸人＞ 梅田元気よく しんや                                                               |                                                                              |
| 第三百九十二話 | 8月26日  | 拝啓…日本の炎上担当者様 機嫌良くゴルフもネタもやってただけ…でもなんかすみませんな夜           | 囲碁将棋                                                                     | ＜愛のクレーマー芸人＞ トータルテンボス（第三百九十三話） 渡邊センス（同上） くまだまさし（第三百九十四話） U字工事（同上） とにかく明るい安村（同上） ＜モニター横見学芸人＞ 梅田元気よく しんや                     |                                                                              |
| 第三百九十三話 | 9月2日   | みんな40～50だヨ！ベテラン若手が全員集合！ そして、大宮のカリスマを沼津へスカウト大作戦       | 囲碁将棋                                                                     | ＜愛のクレーマー芸人＞ トータルテンボス（第三百九十三話） 渡邊センス（同上） くまだまさし（第三百九十四話） U字工事（同上） とにかく明るい安村（同上） ＜モニター横見学芸人＞ 梅田元気よく しんや                     |                                                                              |
| 第三百九十四話 | 9月9日   | 子供人気はおかまいなしと言う勿れ… 必要なのはネタよりキャラ…ほらみんなで手を叩こうな夜         | 囲碁将棋                                                                     | ＜愛のクレーマー芸人＞ トータルテンボス（第三百九十三話） 渡邊センス（同上） くまだまさし（第三百九十四話） U字工事（同上） とにかく明るい安村（同上） ＜モニター横見学芸人＞ 梅田元気よく しんや                     |                                                                              |
| 第三百九十五話 | 9月16日  | 怪獣の怪獣による怪獣のためのお笑い 今日は結構な報告多いけど、気にせず「はーい」な夜           | マシンガンズ                                                                 | ＜愛のクレーマー芸人＞ 岡野陽一（第三百九十六話） ザ・マミィ（同上） タイムマシーン3号（第三百九十七話） 古賀シュウ（同上） ＜モニター横見学芸人＞ 梅田元気よく しんや                                                |                                                                              |
| 第三百九十六話 | 9月23日  | THE SECONDバブルのゴミ清掃員へ 目覚めろ!クズ説法グランドスラム イケおじ一掃大作戦             | マシンガンズ                                                                 | ＜愛のクレーマー芸人＞ 岡野陽一（第三百九十六話） ザ・マミィ（同上） タイムマシーン3号（第三百九十七話） 古賀シュウ（同上） ＜モニター横見学芸人＞ 梅田元気よく しんや                                                |                                                                              |
| 第三百九十七話 | 10月1日  | 打倒太田プロBIG3へ向け上々発進…でも、NOブレーキモンスターが全部を台無しにしやがった夜         | マシンガンズ                                                                 | ＜愛のクレーマー芸人＞ 岡野陽一（第三百九十六話） ザ・マミィ（同上） タイムマシーン3号（第三百九十七話） 古賀シュウ（同上） ＜モニター横見学芸人＞ 梅田元気よく しんや                                                |                                                                              |
| 第三百九十八話 | 10月7日  | 吉本にもジャニーズにも断られた怪獣 行き着いた先は、孤独な棲家4階建てビルで日本舞踊…な夜       | 賀屋壮也                                                                     | ＜愛のクレーマー芸人＞ とにかく明るい安村（第三百九十九話） 5GAP（同上） ＜モニター横見学芸人＞ 梅田元気よく 奥村うどん                                                                                               |                                                                              |
| 第三百九十九話 | 10月14日 | 相方欠席…ワンピース足りないかが屋に白ヘル襲撃 忘れかけたクラシックお笑いを取り戻せ…な夜       | 賀屋壮也                                                                     | ＜愛のクレーマー芸人＞ とにかく明るい安村（第三百九十九話） 5GAP（同上） ＜モニター横見学芸人＞ 梅田元気よく 奥村うどん                                                                                               |                                                                              |
| 第四百話       | 10月21日 | 登板したのはマジで誰も知らない読売右腕 いつもよりしっかり闘魂こめてしまっていこう…な夜        | ナイツ                                                                       | ＜愛のクレーマー芸人＞ はたけんじ（第四百一話） ボンボンブラザース（同上） コントD51（同上） ＜モニター横見学芸人＞ 梅田元気よく 奥村うどん                                                                           |                                                                              |
| 第四百一話     | 10月29日 | 進撃のちっちゃい巨匠 福祉放棄のナイツのせいで向かう先は天国より地獄方向が濃厚な夜             | ナイツ                                                                       | ＜愛のクレーマー芸人＞ はたけんじ（第四百一話） ボンボンブラザース（同上） コントD51（同上） ＜モニター横見学芸人＞ 梅田元気よく 奥村うどん                                                                           |                                                                              |
| 第四百二話     | 11月4日  | 今日の主役はロング放置ダディ 斉藤逃亡疑惑の真相は「はーい」ではなかった夜                     | ロングコートダディ                                                           | ＜愛のクレーマー芸人＞ マユリカ（第四百三話） 西村真二（同上） タモンズ（第四百四話） チェリー吉武（同上） みなみかわ（同上） ＜モニター横見学芸人＞ てんこ盛り男 No.ナオト                                           |                                                                              |
| 第四百三話     | 11月11日 | 世にも奇妙ながむしゃらTV論 なんでもやっときゃこの先の可能性は∞…な夜                           | ロングコートダディ                                                           | ＜愛のクレーマー芸人＞ マユリカ（第四百三話） 西村真二（同上） タモンズ（第四百四話） チェリー吉武（同上） みなみかわ（同上） ＜モニター横見学芸人＞ てんこ盛り男 No.ナオト                                           |                                                                              |
| 第四百四話     | 11月18日 | 決して負けない強い力を一つだけ持つ男たちのセンスコント師ドブネズミ化計画…な夜                 | ロングコートダディ                                                           | ＜愛のクレーマー芸人＞ マユリカ（第四百三話） 西村真二（同上） タモンズ（第四百四話） チェリー吉武（同上） みなみかわ（同上） ＜モニター横見学芸人＞ てんこ盛り男 No.ナオト                                           |                                                                              |
| 第四百五話     | 11月25日 | 能ある鬼は爪を隠すも好感度の先に見つけたのは らしさ復活の人妻金棒…な夜                        | 鬼越トマホーク                                                               | ＜愛のクレーマー芸人＞ コロコロチキチキペッパーズ（第四百六話） 高野正成（同上） レイザーラモンRG（第四百七話） ハリウッドザコシショウ（同上） くっきー!（同上） ＜モニター横見学芸人＞ しんや てんこ盛り男 No.ナオト |                                                                              |
| 第四百六話     | 12月2日  | 悪名高き鬼チャンネルを私人逮捕へ そして、ラストは明石家サンタ前哨戦不幸話GPな夜               | 鬼越トマホーク                                                               | ＜愛のクレーマー芸人＞ コロコロチキチキペッパーズ（第四百六話） 高野正成（同上） レイザーラモンRG（第四百七話） ハリウッドザコシショウ（同上） くっきー!（同上） ＜モニター横見学芸人＞ しんや てんこ盛り男 No.ナオト |                                                                              |
| 第四百七話     | 12月9日  | ものまね三銃士がコーチング 天才キーパーと不器用黒目と誇張ジャンプで芸能界サバイブ大作戦       | 鬼越トマホーク                                                               | ＜愛のクレーマー芸人＞ コロコロチキチキペッパーズ（第四百六話） 高野正成（同上） レイザーラモンRG（第四百七話） ハリウッドザコシショウ（同上） くっきー!（同上） ＜モニター横見学芸人＞ しんや てんこ盛り男 No.ナオト |                                                                              |
| 第四百八話     | 12月16日 | 年末恒例…1年闘った愛する芸人を さんま向上長が勝手に2週間労う夜                                | 年末恒例…1年闘った愛する芸人を さんま向上長が勝手に2週間労う夜               | 年末恒例…1年闘った愛する芸人を さんま向上長が勝手に2週間労う夜 | 年末恒例…1年闘った愛する芸人を さんま向上長が勝手に2週間労う夜               |
| 第四百九話     | 12月23日 | 年イチだけ聞ける向上長のお笑い分析 だから、ある意味貴重な1人シンポジウムな夜                  | 年イチだけ聞ける向上長のお笑い分析 だから、ある意味貴重な1人シンポジウムな夜 | 年イチだけ聞ける向上長のお笑い分析 だから、ある意味貴重な1人シンポジウムな夜 | 年イチだけ聞ける向上長のお笑い分析 だから、ある意味貴重な1人シンポジウムな夜 |

### 2024年
| 話数           | 放送日   | サブタイトル | ゲスト向上芸人                                                                                                | 備考 |                                                                              |
| -------------- | -------- | --- | --- | --- | ---------------------------------------------------------------------------- |
| 第四百十話     | 1月13日  | チーム明石家2024開幕 NSCのTEPPEN登場で例の怪物がバックトゥザ劣等生…な夜                                          | 男性ブランコ                                                                                                  | ＜愛のクレーマー芸人＞ サルゴリラ（第四百十一話） ヤジマリー。（第四百十二話） 5GAP（同上） ＜モニター横見学芸人＞ しんや てんこ盛り男 |                                                                              |
| 第四百十一話   | 1月20日  | 地べたを這いつくばる…ここはお笑い収容所 センスの塊 男ブラへ怪物たちが『なんて言ったと思います…？』な夜           | 男性ブランコ                                                                                                  | ＜愛のクレーマー芸人＞ サルゴリラ（第四百十一話） ヤジマリー。（第四百十二話） 5GAP（同上） ＜モニター横見学芸人＞ しんや てんこ盛り男 |                                                                              |
| 第四百十二話   | 1月27日  | Mr.センス男ブラに圧倒的インパクト講習会が その前に、一旦KOC王者について考える夜                                  | 男性ブランコ                                                                                                  | ＜愛のクレーマー芸人＞ サルゴリラ（第四百十一話） ヤジマリー。（第四百十二話） 5GAP（同上） ＜モニター横見学芸人＞ しんや てんこ盛り男 |                                                                              |
| 第四百十三話   | 2月3日   | 『似てるだけ』は悪なのか…ものまね怪獣原口に不満を全部ぶつけていいとも!な夜                                       | 原口あきまさ                                                                                                  | ＜愛のクレーマー芸人＞ ザブングル加藤（第四百十四話） ＜モニター横見学芸人＞ しんや てんこ盛り男 |                                                                              |
| 第四百十四話   | 2月10日  | 徐々に明かされる奇妙なものまね師の生態 そして、無敵の魔王がモシャスタモリにいなされる夜                          | 原口あきまさ                                                                                                  | ＜愛のクレーマー芸人＞ ザブングル加藤（第四百十四話） ＜モニター横見学芸人＞ しんや てんこ盛り男 |                                                                              |
| 第四百十五話   | 2月17日  | 令和に謎の第二形態 残念真人間ザコシ あの頃に戻りたい…失われた毒電波な夜                                          | ハリウッドザコシショウ                                                                                        | ＜愛のクレーマー芸人＞ 西村瑞樹（第四百十六話） 野田ちゃん（同上） 松本りんす（同上） 本間キッド（同上） TKO（第四百十七話） ＜モニター横見学芸人＞ しんや てんこ盛り男                                                                         |                                                                              |
| 第四百十六話   | 3月2日   | ハリウッド残党の間違いカチコミで大阪同胞の絆に赤信号「バヤシどうしよう」…な夜                                    | ハリウッドザコシショウ                                                                                        | ＜愛のクレーマー芸人＞ 西村瑞樹（第四百十六話） 野田ちゃん（同上） 松本りんす（同上） 本間キッド（同上） TKO（第四百十七話） ＜モニター横見学芸人＞ しんや てんこ盛り男                                                                         |                                                                              |
| 第四百十七話   | 3月9日   | コンビ揃ってのTKO裁判 全国ネット初開廷 ハリウッド式更生プログラムで笑い飛ばせばええやん…な夜                     | ハリウッドザコシショウ                                                                                        | ＜愛のクレーマー芸人＞ 西村瑞樹（第四百十六話） 野田ちゃん（同上） 松本りんす（同上） 本間キッド（同上） TKO（第四百十七話） ＜モニター横見学芸人＞ しんや てんこ盛り男                                                                         |                                                                              |
| 第四百十八話   | 3月23日  | 雨降り芸人に明石家てるてる坊主大作戦 一旦みんなで『おかえりなさい』について考える夜                              | サルゴリラ | ＜愛のクレーマー芸人＞ 上田航平（第四百十九話） 村上健志（同上） とにかく明るい安村（同上） あぁ〜しらき（第四百二十話） チャンス大城（同上） 永野（同上） ＜モニター横見学芸人＞ にしだっくす                                                  |                                                                              |
| 第四百十九話   | 3月30日  | 40半ばでイチャイチャ営業「コンビの新方程式」を考えてたら沈黙のもんじゃ話が実におもしろい…な夜                    | サルゴリラ | ＜愛のクレーマー芸人＞ 上田航平（第四百十九話） 村上健志（同上） とにかく明るい安村（同上） あぁ〜しらき（第四百二十話） チャンス大城（同上） 永野（同上） ＜モニター横見学芸人＞ にしだっくす                                                  |                                                                              |
| 第四百二十話   | 4月6日   | サルゴリラは1回見たヤツやってんじゃん ライスじゃなくてパンチの効いたおかずになれ計画な夜                         | サルゴリラ | ＜愛のクレーマー芸人＞ 上田航平（第四百十九話） 村上健志（同上） とにかく明るい安村（同上） あぁ〜しらき（第四百二十話） チャンス大城（同上） 永野（同上） ＜モニター横見学芸人＞ にしだっくす                                                  |                                                                              |
| 第四百二十一話 | 4月13日  | 笑ハラまみれの戦場に今どきルーキーが…憧れの制圧芸風をいま一度考え直す夜                                          | 令和ロマン | ＜愛のクレーマー芸人＞ すがちゃん最高No.1（第四百二十二話） 岡野陽一（同上） さや香（第四百二十三話） ヤーレンズ（同上） ＜モニター横見学芸人＞ にしだっくす                                                                                    |                                                                              |
| 第四百二十二話 | 5月4日   | 副会長vs徳川末裔 華麗なるぱーてぃータイムでも、おもしろ財産は親のスネから引き出せ大作戦                          | 令和ロマン | ＜愛のクレーマー芸人＞ すがちゃん最高No.1（第四百二十二話） 岡野陽一（同上） さや香（第四百二十三話） ヤーレンズ（同上） ＜モニター横見学芸人＞ にしだっくす                                                                                    |                                                                              |
| 第四百二十三話 | 5月11日  | 手数が多いM・ワン・ツー・スリーでひな壇ダウン そして、赤ジャケ・黄ジャケに訪れた10カウント…な夜                  | 令和ロマン | ＜愛のクレーマー芸人＞ すがちゃん最高No.1（第四百二十二話） 岡野陽一（同上） さや香（第四百二十三話） ヤーレンズ（同上） ＜モニター横見学芸人＞ にしだっくす                                                                                    |                                                                              |
| 第四百二十四話 | 5月18日  | 暗くて長いウエストランドストーリーのせいで9年前と同じく流れて行きそうな星…な夜                                   | 流れ星☆ | ＜愛のクレーマー芸人＞ 荒川（第四百二十五話） お見送り芸人しんいち（同上） 浜谷健司（同上） 林万介（第四百二十六話） みなみかわ（同上） ＜モニター横見学芸人＞ 中津川弦 ソマオ・ミートボール                                                    |                                                                              |
| 第四百二十五話 | 5月25日  | 流星の炎上マンとキラキラギャガーをアップデート計画 それが嫌ならもういっそ、赤ちゃん返りで勝ちたいんや…な夜       | 流れ星☆ | ＜愛のクレーマー芸人＞ 荒川（第四百二十五話） お見送り芸人しんいち（同上） 浜谷健司（同上） 林万介（第四百二十六話） みなみかわ（同上） ＜モニター横見学芸人＞ 中津川弦 ソマオ・ミートボール                                                    |                                                                              |
| 第四百二十六話 | 6月1日   | あのSNSマジ喧嘩を蒸し返してネットリテラシー計画 北風ビュービューのヒヤヒヤ現場に最後はみんなでぽかぽか太陽大作戦 | 流れ星☆ | ＜愛のクレーマー芸人＞ 荒川（第四百二十五話） お見送り芸人しんいち（同上） 浜谷健司（同上） 林万介（第四百二十六話） みなみかわ（同上） ＜モニター横見学芸人＞ 中津川弦 ソマオ・ミートボール                                                    |                                                                              |
| 第四百二十七話 | 6月8日   | 世にも迷惑な一夜漬け物語 もしもタイムマシーンがあるのなら、全員でこの日に戻って謝りたい…な夜                     | 真空ジェシカ                                                                                                  | ＜愛のクレーマー芸人＞ ザ・マミィ（第四百二十八話） 岡野陽一（同上） きしたかの（第四百二十九話） 永野（同上） ＜モニター横見学芸人＞ 中津川弦 ソマオ・ミートボール                                                                             |                                                                              |
| 第四百二十八話 | 6月15日  | 事務所カラーを変色させた異端児共闘計画 助け舟が出航するも、なんか思ってたのと違うだろぉ…な夜                     | 真空ジェシカ                                                                                                  | ＜愛のクレーマー芸人＞ ザ・マミィ（第四百二十八話） 岡野陽一（同上） きしたかの（第四百二十九話） 永野（同上） ＜モニター横見学芸人＞ 中津川弦 ソマオ・ミートボール                                                                             |                                                                              |
| 第四百二十九話 | 6月22日  | 青い彗星が語るTV界サバイバル論 するとまさかの天体衝突でヨルナンデスモードな梅雨の陣                              | 真空ジェシカ                                                                                                  | ＜愛のクレーマー芸人＞ ザ・マミィ（第四百二十八話） 岡野陽一（同上） きしたかの（第四百二十九話） 永野（同上） ＜モニター横見学芸人＞ 中津川弦 ソマオ・ミートボール                                                                             |                                                                              |
| 第四百三十話   | 6月29日  | 優勝に解散にグラサンに…芸人THE SECOND すると、早すぎる“はる”到来で野田と女が吠える夜                             | エルフ | ＜愛のクレーマー芸人＞ 村上健志（第四百三十一話） しゅんしゅんクリニックP（同上） おばあちゃん（同上） レイザーラモンRG（第四百三十二話） ハリウッドザコシショウ（同上） くっきー!（同上） ＜モニター横見学芸人＞ 中津川弦 ソマオ・ミートボール |                                                                              |
| 第四百三十一話 | 7月6日   | 向上長より8コ上…77歳ワイルドスピード 戦後産まれおばばがちょっとだけ跳ねる夜                                      | エルフ | ＜愛のクレーマー芸人＞ 村上健志（第四百三十一話） しゅんしゅんクリニックP（同上） おばあちゃん（同上） レイザーラモンRG（第四百三十二話） ハリウッドザコシショウ（同上） くっきー!（同上） ＜モニター横見学芸人＞ 中津川弦 ソマオ・ミートボール |                                                                              |
| 第四百三十二話 | 7月13日  | オッケー…しかし今日の三銃士はいいぜ ものまねを制する者は芸能界を制す大作戦                                       | エルフ | ＜愛のクレーマー芸人＞ 村上健志（第四百三十一話） しゅんしゅんクリニックP（同上） おばあちゃん（同上） レイザーラモンRG（第四百三十二話） ハリウッドザコシショウ（同上） くっきー!（同上） ＜モニター横見学芸人＞ 中津川弦 ソマオ・ミートボール |                                                                              |
| -              | 7月20日  | FNS27時間テレビスペシャル                                                                                        | チョコレートプラネット、霜降り明星、陣内智則、ナイツ、飯尾和樹 ハナコ、吉村崇、やす子、鬼越トマホーク、ナダル | ＜愛のクレーマー芸人＞ くっきー! ザブングル加藤 ＜新しいカギ出演オーディション候補者＞ ハリウッドザコシショウ 松本りんす 野田ちゃん チャンス大城 飯塚俊太郎 兼光タカシ 今田耕司 堀内健                                                          |                                                                              |
| 第四百三十三話 | 7月27日  | 『あの時オレはどうしたら…』迷わず行けよ 行けばわかるさ 燃える陣内も生放送も振り返りボンバイエ…な夜               | レインボー | ＜愛のクレーマー芸人＞ お見送り芸人しんいち（第四百三十四話） コロコロチキチキペッパーズ（同上） タモンズ（第四百三十五話） ななまがり（同上） ＜モニター横見学芸人＞ 中津川弦 ソマオ・ミートボール                                             |                                                                              |
| 第四百三十四話 | 8月10日  | その愛はTEPPEN知らず…悪かもしれない正義のヒーロージャンボマン奪われた笑いと体脂肪を取り戻せ…な夜                 | レインボー | ＜愛のクレーマー芸人＞ お見送り芸人しんいち（第四百三十四話） コロコロチキチキペッパーズ（同上） タモンズ（第四百三十五話） ななまがり（同上） ＜モニター横見学芸人＞ 中津川弦 ソマオ・ミートボール                                             |                                                                              |
| 第四百三十五話 | 8月17日  | ほんとはなかった事にしたい怖いファイナリストの話 悪天候なこの空にレインボーはかかるのか…な夜                     | レインボー | ＜愛のクレーマー芸人＞ お見送り芸人しんいち（第四百三十四話） コロコロチキチキペッパーズ（同上） タモンズ（第四百三十五話） ななまがり（同上） ＜モニター横見学芸人＞ 中津川弦 ソマオ・ミートボール                                             |                                                                              |
| 第四百三十六話 | 8月31日  | 緊急事態…声ゼロMCガラガラさんまがやってくる しゃべりた過ぎてやってくるな夜                                       | ヤーレンズ | ＜愛のクレーマー芸人＞ 井口浩之（第四百三十六話） トンツカタン（同上） 真空ジェシカ（第四百三十七話） 安藤なつ（第四百三十八話） 薄幸（同上） ＜モニター横見学芸人＞ 中津川弦 ソマオ・ミートボール                                              |                                                                              |
| 第四百三十七話 | 9月7日   | 残酷なシン・ジンナイのテーゼ M-1準優勝でもぼっちなコンビにお友達100人計画な夜                                    | ヤーレンズ | ＜愛のクレーマー芸人＞ 井口浩之（第四百三十六話） トンツカタン（同上） 真空ジェシカ（第四百三十七話） 安藤なつ（第四百三十八話） 薄幸（同上） ＜モニター横見学芸人＞ 中津川弦 ソマオ・ミートボール                                              |                                                                              |
| 第四百三十八話 | 9月14日  | 限りなくチェリーに近いボーイに恋の予感 でもウジウジ心にドロップキックで全部記憶にございません…な夜               | ヤーレンズ | ＜愛のクレーマー芸人＞ 井口浩之（第四百三十六話） トンツカタン（同上） 真空ジェシカ（第四百三十七話） 安藤なつ（第四百三十八話） 薄幸（同上） ＜モニター横見学芸人＞ 中津川弦 ソマオ・ミートボール                                              |                                                                              |
| 第四百三十九話 | 9月21日  | 鬱陶しいフリは全部後回しにしちゃってシュークリームクイズにしたらワケがわからなくなった夜                         | きしたかの | |                                                                              |
| 第四百四十話   | 9月28日  | 事件が現場で起き続けるお肉大捜査線 よく知らん発砲カウボーイが湾岸にきた…な夜                                     | きしたかの | |                                                                              |
| 第四百四十一話 | 10月12日 | 大都会に現れたコミュニケーション難民 便器を濡らす夜から卒業・おひとり様脱却計画な夜                              | マユリカ | |                                                                              |
| 第四百四十二話 | 10月19日 | ロスタイムまでエゴイスティックな2匹の怪物 ギンギンストライカーが枠内シュートゼロでもネバーギブアップ…な夜        | マユリカ | |                                                                              |
| 第四百四十三話 | 10月26日 | 喜劇教祖が囁くマインドコントロール 悪童・魔奇男を服従させる狂団を調査する夜                                      | かもめんたる                                                                                                  | |                                                                              |
| 第四百四十四話 | 11月2日  | 0点オーナーにバイト達がカレークーデター でも、大盛りなのに薄味で教祖からありがてぇお言葉を頂く夜                 | かもめんたる                                                                                                  | |                                                                              |
| 第四百四十五話 | 11月9日  | 喋りたくないならトップアイドルにちょんってすなよ だって向上長は絶対にちょんってするんだから…な夜                 | ちゃんぴおんず                                                                                                | |                                                                              |
| 第四百四十六話 | 11月16日 | 事件は残業中に起きてるんだ 踊るちょん捜査線 どうして現場に株リストが流れるんだ…な夜                              | ちゃんぴおんず                                                                                                | |                                                                              |
| 第四百四十七話 | 11月23日 | コンビ－相方＝プラス論 解散してもいいとも!ピン芸人になってもだいじょうぶだぁ…な夜                                | 兼光タカシ | |                                                                              |
| 第四百四十八話 | 11月30日 | ピンになってもCHA-LA HEAD-CHA-LA ものまね芸人転身は儲けプラスも仲間はマイナス…な夜                               | 兼光タカシ | |                                                                              |
| 第四百四十九話 | 12月7日  | 色気はハンパねぇけど予選の結果はしのびねぇ SECONDチャンスのためならば果物になってもかまわんよ…な夜               | トータルテンボス                                                                                              | |                                                                              |
| 第四百五十話   | 12月14日 | 呼ばれて飛び出てハクション待ち 世界を知るSAMURAI芸人に憧れるのはやめましょう…な夜                                | トータルテンボス                                                                                              | |                                                                              |
| 第四百五十一話 | 12月21日 | 年末恒例…1年闘った愛する芸人を さんま向上長が勝手に2週間労う夜                                                   | 年末恒例…1年闘った愛する芸人を さんま向上長が勝手に2週間労う夜                                                | 年末恒例…1年闘った愛する芸人を さんま向上長が勝手に2週間労う夜 | 年末恒例…1年闘った愛する芸人を さんま向上長が勝手に2週間労う夜               |
| 第四百五十二話 | 12月28日 | 年イチだけ聞ける向上長のお笑い分析 だから、ある意味貴重な1人シンポジウムな夜                                     | 年イチだけ聞ける向上長のお笑い分析 だから、ある意味貴重な1人シンポジウムな夜                                  | 年イチだけ聞ける向上長のお笑い分析 だから、ある意味貴重な1人シンポジウムな夜 | 年イチだけ聞ける向上長のお笑い分析 だから、ある意味貴重な1人シンポジウムな夜 |

### 2025年
| 話数           | 放送日  | サブタイトル                                                                                          | ゲスト向上芸人                             | 備考 |
| -------------- | ------- | --- | ------------------------------------------ | ---- |
| 第四百五十三話 | 1月11日 | SECOND王者を今一度洗濯計画 相方維新でスターの夜明けは近いぜよ…な会                                    | ガクテンソク                               |      |
| 第四百五十四話 | 1月18日 | 一、ギャグ 二、高野 三、スベり まだまだ正月気分でHappy New Yellow…な夜                                | ガクテンソク                               |      |
| 第四百五十五話 | 1月25日 | 新年1発目の明石家便は無事出航 女性クルーたちとヨネダ式マッドマンセオリーを考える夜                    | ヨネダ2000                                 |      |
| 第四百五十六話 | 2月1日  | 餅つきにパンティーガールダンスをトッピング 遅れて合流のパンイチ野郎とはにかんで裸・裸・LANDな夜       | ヨネダ2000                                 |      |
| 第四百五十七話 | 2月8日  | M-1戦士の知られざる穴ザーストーリー レベチなマッドロン毛のダメー報告会…な夜                           | トム・ブラウン                             |      |
| 第四百五十八話 | 2月15日 | 白塗り&白スーツが引き起こす地獄のホワイトアウト 栗谷より普通に陣様が好き…な夜                         | トム・ブラウン                             |      |
| 第四百五十九話 | 2月22日 | 腐ったリンゴ芸人を追いだせ運動 でも、ギターのアイツが言いたくないことを言いすぎちゃった夜             | みなみかわ                                 |      |
| 第四百六十話   | 3月1日  | フィジカルでプリミティブでフェティッシュなマネーゲーム クズ船に乗ってナンゼ一緒に潤いましょうや…な夜  | みなみかわ                                 |      |
| 第四百六十一話 | 3月8日  | ENGEIよりもTANREN重視のクリスタル海賊団 とりあえず全員のマッスルをパンプアップでハッスルな夜          | ネオ☆健康ボーイズ                          |      |
| 第四百六十二話 | 3月15日 | バルクアップと共にセンスダウン 舌鋒鈍るマッスルメーカーにステロイド注入もすでに手遅れ…な夜            | ネオ☆健康ボーイズ                          |      |
| 第四百六十三話 | 3月22日 | 拝啓 百九十の君へ… 『鶴は千年・肥満は短命』桃色の巨漢救命大作戦                                       | ママタルト                                 |      |
| 第四百六十四話 | 4月5日  | 足りない1ピースはシャシャリメガネの撤退 同居恋愛の衝撃で肥満のログポースも大混乱…な夜                 | ママタルト                                 |      |
| 第四百六十五話 | 4月12日 | 11年目もフルスイングサタデーナイトでも、 期待のエースのローテ入りは嫌ですね…な夜                      | バッテリィズ                               |      |
| 第四百六十六話 | 4月19日 | 天然エースもサインに首ふるノンデリカシーな恋女房 東京で友達100人できるかな大作戦                      | バッテリィズ                               |      |
| 第四百六十七話 | 4月26日 | R-1敗者の笛の音、諸行無常の響きあり さや香は一旦サヤに納めて俺の話を聞いてくれ…な夜                   | さや香                                     |      |
| 第四百六十八話 | 5月3日  | 魔王の横にははぐれカリスマとメタルバッツネ 力を合わせたバイキルト見せ算でM-1決勝へルーラ大作戦        | さや香                                     |      |
| 第四百六十九話 | 5月10日 | 無秩序加速のお笑いスラム 料理と金の二刀流 タイム3号ドル箱笑TIME…な夜                                  | タイムマシーン3号                          |      |
| 第四百七十話   | 5月17日 | 顔も体もキャラも全平均な「Mr.オール3」改造計画 するとなぜか、報道アナがいっこく堂になっちゃった…夜    | タイムマシーン3号                          |      |
| 第四百七十一話 | 5月24日 | 笑いに心臓を捧げて50年の阪神撃の巨人 そこに現れた怪獣は友なのか的なのか…な夜                          | オール阪神・巨人                           |      |
| 第四百七十二話 | 5月31日 | 世にも奇妙な50周年パンパン物語 未来にピリピリせんとさっさと弟子にしたらええやん…な夜                  | オール阪神・巨人                           |      |
| 第四百七十三話 | 6月7日  | 大うつけ角刈りが天下布武へ猛アタック協奏曲 忘れたら…みんなで覚える暗証番号…な夜                       | ジェラードン                               |      |
| 第四百七十四話 | 6月14日 | お小遣いは20万…そうだ、うどん屋へ行こう オンエアされるのはイヤイヤ期な角刈り赤ちゃんのR-18一人旅…な夜 | ジェラードン                               |      |
| 第四百七十五話 | 6月21日 | 小ヤラセありのアンガールズ25年史フェイクドキュメンタリー 情熱の裏に隠されたジャンガジャンガ大陸…な夜  | アンガールズ                               |      |
| 第四百七十六話 | 6月28日 | 悲鳴を求めて全集中…よもやよもやな無限錯乱列車 師匠の心を燃やしてキモ柱カムバック計画…な夜             | アンガールズ                               |      |
| 第四百七十七話 | 7月5日  | 相方なし・将来性なし・需要なし そんな事を言われにアレ? R-1戦士が遅れて出てきたよ…な夜                 | 友田オレ ハギノリザードマン ルシファー吉岡 |      |
| 第四百七十八話 | 7月12日 | R-1に夢がないって一体何をされてる方なの? 賞金の使い方はおまかせ、その金を増やすのはあなた…な夜        | 友田オレ ハギノリザードマン ルシファー吉岡 |      |
| 第四百七十九話 | 7月26日 | スタジオで放たれる七色の「お」 今夜のおさむちゃんは、杉本君を追いかけても追いかけても…な夜            | ザ・ぼんち                                 |      |
| 第四百八十話   | 8月2日  | 一生現役、東西レジェンド漫才ケンカ祭り 渾身のネタがアメリカ民謡とパントマイムはたまらんぜ…な夜        | ザ・ぼんち                                 |      |

## エピソード
当番組は毎年夏恒例の『FNS27時間テレビ』で、2008年7月26日〜27日にかけて放送された『FNS27時間テレビ みんな笑顔のひょうきん夢列島!!』内のコーナー「向上委員会」、2013年8月3日〜4日にかけて放送された『FNS27時間テレビ 女子力全開2013 乙女の笑顔が明日をつくる!!』内のコーナー「明石家さんまの大反省会」を混合し進化させレギュラー化。
毎週金曜日の夜に収録されていることが第1話放送で明らかにされた。
2015年10月3日初の1時間拡大SPを放送。それ以降不定期で拡大版が放送された。
「モニター横見学芸人」から後に売れっ子となるタレントを多く輩出している(サンシャイン池崎・バッドナイス常田・あかつ・ひょっこりはん等)。
当番組の提供クレジットで開始当初はほとんどの企業がカラー表示をしていたが2021年4月時点、カラー表示の企業は1社のみとなっている。
2016年以降FNS27時間テレビ内で特別版を放送(2019年時点、2016年と2019年は生放送)2017年以降出演する芸人達がその年の放送テーマに合った仮装で出演した。
2017年以降『さんま・中居の今夜も眠れない』内で放送されたビートたけし出演の『火薬田ドン中継』を引き継いでいる。このコーナーのみ三宅恵介が演出を行う。2020年は新型コロナが影響して放送中止になった。
だが当番組は独自のテーマで「ステイホーム中の恩人」と題して仮装し特別版の代わりになる放送が第二百五十一話〜第二百五十三話(2020/8/29〜9/12)にかけ放送された。

## 特別番組
- 2017年4月14日(金曜日)の19:00〜21:49[注釈 85] には、『金曜プレミアム』の枠で当番組初のゴールデンタイム・プライムタイムで3時間の拡大版『さんまの番組向上委員会 スターの皆様ギャグやらなくてもええねんででもほんまはあかんねんでSP』と題し放送[12][13]。内容は、司会のさんまや向上委員会メンバーに加え、『貴族探偵』『CRISIS 公安機動捜査隊特捜班』『人は見た目が100パーセント』『櫻子さんの足下には死体が埋まっている』『女の勲章』『バイキング』『最上級のひらめきニンゲンを目指せ!クイズ!金の正解!銀の正解!』『関ジャニ∞クロニクル』各番組のメンバーがゲスト出演した。
- 『さんま&女芸人お泊まり会』
  - 第1回 - 2018年5月26日(土曜日)21:00〜23:40（「土曜プレミアム」枠、後半30分は「向上委員会」と同じ枠） ロケ地:箱根
  - 第2回 - 2018年12月1日（土曜日）21:00〜23:40 ロケ地:鬼怒川

黒沢かずこら女芸人が首都圏の観光地を舞台にさんまと語り合うという趣向。主題歌は、黒沢の作詞・歌による楽曲「さんちゃん紳士」。タイトルロゴに「出っ歯マーク」が使われるなど「向上委員会」のスピンオフ的内容となっている。
- 『さんまのFNSアナウンサー全国一斉点検』
  - 第1回：2019年2月9日(土曜日)21:00〜23:40
  - 第2回：2020年4月18日(土曜日)21:00〜23:40[14]

2013年で放送終了した『草彅剛の女子アナスペシャル』の後を継ぐ番組として2019年と2020年いずれも「土曜プレミアム」枠（後半30分は「向上委員会」と同じ枠）で放送された。
- 『明石家笑業修学旅行～お笑い向上の旅～』
  - 2019年11月23日(土曜日)21:00〜23:40（「土曜プレミアム」枠、後半30分は「向上委員会」と同じ枠） ロケ地:京都 [15]。

内容は明石家さんまを「明石家笑業高校」の“向上先生”、男性芸人25名を生徒にした修学旅行という設定のもと、さんまから厳しい笑いの要求をされた生徒たちがボケ続けることでお笑いスキルを向上させるという趣向。「さんま&女芸人お泊まり会」同様、タイトルロゴに「出っ歯マーク」が使われるなど「向上委員会」のスピンオフ的内容となっている。
- 『さんまの東大方程式』2016年放送開始。

## スタッフ
- 構成：松井洋介、福原フトシ、金森直哉、関野樹（関野→2022年5月 - ）
- ナレーション：鈴木省吾
- TP：高瀬義美
- SW：高田治
- CAM：遠藤俊洋
- VE：宮本学
- AUD：浮所哲也
- 照明：川田敦史
- 編集：井上真一、水野智史、吉田裕樹、星野裕也、小口夏樹、大島洋介、青木秀幸
- MA：吉田肇
- 音響効果：大久保吉久
- 美術制作：三竹寛典（フジテレビ／フジアール）
- 美術進行：林勇（以前はアートコーディネーター）
- 美術デザイナー：邨山直也（フジテレビ／フジアール）
- 大道具：松本達也
- アクリル装飾：斉藤祐介
- 装飾：門間誠
- メイク：山田かつら
- スタイリスト：波多野としこ
- CGプロデューサー：小林美穂
- CGディレクター：鈴木鉄平（フジテレビ）
- CGデザイン：木本禎子（フジテレビ）
- 技術協力：ニユーテレス、fmt、IMAGICA、マルチバックス、casino drive、Eno STUDIO
- 広報：長島理紗（フジテレビ、一時離脱→復帰）
- TK：槇加奈子
- FD：赤岩彩花
- 制作進行：吉井美月
- デスク：石川菜摘
- AP：泉愛実（2022年5月 - ）
- ディレクター：板垣忠彦、杉野幹典、阪口智稀（2024年7月27日 - 、杉野・阪口→フジテレビ、板垣・杉野→2019年10月12日 - 2024年7月13日は演出）、藤原祥子（2024年5月 - ）
- プロデューサー：橋本英司（フジテレビ、2024年7月27日 - ）、藤本大介（以前はAP）、児玉芳郎（フジテレビ、途中から）、林田直子
- 監修：渡辺琢（フジテレビ）
- 総合演出：池田哲也（2019年10月12日 - 、以前は演出）
- チーフプロデューサー：渡辺俊介（フジテレビ、2022年8月6日 - 、2017年10月21日 - 2022年7月まではゼネラルプロデューサー）
- 制作協力：吉本興業
- 制作：フジテレビ編成総局バラエティ制作局（旧バラエティ制作センター→バラエティ制作部→制作局第二制作センター→編成局制作センター第二制作室→編成制作局制作センター第二制作室→編成制作局バラエティー制作センター）
- 制作著作：フジテレビ

### 過去のスタッフ
- CAM：横山政照
- VE：山下義子
- AUD：森田篤
- アクリル装飾：相原加奈
- 電飾：齋藤誠二、荻島彩実
- CGプロデューサー：久保田幸
- 広報（全員フジテレビ）：佐藤未郷、齊田悠、根本智史、藏内彩季子、小穴浩司、渡邉杏子
- デスク：関下由美子、川野友美、黒木智子、梅都恵、筒井さより、波多野有香、川口ひとみ、曽根京香
- FD：登内翼斗（フジテレビ）、三谷萌乃、勝部美帆、土田幸江、大野涼平、星野ノエル、江端健人、三村志乃、手塚美帆
- ディレクター：角山僚祐（フジテレビ）、神田洋昭、玉野鼓太郎（フジテレビ）、池田圭司、中陳陽太（中陳→以前はFD）、岡本卓真（岡本→フジテレビ、2023年5月 - 2024年7月13日）
- 演出：中川将史（フジテレビ、2018年4月14日 - 2021年7月24日）、鈴木善貴（フジテレビ、2024年7月13日まで）
- プロデューサー：神崎素子（フジテレビ、2016年4月9日 - 2018年6月2日）、田中美咲（フジテレビ、途中から2021年7月24日、以前はAP）、竹岡直弘（フジテレビ、2021年7月31日 - 2024年7月13日）
- チーフプロデューサー（全員フジテレビ）：亀高美智子（2015年4月18日 - 2016年3月19日）、中嶋優一（2016年4月9日 - 2019年7月20日）、大江菊臣（2019年7月27日 - 2022年7月、以前はプロデューサー）

## ネット局
| 放送対象地域  | 放送局                    | 系列                          | 放送日時                     | ネット状況 | 備考        |
| ------------- | ------------------------- | ----------------------------- | ---------------------------- | ---------- | ----------- |
| 関東広域圏    | フジテレビ（CX）          | フジテレビ系列                | 土曜 23:10 - 23:40           | 制作局     | 制作局      |
| 北海道        | 北海道文化放送（uhb）     | フジテレビ系列                | 土曜 23:10 - 23:40           | 同時ネット |             |
| 岩手県        | 岩手めんこいテレビ（mit） | フジテレビ系列                | 土曜 23:10 - 23:40           | 同時ネット |             |
| 宮城県        | 仙台放送（OX）            | フジテレビ系列                | 土曜 23:10 - 23:40           | 同時ネット |             |
| 秋田県        | 秋田テレビ（AKT）         | フジテレビ系列                | 土曜 23:10 - 23:40           | 同時ネット |             |
| 山形県        | さくらんぼテレビ（SAY）   | フジテレビ系列                | 土曜 23:10 - 23:40           | 同時ネット |             |
| 福島県        | 福島テレビ（FTV）         | フジテレビ系列                | 土曜 23:10 - 23:40           | 同時ネット |             |
| 新潟県        | NST新潟総合テレビ（NST）  | フジテレビ系列                | 土曜 23:10 - 23:40           | 同時ネット |             |
| 長野県        | 長野放送（NBS）           | フジテレビ系列                | 土曜 23:10 - 23:40           | 同時ネット |             |
| 静岡県        | テレビ静岡（SUT）         | フジテレビ系列                | 土曜 23:10 - 23:40           | 同時ネット |             |
| 富山県        | 富山テレビ（BBT）         | フジテレビ系列                | 土曜 23:10 - 23:40           | 同時ネット |             |
| 石川県        | 石川テレビ（ITC）         | フジテレビ系列                | 土曜 23:10 - 23:40           | 同時ネット |             |
| 福井県        | 福井テレビ（FTB）         | フジテレビ系列                | 土曜 23:10 - 23:40           | 同時ネット |             |
| 中京広域圏    | 東海テレビ（THK）         | フジテレビ系列                | 土曜 23:10 - 23:40           | 同時ネット |             |
| 近畿広域圏    | 関西テレビ（KTV）         | フジテレビ系列                | 土曜 23:10 - 23:40           | 同時ネット |             |
| 鳥取県 島根県 | さんいん中央テレビ（TSK） | フジテレビ系列                | 土曜 23:10 - 23:40           | 同時ネット |             |
| 岡山県 香川県 | 岡山放送（OHK）           | フジテレビ系列                | 土曜 23:10 - 23:40           | 同時ネット |             |
| 広島県        | テレビ新広島（tss）       | フジテレビ系列                | 土曜 23:10 - 23:40           | 同時ネット |             |
| 愛媛県        | テレビ愛媛（EBC）         | フジテレビ系列                | 土曜 23:10 - 23:40           | 同時ネット |             |
| 高知県        | 高知さんさんテレビ（KSS） | フジテレビ系列                | 土曜 23:10 - 23:40           | 同時ネット |             |
| 福岡県        | テレビ西日本（TNC）       | フジテレビ系列                | 土曜 23:10 - 23:40           | 同時ネット |             |
| 佐賀県        | サガテレビ（STS）         | フジテレビ系列                | 土曜 23:10 - 23:40           | 同時ネット |             |
| 長崎県        | テレビ長崎（KTN）         | フジテレビ系列                | 土曜 23:10 - 23:40           | 同時ネット |             |
| 熊本県        | テレビくまもと（TKU）     | フジテレビ系列                | 土曜 23:10 - 23:40           | 同時ネット |             |
| 鹿児島県      | 鹿児島テレビ（KTS）       | フジテレビ系列                | 土曜 23:10 - 23:40           | 同時ネット |             |
| 沖縄県        | 沖縄テレビ（OTV）         | フジテレビ系列                | 土曜 23:10 - 23:40           | 同時ネット |             |
| 大分県        | テレビ大分（TOS）         | 日本テレビ系列 フジテレビ系列 | 土曜 1:10 - 1:40（金曜深夜） | 遅れネット | [ 注釈 87 ] |
| 山口県        | テレビ山口（tys）         | TBS系列                       | 土曜 0:50 - 1:20（金曜深夜） | 遅れネット | [ 注釈 88 ] |

### 過去のネット局
- 青森テレビ（ATV・TBS系列）[注釈 89]
- テレビ宮崎（UMK・フジテレビ系列・日本テレビ系列・テレビ朝日系列） - 同時刻の遅れネット[注釈 90]だったが2021年3月27日で打ち切り。